# トヨタ・プリウス
プリウス（PRIUS）は、トヨタ自動車が1997年から販売している乗用車。世界初の量産ハイブリッド専用車（スプリット方式）である。

## プロトタイプ（1995年）
1995年11月、第31回東京モーターショーにて参考出品車として展示。「人と地球にとって快適であること」というコンセプトの元に開発。低燃費走行を目的としたパワートレーンシステム「TOYOTA EMS（Energy Management System）」を搭載。これは直噴ガソリンエンジン「TOYOTA D-4」・CVT（Continuous Variable Transmission・ベルト式無段変速機）・キャパシターを電源としたインダクションモーター/ジェネレーター（M/G）をコンピュータ（ECU）によって協調制御した世界初のパワートレーンシステムで、エンジン・駆動系の効率を大幅に向上させ、エネルギー回生、停車時のエンジン停止などの画期的な機能を採用し、同クラス車の約2倍の燃費30km/L（10・15モード走行）実現が目標にされた。

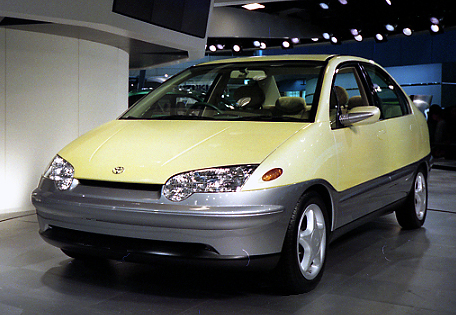
第31回東京モーターショー（1995年10月27日-11月8日）展示車両

環境に配慮した機能として、電動パワーステアリング・低転がり抵抗タイヤ・電動コンプレッサーエアコンシステム・RSPP（新リサイクル防音材）の採用・空力ボデー・高性能熱線吸収ガラス・着色樹脂を使った無塗装バンパー&サイドモールがあった。安全装備として早くも側面衝突対応SRSエアバッグを装備し、計6カ所のエアバッグがあった。
珍しい装備としては助手席およびリヤシートに組み込み式チャイルドシートや、近未来対応型マルチメディアシステム、ドームランプに設置された4方向のセンサーから発信されるマイクロ波により、駐車中の車内への侵入者を感知。アラーム（ホーン吹鳴、ライトの点滅）で異常を知らせるセキュリティシステムがあった。
内装においてはセンターメーターではなく、運転席側にメーターを配置したオーソドックスなタイプが採用されていた。

## 初代 NHW10/11（1997年 - 2003年）
1997年12月、世界初の量産ハイブリッド自動車として登場。開発責任者（チーフエンジニア）は、後にトヨタ自動車の会長となる内山田竹志が務めた。開発プロジェクト名は「G21プロジェクト」。キャッチコピーは岩崎俊一による「21世紀に間に合いました。」で、CMキャラクターには歌手の谷村新司が起用された。
ボディは小型自動車（5ナンバー）サイズの4ドアセダンで、デザインは歴代セリカなどを手がけたトヨタのアメリカのデザイン拠点であるCALTYによるもの。当時としては珍しいフロントグリルとボンネットをシームレスにつないだデザインを採用し、空気抵抗の減少にも寄与している。また、車両の全高を大きくとって着座位置を高くすることにより、乗降を容易に、かつ車内の居住空間を有効に使えるようにしているが、これは当時のセダンとしては革新的なパッケージングであった。
足回りでは専用の超軽量鍛造アルミホイールを装着し、さらにその上に空気抵抗低減のための樹脂製のホイールカバーを装着するという珍しい手法が採用され、これは2代目や3代目、4代目にも引き続いて採用されている。
インテリアの最大の特徴としてセンターメーターがあるが、当時はまだ採用車種が少なく話題を呼んだ。また、5.8インチマルチインフォメーションディスプレイを始めからインテリアデザインに盛り込む設計がされたのも、同時期にデビューしたハリアーとともに初めての試みである。これらは後の乗用車全般のインテリアデザインに大きな影響を与えた。なお独特の駆動方式（走行中でもエンジンが停止するなど）から、タコメーターと水温計は省かれている。
駆動ユニットはTHS（Toyota Hybrid System）と呼ばれ、ミラーサイクル方式の1NZ-FXE型ガソリンエンジンと、1CM型永久磁石式同期モーターを併用して動力を発生する。1CM型はマイナーチェンジ時に改良され2CM型となる。
発表当初の燃費は28.0km/l（10・15モード）であり、当時の同程度のガソリンエンジン車と比較して驚異的なものであった。その後の改良により、最終モデルの燃費は31.0km/l（10・15モード）に達している。
販売価格は215万円と、車格が近い8代目（E110型）カローラの「1.5SEサルーン」が152.7万円（2WD・4速AT車）と比較した場合、決して安くはなかった。しかし、ハイブリッドシステムのコストからすると原価を大きく割り込んでいるとみられ、「215万円はバッテリーだけの価格」や（前述のキャッチコピーからか）「21世紀へgo (5) の語呂合わせ」等と噂された。
最初期の量産ハイブリッド車であるため、動力性能はこの当時のリッターカークラスの小型車とほぼ同等であり、年間の販売台数は最大でも2万台を超えることはなく、モデル末期には1万台を割り込んでおり、2代目や3代目のようなヒットは記録しなかったものの、ハイブリッド乗用車史の基礎を築き上げるのに十分な販売実績を残した。
2022年11月8日、日本自動車殿堂の歴史遺産車に認定。

### 年表

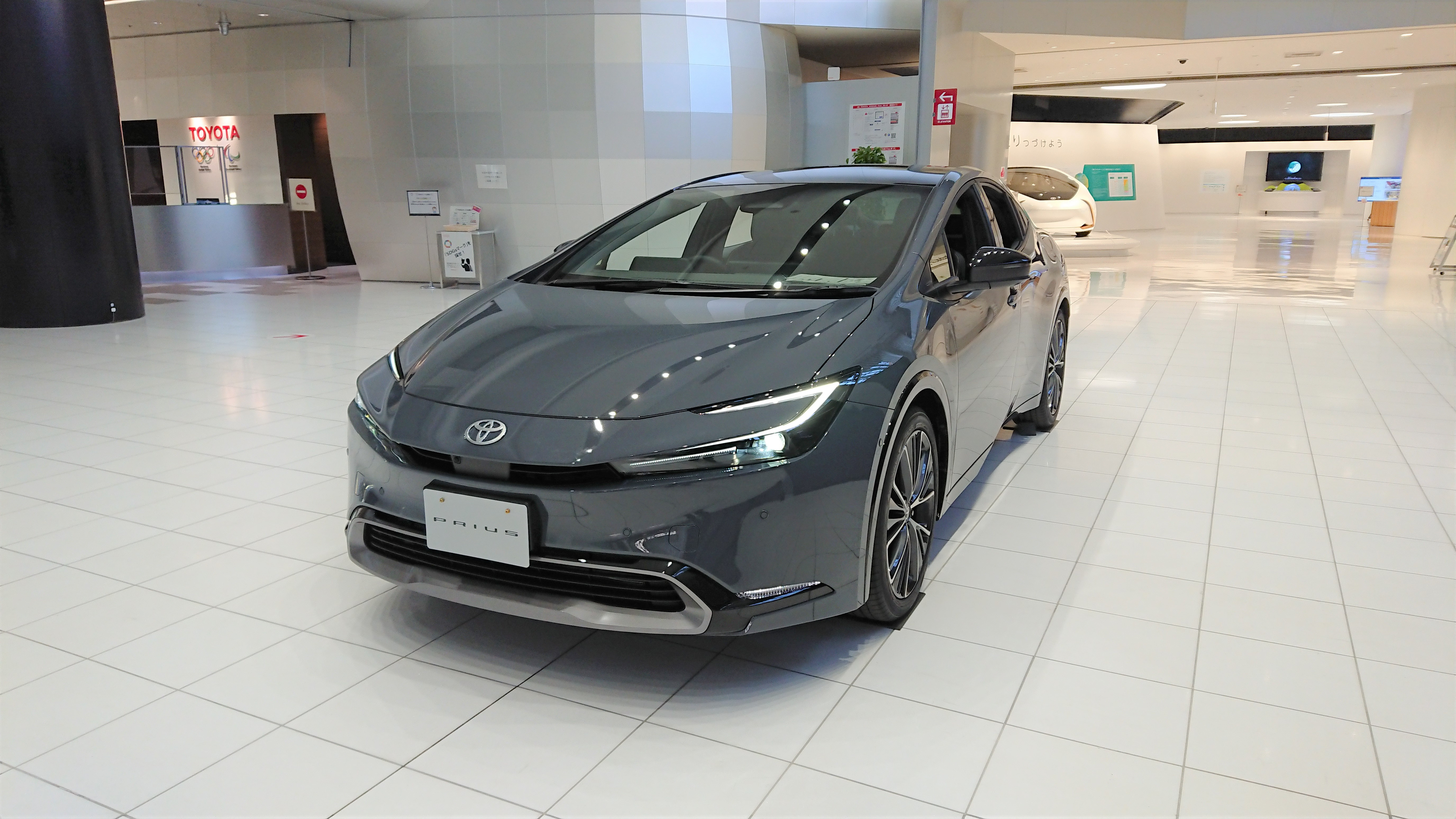
Z HEV 前面
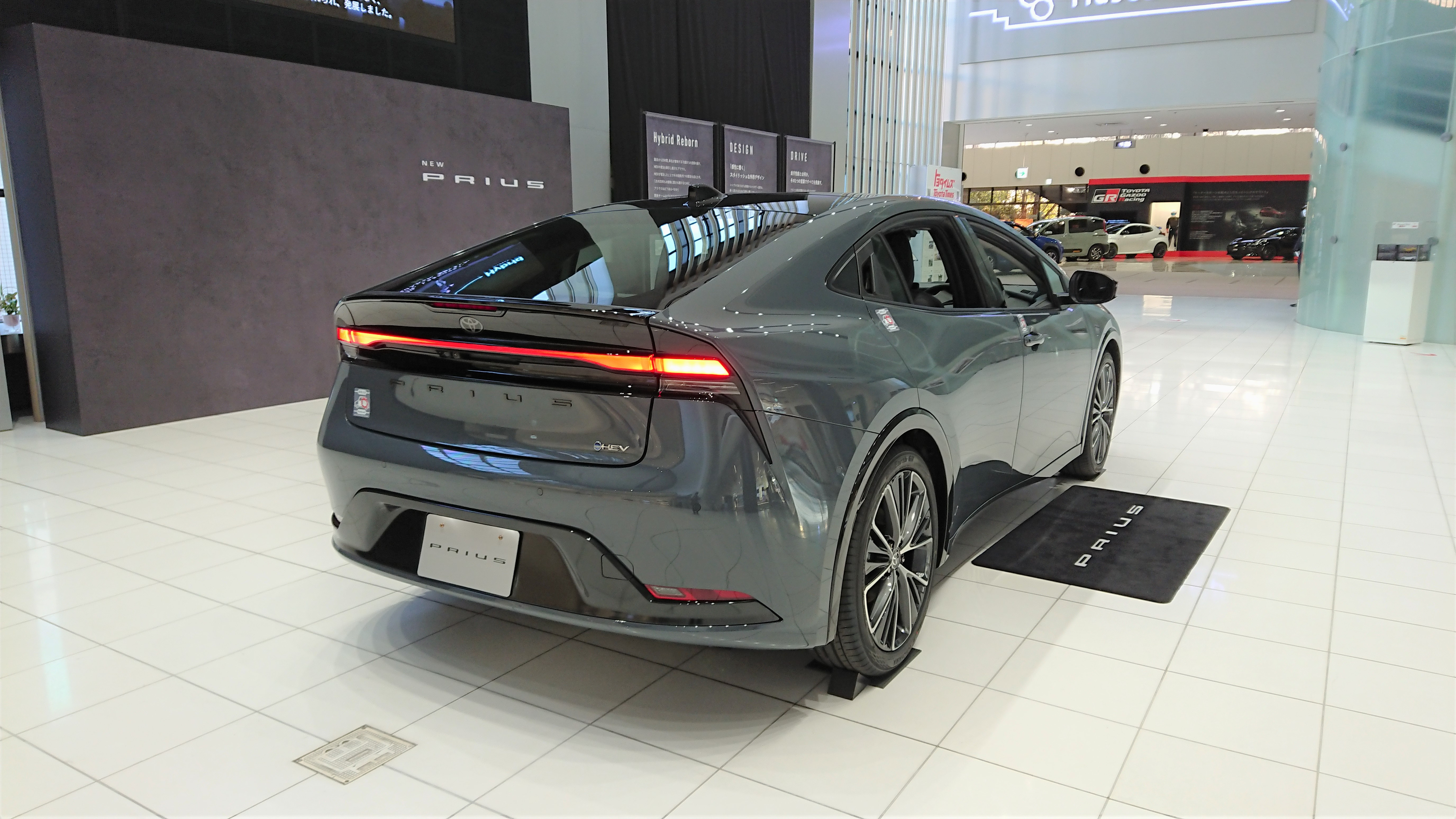
Z HEV 後面
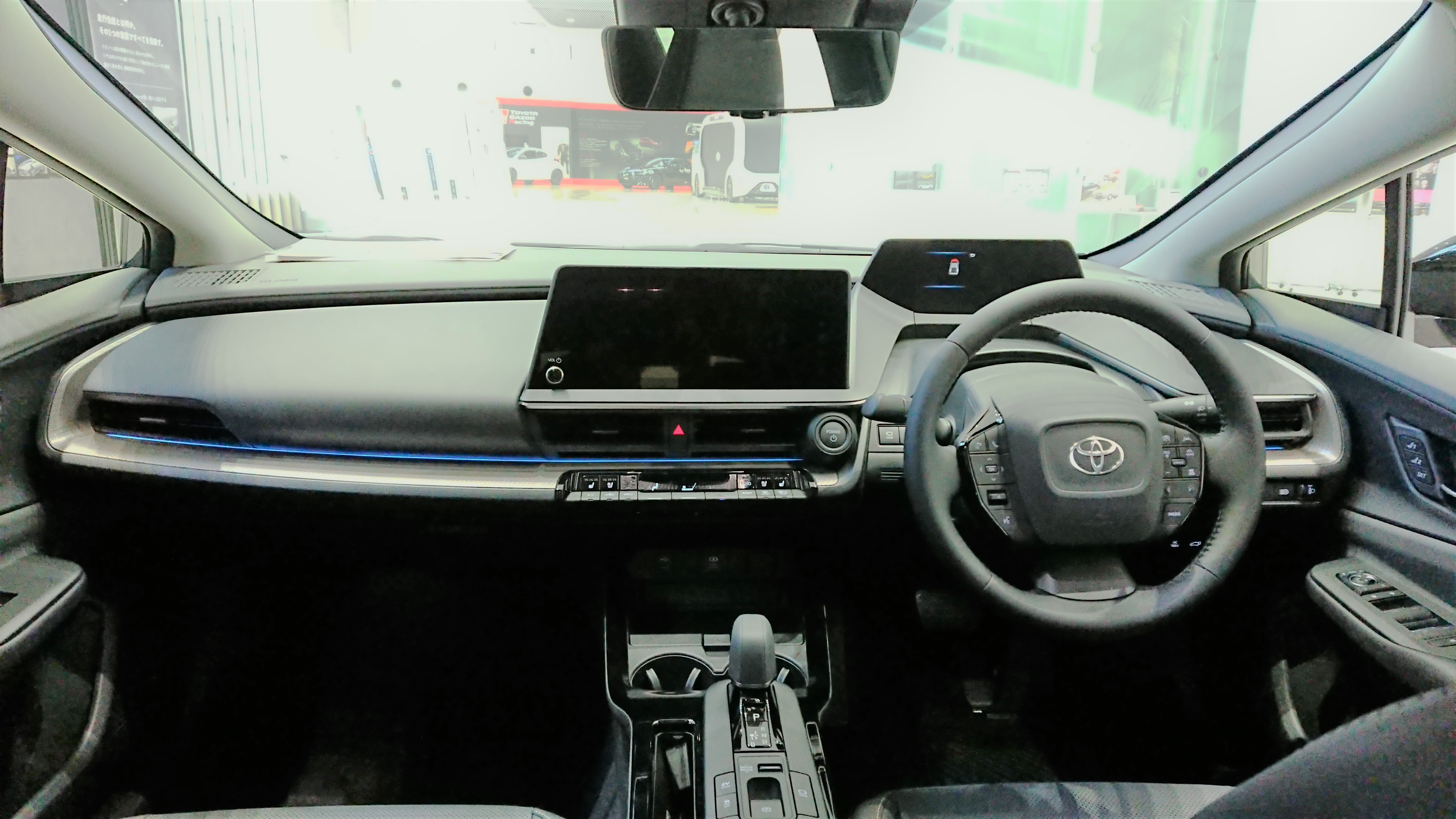
Z HEV 内装
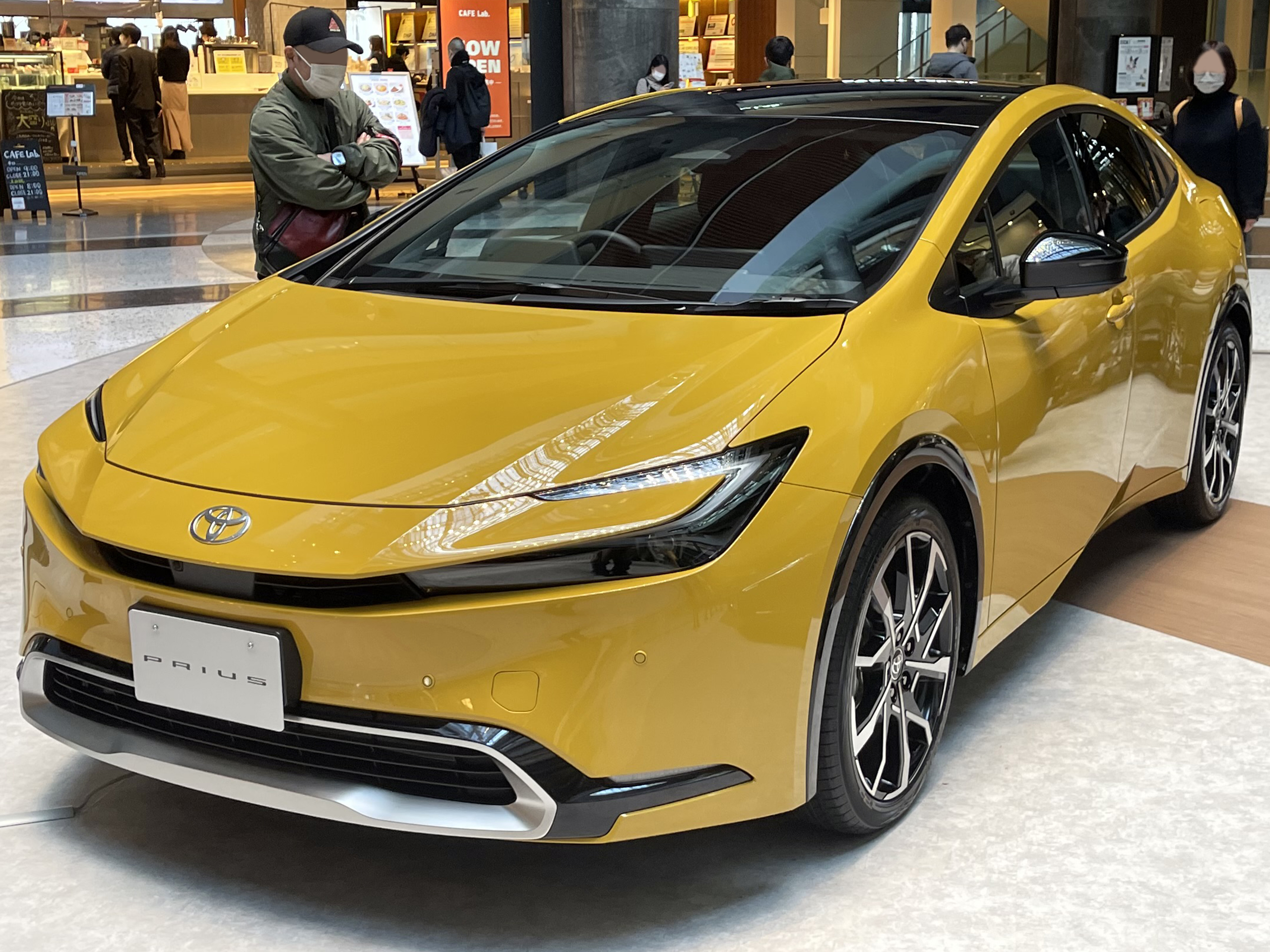
Z PHEV（フロント）
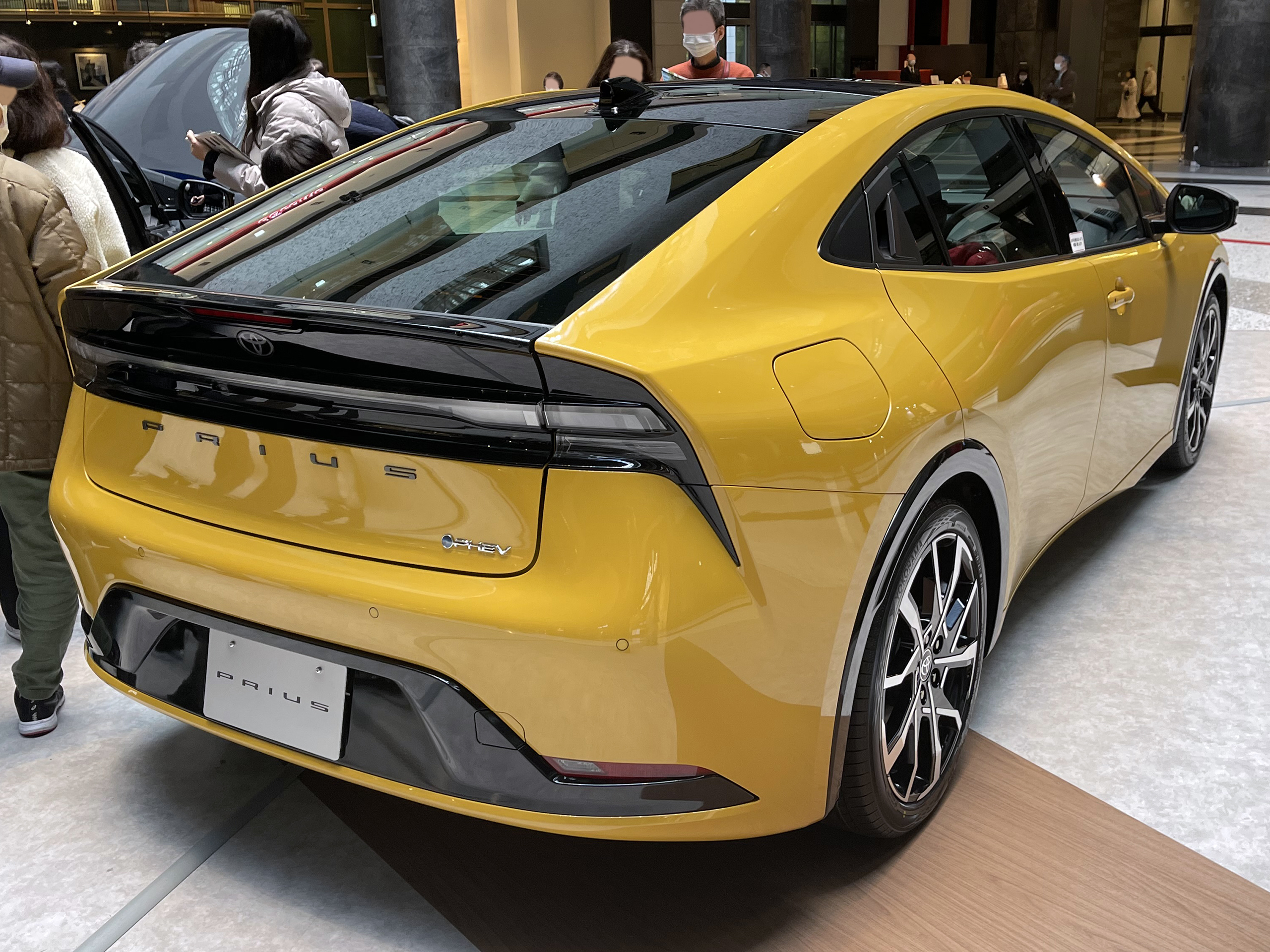
Z PHEV（リア）

1997年12月
正式発表、発売。
1998年11月
特別仕様車「Gセレクション」、「Gセレクション・ナビパッケージ」発売。同時にカタロググレードも仕様変更し、ボディカラーに「スーパーホワイトII」を追加。
1998年度グッドデザイン賞受賞。
1999年11月
特別仕様車「Gセレクション」を再発売。前回より3万円値下げ。
2000年5月
マイナーチェンジを実施、形式がNHW11型となる。超-低排出ガス認定（☆☆☆）
10・15モード燃費は29.0km/Lに向上。グレード体系を「S」と「G」の2グレード体制へ変更。
2000年モデルから北米での販売が開始されるのに伴い現地の安全基準へ適合させるためバンパー形状が変更、さらにリアスポイラーを新設定し空力性能の向上を図っている。
2001年1月
「S」をベースに、DVDボイスナビゲーションシステムやクルーズコントロールなどの上級装備を備えた特別仕様車「S プレミアム21」を発売。
2001年8月
一部改良。欧州仕様用のセッティングが施されたサスペンション、リアディスクブレーキ、リアスポイラー、新デザインの14インチアルミホイールを装備する「ユーロパッケージ」の導入と、新ボディカラーである「ボルドーマイカ」を追加。
2002年1月10日
「S」をベースに、ボディカラーにボルドーマイカ等の専用色を2色設定すると共に、DVDボイスナビゲーションシステム、クルーズコントロール等を装備した特別仕様車「S Premium」を発売。
2002年8月6日
一部改良。制動時のエネルギー回収量を増加したことで、10・15モード燃費を31.0km/Lに向上。同日にDVDボイスナビゲーションなどを装備した特別仕様車「Sナビスペシャル」、「Gナビスペシャル」を発売。
2003年8月
生産終了。在庫対応分のみの販売となる。
2003年9月1日
2代目へフルモデルチェンジして販売終了。

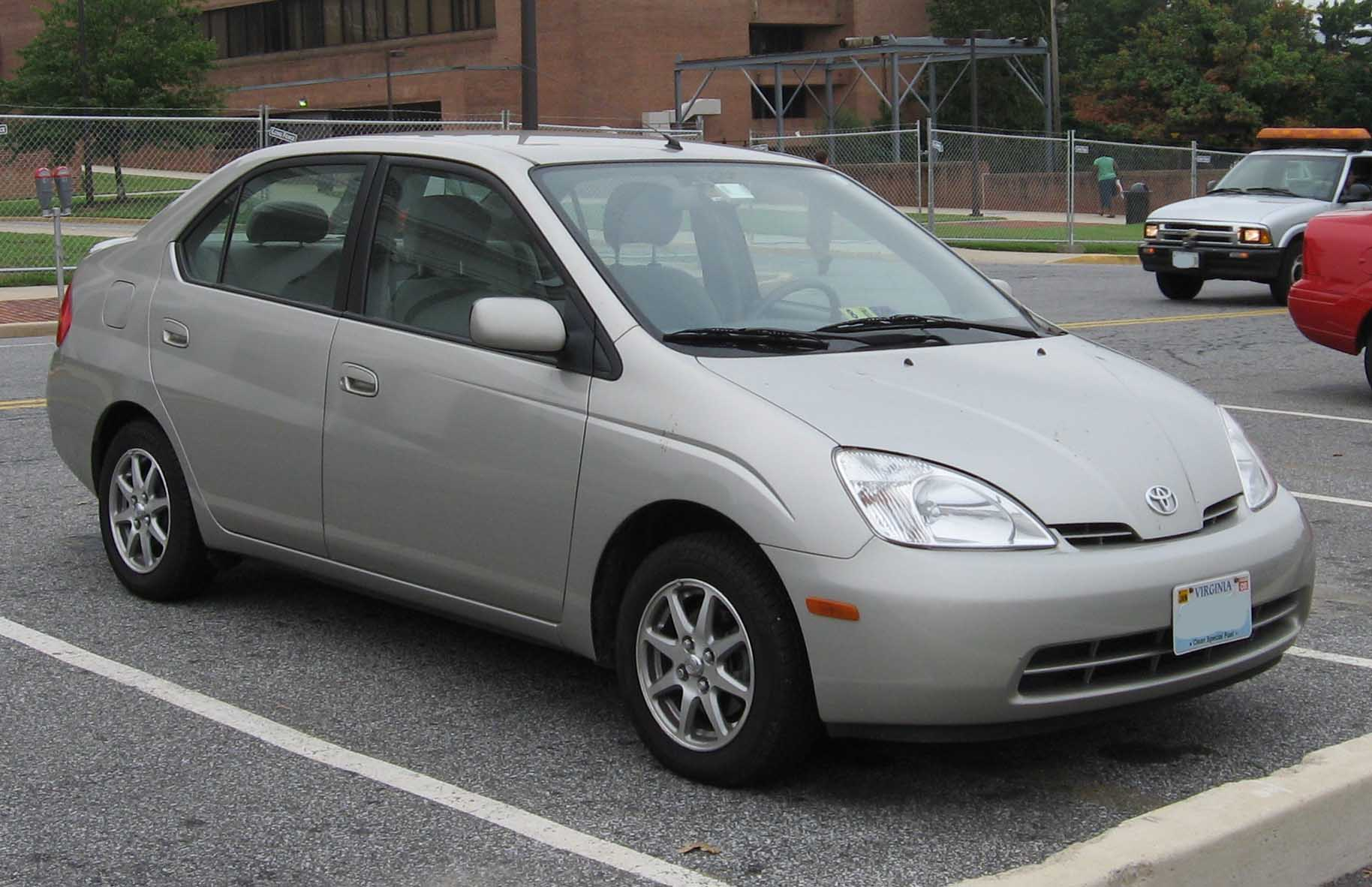
2000年5月発売型（NHW11） 写真は北米向け
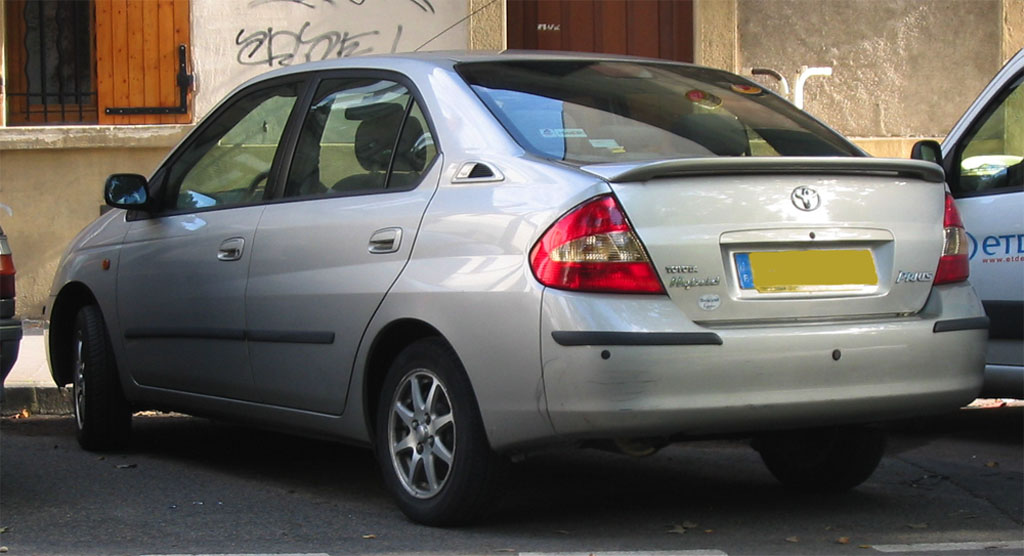
欧州向け（2000年型）
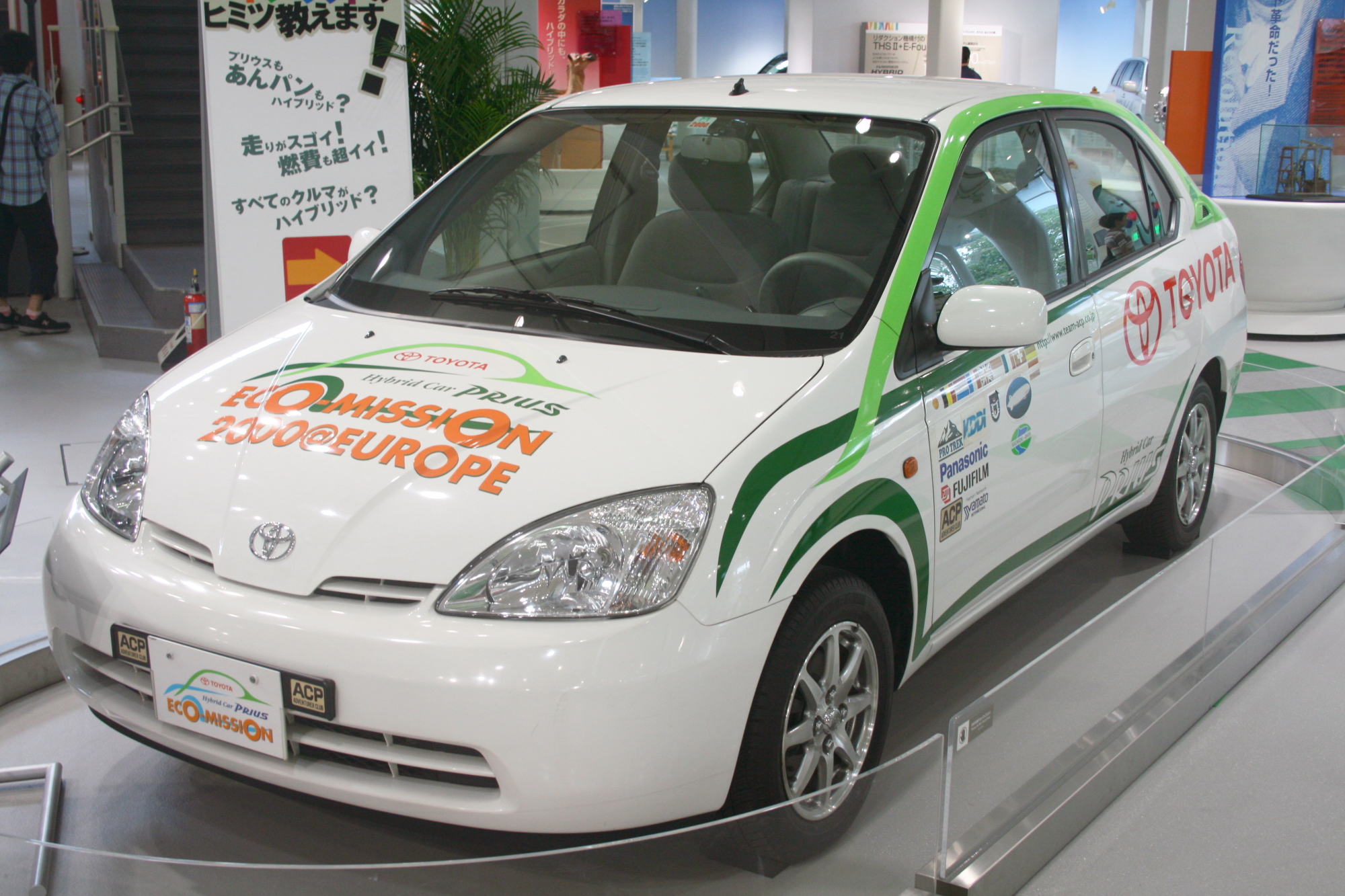
エコミッションヨーロッパ出場車（2000年）

## 2代目 NHW20（2003年 - 2011年）
この2代目からは日本国外での市場を考慮して、先代の4ドアセダンから、ワンモーションかつハイデッキスタイルの5ドアファストバックへとボディ形状が変更されると共に、バックドアを備えるハッチバックモデルとなった。同一車名モデルのフルモデルチェンジでボディ形状が大きく変化した例の一つである。
スタイリングは、後の3代目モデルやプリウスα（プリウス+）、アクア（プリウスC）にも継承された「トライアングル・シルエット」と呼ばれる「おむすび形」が特徴で、2003年度のグッドデザイン大賞を受賞した。
車両寸法も国外市場向けにやや大型化され、ホイールベースが2,700 mmとなり、車格は初代の小型乗用車からプレミオ/アリオン（旧コロナ/カリーナ）と同じミドルクラスとなった。車幅は1,725 mmと拡大されたため、日本市場では3ナンバー登録となる。新プラットフォームの採用に伴い足回りも強化され、PCDは100 mmのままホイールハブのスタッドボルト数は初代の4本から5本に変更された。目標月間販売台数は3,000台。これは、先代の直近の販売実績の3倍であった。給油口が右側から左側に変更され、CピラーとDピラー間に窓が追加（6ライト化）され、リアドアウインドウは一枚窓となった。
当代から、ダイハツ工業へのOEM車種を含むトヨタのハイブリッド乗用車において、あらゆる条件下で「電欠」に悩まされることなく電動車のメリットを享受できる、「HYBRID SYNERGY DRIVE」（ハイブリッド・シナジー・ドライブ）のブランド展開を開始。当代が初の車種となり、車名エンブレムの下にそのエンブレムが装着された。
2代目に搭載されているユニットはTHS-II（Toyota Hybrid System II）と呼称されるTHSの発展型で、エンジンは先代と同じく1NZ-FXE型を搭載するが最高回転数を5,000 rpmまで増加、新型モーター（3CM）の出力を従来型の33 kWから50 kWへと向上させるなどパワーアップを図りながら、10・15モード燃費はさらに向上して35.5 km/Lとなり、4人乗り以上の市販ハイブリッドカーとしては当時、世界最高の省燃費性能を達成した。電池には引き続きニッケル・水素充電池が採用された。
なお、トヨタのハイブリッドシステムはこの他にもクラウン（JZS170系セダンほか）などに搭載されていたマイルドハイブリッドユニットである「THS-M」（Mild）、エスティマやアルファードに搭載された、E-Four（電気式四輪駆動システム）を搭載した「THS-C」(CVT) 、クルーガーハイブリッドやハリアーハイブリッドに搭載された、「THS-C」にも採用されているE-Fourを搭載し、本車に搭載されているTHS-IIを改良した「ハイパワー THS-II」などのバリエーションがある。またパナソニックEVエナジー（現・プライムアースEVエナジー）のニッケル水素電池は小型トラック（日野・デュトロ）や大型路線バス（日野・ブルーリボンシティ）のハイブリッド車にも採用されている。後述の#ハイブリッドシステムの特性も参照。
その他、当代では、モーターのみでの走行が選択可能な「EVモード」、後方カメラの映像上で場所を指定するだけで駐車時のハンドル操作を自動化できる「インテリジェントパーキングアシスト」（世界初搭載）、横滑り防止機構と電動パワーステアリングを統合制御する「S-VSC」（世界初搭載）、エンジンの稼働状態に係わらずバッテリーを電源として動作可能な電動インバーターオートエアコン （車載用として世界初搭載）、キーをポケットに入れたままアウタードアハンドルに手を掛けるだけでロック解除、そのままブレーキペダルを踏みながらパワースイッチを押すだけでハイブリッドシステムが始動する「スマートエントリー」、イモビライザーなどの最新技術が投入された。特に電動インバーターエアコンは、その後のトヨタのハイブリッド乗用車の主要装備となる。

### グレード
初代の後期モデルより引き継いだ「S」と「G」の2グレードを基本として、上級オプションパッケージとなる「TOURING selection」が新設定された。なお、後期型からは、フロントフォグランプが全車標準装備となっている。
S
最量販グレードとなる標準仕様車。一通りの装備が装着されている。タイヤサイズは185/65R15となるプリウス専用開発の低転がり抵抗タイヤ（グッドイヤー・GT3）を装備し、ハロゲン式ヘッドランプが標準装備される。また、装備を厳選した「スタンダードパッケージ」が後期モデルより新設定される。
G
「S」に本革巻きステアリング、キーレスオープン（スマートエントリー）、CDチェンジャー、アルカンターラ張りのシート（後期モデル）などの豪華装備を追加した上級グレード。
TOURING selection
先代後期モデルに初設定された「ユーロパッケージ」をさらに昇華させ、走行性能を向上させた上級のパッケージオプションで、車体底部にフロアアンダーカバーとリアバンパースポイラーを装着し、リアゲート部に大型リアスポイラーを装備して空気抵抗を低減。初採用の16インチアルミホイールと195/55R16サイズの高性能タイヤ（ミシュラン・Pilot Primacy）を組み合わせ、さらに専用サスペンションを装着することで、高速走行時の直進安定性を向上させた。他には、ディスチャージ・ヘッドランプ、フロント・フォグランプが標準装備されている。2005年（平成17年）以降の後期モデルでは、Gツーリングにはアルカンターラのシートを採用した他、モデル初の本革シートが追加され、大型コンソールボックスがソフトレザー張りとなり、SRSサイド・カーテンシールドエアバックが唯一標準装備された「G TOURING selection LEATHER package」も設定された。なお、省燃費タイヤではないため他のグレードよりも燃費性能はやや劣る。
S スタンダードパッケージ
2005年11月のマイナーチェンジと同時に新設定された、「S」をベースに装備を厳選した233万1千円の低価格グレード。
EX
2009年（平成21年）5月18日、3代目モデルの発表と同時に設定された法人ユーザー向け新グレードである。上記の「S スタンダードパッケージ」をベースに、ボディカラーをスーパーホワイトII、シルバーメタリック、ブラックの3色とし、内装色をグレーのみに絞ってフロントグリルをボディ同色に変更するなどして、装備をさらに厳選、フロントフォグランプやホイールキャップをオプション設定にして189万円という低価格を実現した。なお、運転席・助手席デュアルステージSRSエアバッグ等の安全装備や、CDオーディオ、温度センサー付電動インバーターエアコンなどの快適装備は従来どおり装備された。1クラス下のセグメントにアクアが登場したため、2011年（平成23年）12月をもって生産を終了した。

### 年表
2003年（平成15年）9月1日
モデル初のフルモデルチェンジを実施し、2代目へ進化。
2004年（平成16年）2月
仕様変更。車両型式を変更し「平成17年基準排出ガス75%低減レベル（☆☆☆☆）」に対応。
2004年（平成16年）8月4日
「S」と「G」をベースに、「ツーリングセレクション」の装備とアルカンターラ専用シート表革・ディスチャージヘッドランプ・G-BOOK対応DVDボイスナビゲーション付EMV（エレクトロマルチビジョン）&インテリジェントパーキングアシスト（カラーバックガイドモニター機能付）を特別装備した特別仕様車「S ツーリングセレクション・プレミアム/G ツーリングセレクション・プレミアム」を発売。
2005年（平成17年）11月1日
マイナーチェンジ。
デザインの大幅な変更はないが、フロントグリルフィンのメッキ処理・リヤワイパーの標準装備（これまでは寒冷地仕様車のみオプションとして選択可能で装着車は数少なかった）・ヘッドランプエクステンションのブルー着色・リアコンビネーションランプLED部の色を黒からクリアに変更・メーカーオプションのナビをDVDからHDDに変更し、「HYBRID」の文字エンブレムがトヨタのハイブリッドカーとして初めてフロントフェンダー部にも装着された。また、ハロゲンヘッドランプ車にはマニュアルレベリング機能が装着された。
また、ボディ剛性のさらなる向上や遮音性の向上、アルミホイールの剛性向上やサスペンションのセッティング変更等、NVHや走行性能に関する点が改良された。内装ではシート生地の変更（「G」と「G ツーリングセレクション」にはアルカンターラ素材のシートが採用された）とインパネ・ドアトリム部にソフトパッドが採用され、内装の質感が向上した。さらに新グレードとして「S」の装備を簡略化した「S スタンダードパッケージ」と3代目でも最上級グレードとなった「G ツーリングセレクション・レザーパッケージ」が追加された。
2007年（平成19年）2月1日
一部改良。エンジン直下の触媒の性能向上と排気管途中への触媒追加、エンジン制御コンピューター（ECU）の改良により排出ガス浄化性能をさらに向上。パーキングブレーキの戻し忘れ警告ブザーも追加される。
2007年（平成19年）4月2日
プリウス誕生10周年を記念して、SグレードにHDDナビ、スマートエントリー&スタートシステムなどの特別装備を追加した「S 10th Anniversary edition」を発売。
2007年（平成19年）9月3日
一部改良。新燃費基準の試験方法となる燃費表示「JC08モード(29.6km/L)」の認可を受ける。同時に「2015年度燃費基準」を達成した。
2008年（平成20年）9月1日
原材料の高騰に伴い、車両本体価格を値上げ。最低価格が233.1万円からとなる（従来は226.8万円から）。
2009年（平成21年）4月
通常グレードの生産終了。在庫対応分のみの販売となる。
2009年（平成21年）5月18日
3代目モデルの発売と共に、ビジネスユーザー向けに特化した新グレード「EX」を発表（発売は6月8日からで、189万円から）。以後の2代目プリウスは、このグレードのみが販売されていた。
2012年（平成24年）3月
「EX」生産・販売終了。名実共に2代目モデル販売終了。

### プリウス・サーキットバージョン
2代目モデルをベースとしてトヨタ自動車が「サーキットバージョン」を製作。外装はトヨタF1をイメージしたカラーリングが施され、内装は遮音材などの快適装備を撤去して軽量化を図り、ボディ剛性と安全性の向上のためロールケージが組み込まれるなど、一般のレーシングカー（グループN準拠）と同じ方法で製作された。
そしてプリウスの特徴であるハイブリッドシステムにもチューニングが施され、エンジンは標準搭載のアトキンソンサイクル型からカローラ用の通常燃焼型（1NZ-FE）へ変更。インバーターシステムも昇圧性能を強化したものとなり、システム出力を大幅に向上させた。バッテリーも直接外気を導入して冷却できるようリアドアにエアインテークが設けられた。また、タイヤ・ホイールはツーリングセレクション用の16インチ（タイヤはブリヂストン・POTENZAのハイグリップのものに変更）を装備し、ブレーキも欧州仕様車と同じ物（リアをディスク化）が採用されストッピングパワーを強化している。
将来的なワンメイクレース開催を見込んで同様のサーキット仕様が数台制作されたが、市販化されることはなかった。

### 他社への技術提供
2代目チーフエンジニアの井上雅央はカタログで「THS-IIの技術を独り占めするつもりはない。地球環境のために、他社への技術提供もいとわない」と発言。
その発言通り、2代目発売から、3年後の2006年（平成18年）10月4日、北米日産のアルティマハイブリッドにハイブリッドシステムを供給したものの、日産製のエンジンとハイブリッドシステムの組み合わせをトヨタが担当した際に手間が掛かりすぎてしまったため、自社で開発してくれる相手を探す方向に向かう。そして、THS-II登場の10年後の2013年11月にマツダのアクセラに「SKYACTIV-HYBRID」としてTHS-II（厳密にはリダクション機構付THS-II）が搭載された。トヨタから供給されたシステムを使い、マツダがハイブリッドシステムを開発。システムプログラムが分かりづらい箇所をトヨタ側に問い合わせる間、トヨタの技術者がバスでマツダまで出向き、見学に来るという事態も発生した。

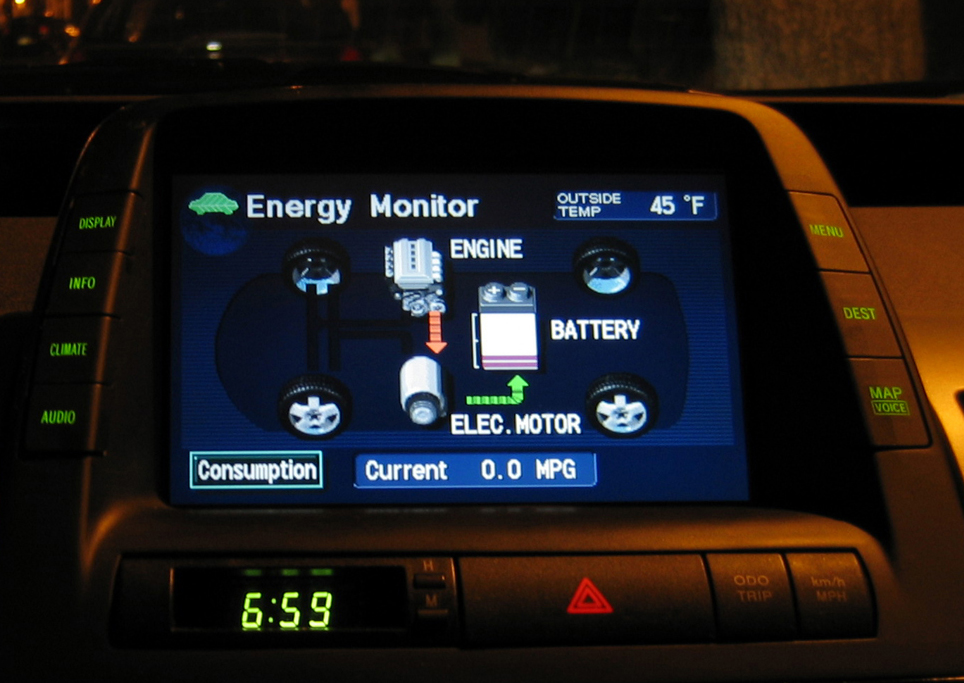
システムモニター
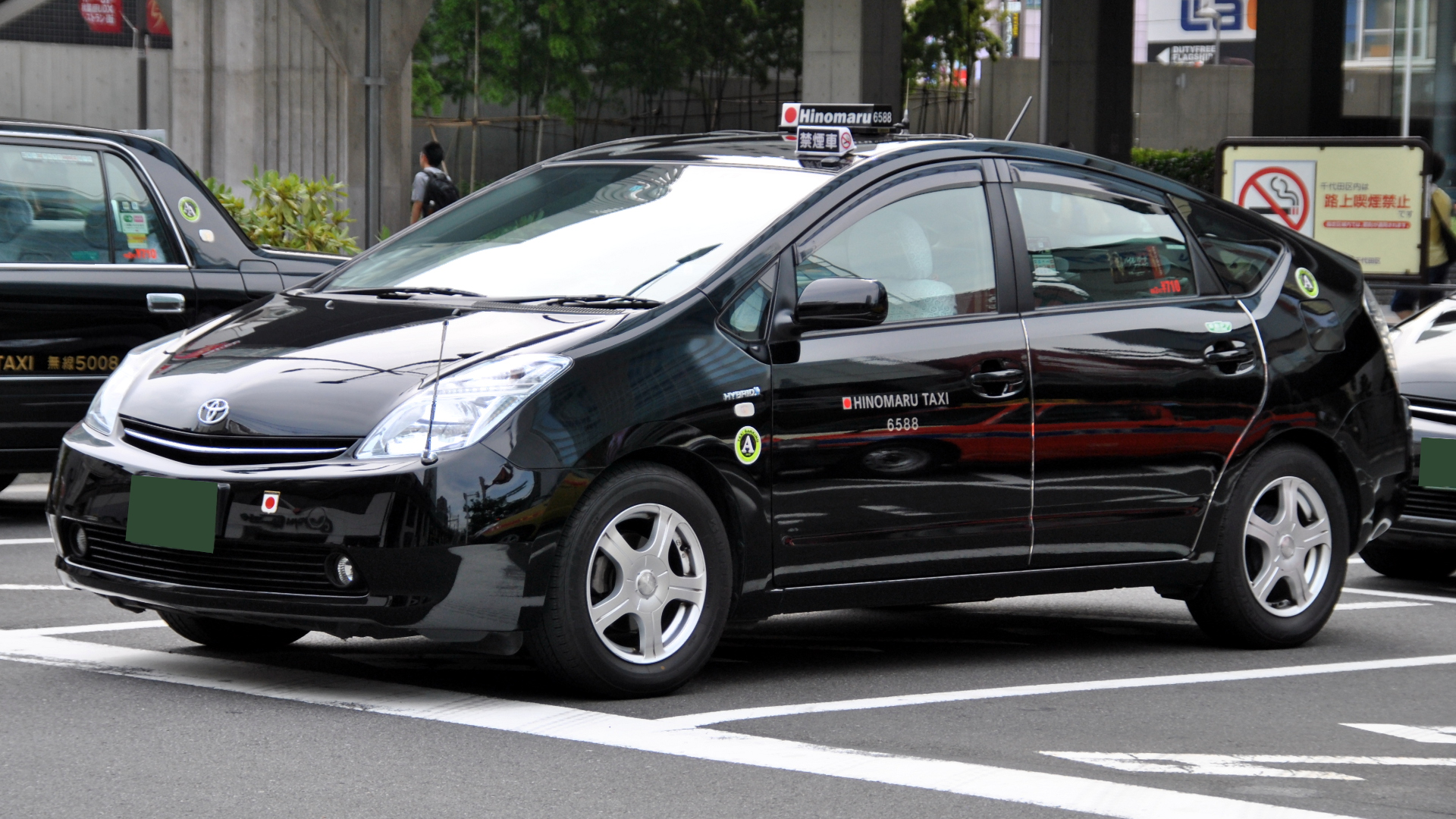
タクシー （日の丸交通）
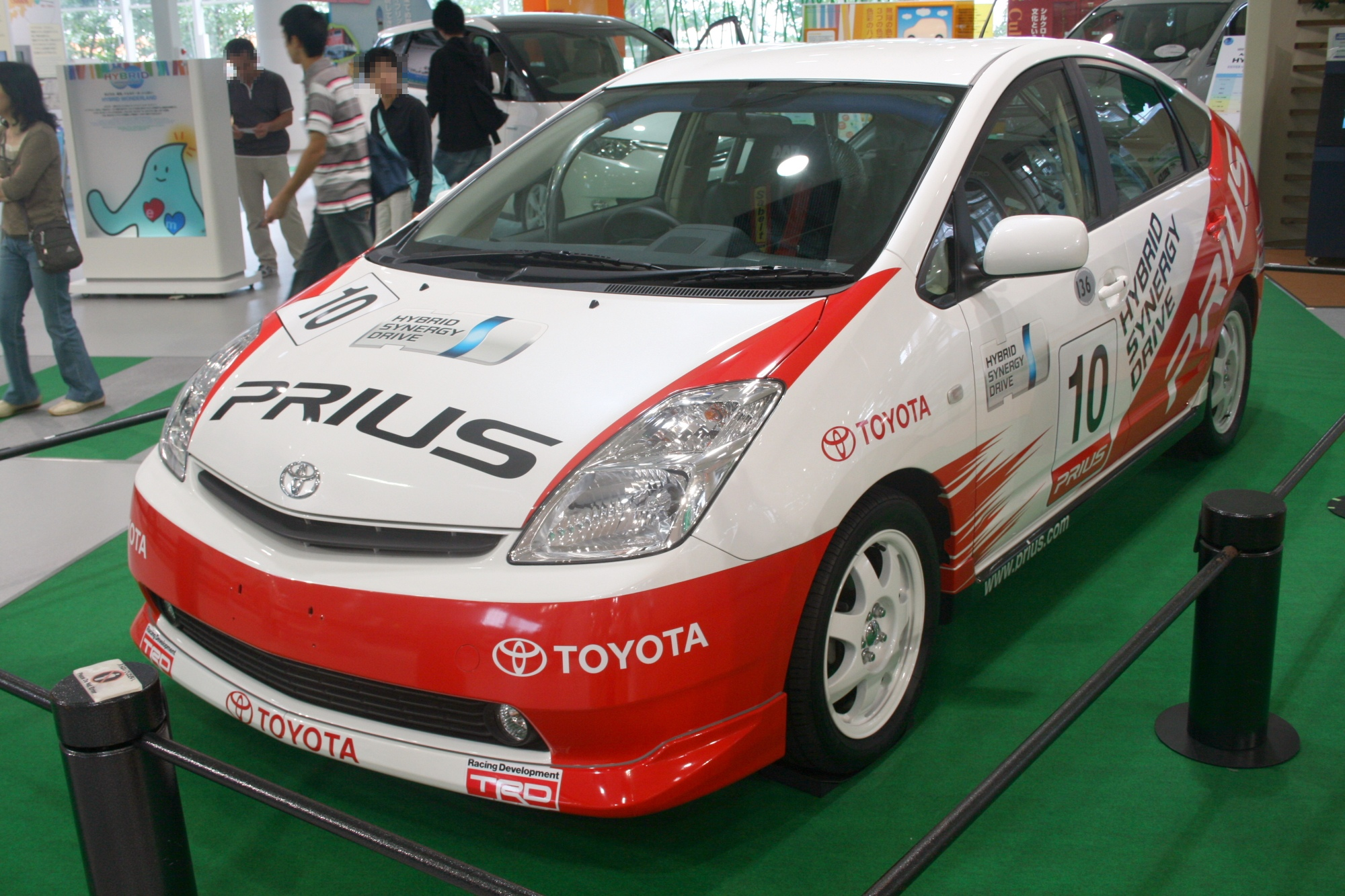
サーキットバージョン （メガウェブ）

## 3代目 ZVW30（標準車（ZVW30）：2009年 - 2015年、PHV（ZVW35）：2012年 - 2016年）

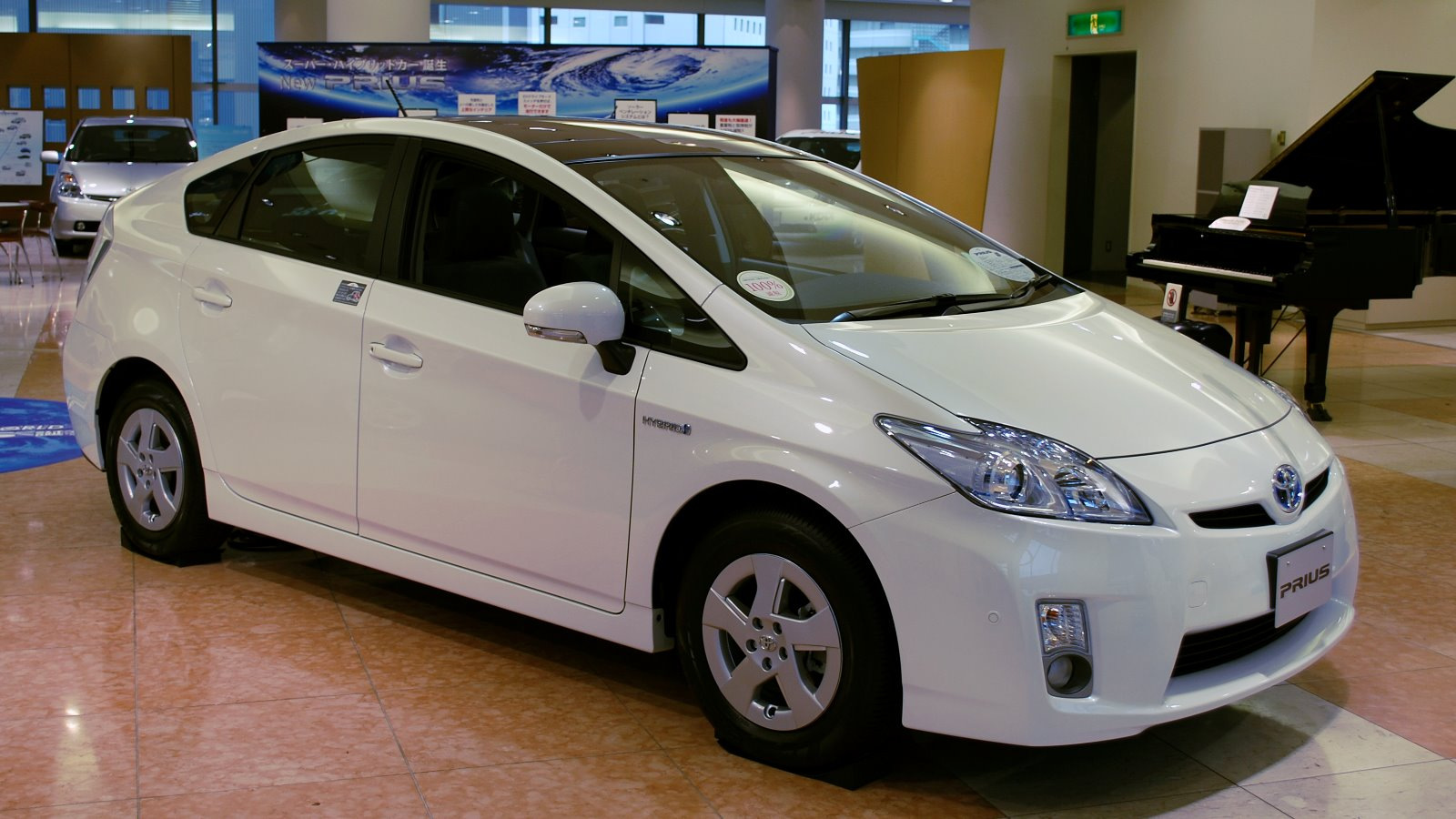
3代目プリウス（2009年5月発売型）

2009年1月に開催された北米国際オートショーにおいて発表、同年5月18日に日本での販売が開始された。2代目と同様に3ナンバー。
2009年12月からは、ZVW30型プリウスをベースとしたプラグインハイブリッドカーのプリウスPHVのリースが開始され、2012年1月30日には市販も開始された。
2011年12月にはマイナーチェンジが行われ、内外装デザインの変更などが行われている。また、それに合わせ派生車種のプリウスαとアクア（プリウスC）が販売されている。
また、純正カスタムモデルであるプリウスG'sが設定された。これはGAZOO Racingによりスポーツ走行志向のボディ補強、エクステリア及びインテリア、シート、サスペンション、タイヤ及びホイールといった特別装備を与えられたモデルである。動力性能は標準モデルと同様。
エコカー減税などの恩恵を受けたこともあり、2009年度にはハイブリッド車で初めて新車販売ランキング1位となったほか、2010年には史上最多となる31万5669台を販売した。

## 4代目 ZVW50（2015年 - 2023年）
チーフエンジニアは3代目後期型、初代PHVの開発責任者の豊島浩二。デザイナーは児玉修作。
4代目プリウスはトヨタ・ニュー・グローバル・アーキテクチャー（TNGA）を採用した第1号であり、そのため乗り心地や走行性能に関しては先代と比にならないレベルになっていると謳われている。TNGA採用により、車高が先代プリウスより20mm下がり1470mmとなった。また今まで使われていたバッテリーはニッケル水素電池のみであったが、新型ではSを除く全グレードにリチウムイオン電池が採用された。新型ではEを除く全グレードに4WD（E-four）の選択が可能になったほか100V -1500Wのアクセサリーコンセントもシエンタ同様4万3000円で装着できる（Aプレミアムは標準装備）。また新型ではメーカーオプションのカーナビの設定はなく、全て販売店オプションとなっている。2代目・3代目同様3ナンバー。
グレード構成は低い順に「E」→「S」→「A」→「Aプレミアム」となっている。
S以上では専用サスペンションや17インチアルミホイール、専用リヤバンパーを装備したツーリングセレクションが選べる。またS、Aのツーリングセレクションには快適温熱シートと合成皮革が装備される。Aプレミアムでは本革シートとシートヒーターが標準装備されている。
先代と異なり、ヘッドライトが全車Bi-Beamヘッドランプで、スマートエントリー（運転席、助手席、バックドア）が標準となった。フォグランプもLED化され消費電力を軽減させている。
2015年9月8日（現地時間）にアメリカのネバダ州ラスベガスで世界初披露され、同年12月9日に日本で発売。
3代目同様、エンジンには2ZR-FXE型が採用されているが、改良を施して最大熱効率40%を実現するとともに、ハイブリッドシステム全体の小型・軽量化や約20%の低損失化を図ったことで、「E」はJC08モード走行燃費を40.8km/Lに、その他のグレードにおいても37.2km/Lにそれぞれ向上。併せて、歴代初となるE-Four（電気式4輪駆動方式）を採用した4WD車が新設定され、こちらも34.0km/Lの低燃費を実現している。TNGAに基づいて新たに開発されたGA-Cプラットフォームを導入することで低燃費の実現とデザイン性を両立した低重心フォルムとなり、基本性能も向上されている。また、歩行者検知機能付衝突回避支援型プリクラッシュセーフティ、全車速追従機能付レーダークルーズコントロール、ステアリング制御付レーンディパーチャーアラート、オートマチックハイビームで構成された衝突回避支援パッケージ「Toyota Safety Sense P」も導入され、「E」・「S」にメーカーオプション設定、「A」以上のグレードに標準装備したほか、「Bi-Beam（バイ・ビーム）」LEDヘッドランプも導入して全車に標準装備した。エクステリアとしては、後部座席扉の窓が初代のような二枚張りとなり、C・Dピラー間の窓が消滅し、リアデッキ周辺の処理に関しては基本的に2代目、3代目同様のファストバックスタイルのハッチバックでありながら同社のノッチバックセダン型燃料電池車であるMIRAIやかつて同社から販売されていたハッチバッククーペの7代目セリカ（T230型）にも通じるセミノッチバック風の造形となった。
メーターは、速度等を表示する右側のグラフィックメーターと車両状態等の各種情報を表示するマルチインフォメーションディスプレイ（共に4.2インチの液晶メーター）になり、「A」以上に標準装備されるヘッドアップディスプレイもカラー化された。
ボディカラーはフルモデルチェンジに合わせ、トヨタ初の技術によってにごりのない鮮やかな赤を実現させた「エモーショナルレッド（メーカーオプション）」、世界初の技術により遮熱機能を持たせた「サーモテクトライムグリーン（メーカーオプション）」、先進性とプレミアムな印象を併せ持つ「スティールブロンドメタリック」の新規開発の3色を含めた9色を設定する。
型式は搭載する電池で異なり、ニッケル水素電池を搭載する「S」系が「ZVW50」、リチウムイオン電池を搭載する「E」と「A」系が「ZVW51」を名乗る。但し、「E」以外の全車に用意される4輪駆動車はどちらの電池を搭載していても「ZVW55」である。
4輪駆動システム
今回のプリウスでは、電気式4輪駆動システムE-Fourを採用している。従来のE-Fourに比べ、軽量化にも成功している（従来のE-Fourについてトヨタは高出力E-Fourと呼称している）。後輪を駆動させるモーターの出力は7.2馬力であり、雪道での発進時など低速域（おおむね25キロ前後まで）で稼働する。また、通常時はFFの2WDで走行し、フロントタイヤのスピンを検知すると後輪にも駆動力を配分する。尚、E-Fourは日本市場専用設定である。

### グレード（2018年12月 改良型）
E
最廉価グレード。タイヤサイズは195/65R15を装備。Toyota Safety Sense、一通りの機能が搭載されている。JC08モード燃費はこのグレードのみ39.0km/Lとなっている（その他のモデルは37.2km/L）。
S
「E」に合成皮革巻きステアリングと大型コンソールボックスを追加し、更に足回りにリアスタビライザーを追加した標準グレード且つ最量販グレード。また内装色やボディカラーなどの選択肢が「E」に比べて豊かなものとなっている。
S "ツーリングセレクション"
「S」に合成皮革シート表皮及び専用内装、専用タイヤ（215/45R17）・専用アルミホイール、リアバンパー（ブラック塗装）を追加したモデル。
A
「S」にインテリジェントクリアランスソナーなどの先進装備、パワーシート（運転席のみ）を標準搭載した上級モデル。
A "ツーリングセレクション"
「A」に合成皮革シート表革及び専用内装、専用タイヤ（215/45R17）・専用アルミホイール、リアバンパー（ブラック塗装）を追加したモデル。
Aプレミアム
本革シート、シートベンチレーションなどが標準装備となっている最上級グレード。
Aプレミアム "ツーリングセレクション"
「Aプレミアム」に専用内装及び専用タイヤ（215/45R17）・専用アルミホイール、リアバンパー（ブラック塗装）を追加したモデル。

### 年表
2015年9月9日
米国ネバダ州・ラスベガスで世界初披露。
2015年年末から日本で販売を始め、順次世界各国・各地域での発売を予定していることを発表した。
2015年10月13日
4代目の発売時期を12月予定とし、採用する主な技術内容を公表。
同年10月28日より開催の第44回東京モーターショー2015への出展を予定していることも合わせて発表された。
2015年12月9日
フルモデルチェンジ。
キャッチフレーズは「PRIUS! IMPOSSIBLE」で、CMキャラクターは福山雅治と大泉洋。
CMの他にも、「TRY!PRIUS」キャンペーンを展開し、プリウス試乗○○シリーズ（例 プリウス試乗味ガム（ロッテとコラボレーション）、プリウス試乗ソング（水曜日のカンパネラとコラボレーションした楽曲『松尾芭蕉』）を展開。また、プリウスの部品を擬人化したキャラクターによる企画「PRIUS IMPOSSIBLE GIRLS」も展開された。
なお、先代ベースのプリウスPHVは、新型に移行せず継続販売（その後、2017年2月15日にフルモデルチェンジを実施）。
2016年8月8日
特別仕様車「S "Safety Plus"」を発売。
「S」をベースに、通常はメーカーオプション設定である衝突回避支援パッケージ「Toyota Safety Sense P」をはじめ、インテリジェントクリアランスソナー、シンプルインテリジェントパーキングアシスト、カラーヘッドアップディスプレイ、LEDフロントフォグランプ、「ナビレディセット（バックカメラ、ステアリングスイッチ（音声認識・ハンズフリー通話））」を特別装備している。ボディカラーは「スティールブロンドメタリック」をはじめとする4色を設定。
2017年11月1日
一部改良。同時に2つの特別仕様車を設定（同日発売だが、特別仕様車「Aプレミアム "ツーリングセレクション・20th Anniversary Limited"」のみ、11月15日発売）。
- 一部改良では、ピアノブラック加飾のフロントコンソールトレイを採用（「A」・「Aプレミアム」（各グレードの「ツーリングセレクション」を含む）で内装色ブラックを選択時）。また、11.6インチのT-Connect SDナビゲーションシステムが採用され、「A」・「Aプレミアム」（各グレードの「ツーリングセレクション」を含む）にオプション設定された。
- 特別仕様車「S "Safety Plus"」は、2016年8月発売時の装備内容から一部変更となり、カラーヘッドアップディスプレイが省かれた一方、内外装にブラック加飾を施したツートーン仕様「S "Safety Plus・Two tone"」が追加された。
- 「Aプレミアム "ツーリングセレクション・20th Anniversary Limited"」は、プリウスの誕生20周年を記念した特別仕様車。「Aプレミアム」をベースに「ツーリングセレクション」の装備内容に加え、ボディカラーは特別設定色ツートーンボディカラーとして、ルーフ色「アティチュードブラックマイカ」とボディ色「ホワイトパールクリスタルシャイン」の組み合わせ、およびボディ色「エモーショナルレッド」（メーカーオプション）の組み合わせの2色を設定。エクステリアでは、ブラックスパッタリング塗装が施したアルミホイールを特別装備とした。インテリアでは、シート表皮にホワイトのプレミアムナッパ本革を採用。また、随所にブラック加飾を施し、フロアコンソールトレイにはナトコ製の「自己治癒」クリアーを採用するほか、アクセントに専用レッド加飾を施したサイドレジスターなどを採用している。また、ベース車ではメーカーオプションとなる11.6インチ T-Connect SDナビゲーションシステム、オリジナル加飾を施した専用スマートキー、専用車検証入れ（プレミアムナッパ本革仕様）を特別装備としている。なお、本特別仕様車は12月下旬までの期間限定受注となる。

2018年4月
衝突回避支援パッケージの名称を「Toyota Safety Sense P」から、「Toyota Safety Sense」に変更（公式発表なし）。
2018年11月28日
30日から開催のロサンゼルスモーターショー2018に先立ち、日本時間2018年11月28日にマイナーチェンジモデル（2019年モデル）が世界初公開された。
2018年12月17日
マイナーチェンジ。
- キャッチフレーズは「あなたに答えを。」。
- 外観はグリル・バンパー・ランプ類などが意匠変更されたほか、アルミホイールは15インチ（「A」・「Aプレミアム」に装備）はツインスポーク形状に、17インチ（「ツーリングセレクション」に装備）は樹脂加飾部にチタン調の塗装が採用された。また、寒冷地仕様に装備されるリアフォグランプが先代と同様の片側一灯式に変更された。内装はインストルメントパネルやフロアコンソールトレイなどにブラック加飾が採用された。ボディカラーはオプションカラーの「エモーショナルレッド」を「エモーショナルレッドII」に差し替え、「ダークブルーマイカメタリック」に替わり「ブルーメタリック」を追加設定した（ただし、ボディカラーが限定されている「E」は変更なし）。併せて「ツーリングセレクション」には「スーパーホワイトII」、「アティチュードブラックマイカ」、「サーモテクトライムグリーン」を除く6色において、ブラックの幾何学調ルーフフィルム仕様がメーカーオプションで設定された。
- また、15代目クラウンやカローラスポーツ（カローラシリーズ通算12代目）に続き、専用通信機DCMを全車に標準装備し、T-Connectサービスの3年間の無償提供が付与される。メーカーオプションのT-Connect SDナビ又はディーラーオプションのT-Connectナビを装着することで、オペレーターサービス、ハイブリッドナビ機能（T-Connectナビのみ対応、利用にはT-Connectの契約とマップオンデマンドが有効期限内である事が必要）、LINEマイカーアカウントを利用することができる。
- 既採用の「Toyota Safety Sence」は「E」・「S（「ツーリングセレクション」を含む）」にも標準装備化されたほか、駐車場からの後退時に左右後方から接近してくる車両を検知し、ドアミラーの点滅とブザーによって注意喚起するリアクロストラフィックアラートを「A」と「Aプレミアム」（各グレードの「ツーリングセレクション」を含む）にT-Connect SDナビゲーションシステム又はナビレディセットとのセットでメーカーオプション設定された。
- 装備面では、「A」・「Aプレミアム」（各グレードの「ツーリングセレクション」を含む）にメーカーオプション設定されているおくだけ充電（ワイヤレス充電）のスペースを拡大して大型のスマートフォンにも対応したほか、「Aプレミアム（を含む）」には前席に吸い込み方式のシートベンチレーションが標準装備された。
- なお、「E」はJC08モードでの燃料消費率が変更となり、39.0km/Lとなった。

2020年7月1日
一部改良並びに特別仕様車「S "Safety Plus II"」を発売。
- 「Toyota Safety Sense」が機能向上され、プリクラッシュセーフティは検知範囲を昼間の歩行者に加え、夜間の歩行者と昼間の自転車運転者にも拡大されたほか、レーダークルーズコントロール使用時に同一車線内中央を走行するように操舵支援をするレーントレーシングアシスト（LTA）、カメラで認識した道路標識をディスプレイ上に表示することで道路標識の見落としを減らすロードサインアシスト（RSA）、先行車の発進をブザーとディスプレイの表示で知らせる先行車発進告知機能が搭載された。
- 従来はメーカーオプション設定だったインテリジェントクリアランスソナー［パーキングサポートブレーキ（静止物）］が全車に標準装備化された。
- また、トヨタ車で初となる急アクセル時加速抑制「プラスサポート」を採用。本機能は販売店装着オプションのプラスサポート用スマートキーで解錠すると自動でシステムが起動し、進行方向に障害物が無い場合でもペダルの踏み間違いを検知した際に急な加速を抑制するものである（自動でブレーキする機能は無い為、作動した場合にはブレーキペダルを踏んで停車する必要がある）。ドライバーに応じて標準のスマートキーと使い分けることも可能である。
- 給電機能の強化も行われ、AC100V・1500Wのアクセサリーコンセントを全車に標準装備された。
- いずれも「ツーリングセレクション」を除く「S（特別仕様車"Safety Plus II"を含む）」・「A」・「Aプレミアム」の寒冷地仕様車では、新たに車高・最低地上高を25mm上げる車高アップ対応が選択できるようになった。
- ボディカラー（いずれもメーカーオプション）は、「サーモテクトライムグリーン」と「ツーリングセレクション」に設定されていた幾何学調ルーフフィルム仕様が廃止され、ホワイトパール系を「ホワイトパールクリスタルシャイン」から「プラチナホワイトパールマイカ」に差し替えた。
- 特別仕様車「S "Safety Plus II"」は2016年8月と2017年11月に発売された特別仕様車「S "Safety Plus"」のバージョンアップ仕様で、ナビレディセットに加え、ブラインドスポットモニター、リアクロストラフィックアラート、LEDアクセサリーランプ（薄暮灯）、「ナノイー」、雨滴感応式オートワイパー、自動防眩インナーミラーが特別装備された。ボディカラーは、プラチナホワイトパールマイカ（メーカーオプション）、シルバーメタリック、グレーメタリック、アティチュードブラックマイカの4色を設定。
- なお、今回の一部改良でWLTCモードによる排出ガス・燃料消費率に対応し、全車「平成30年排出ガス基準75%低減レベル（☆☆☆☆☆）」認定を取得。また、「S」・「A」・「Aプレミアム」の「ツーリングセレクション」は「2020年度燃費基準+40%」達成となった。

2021年6月3日
一部改良並びに特別仕様車「S"ツーリングセレクション・Black Edition"」・「A"ツーリングセレクション・Black Edition"」を発売。
- 「E」を除く全車に8インチディスプレイオーディオ、「A」と「A"ツーリングセレクション"」に「ナノイー」をそれぞれ標準装備された。
- ボディカラーは「スティールブロンドメタリック」を廃止する替わりに、「ブラッキシュアゲハガラスフレーク（メーカーオプション）」が新たに設定された。
- 特別仕様車は「S "ツーリングセレクション"」・「A "ツーリングセレクション"」をベースに、外観はBi-Beam LEDヘッドランプと17インチアルミホイールにブラック加飾（アルミホイールはブラック塗装樹脂加飾パーツを装着）が施され、サイドポンツーン（ブラック）を特別装備。内装はセンタークラスターパネルにダークアルマイト調塗装+ヘアライン加工を、センタークラスター・インパネオーナメントモール、サイドレジスターベゼル、レジスターノブ（センター・サイド）の加飾をダークメッキ調に、エレクトロシフトマチックのシフトノブをブラック加飾に変え、アルミペダル（アクセル・ブレーキ）を装備。「S "ツーリングセレクション・Black Edition"」はセンターピラーガーニッシュをブラック塗装に、フロントコンソールトレイをピアノブラック加飾にそれぞれ変更され、快適温熱シート（運転席・助手席）と「ナノイー」が特別装備された。ボディカラーは、プラチナホワイトパールマイカ（メーカーオプション）、グレーメタリック、新色のブラッキッシュアゲハガラスフレーク（メーカーオプション）、特別設定色のプレシャスブラックパール（メーカーオプション）の4色が設定され、プラチナホワイトパールマイカとグレーメタリックにはプレシャスブラックパールと組み合わせた特別設定の2トーン（メーカーオプション）も設定される。
- なお、今回の一部改良で「2030年度燃費基準優良車[28]」となり、2030年度燃費基準を達成した。

### プリウスPHV（2代目）
プラグインハイブリッドモデル「プリウスPHV」は2017年2月に2代目に移行した。先代モデルは2016年4月に日本での販売を終了していたため、10ヶ月ぶりに市場に再投入されることとなった。なお、販売地域により名称が異なり、日本や台湾などでは「PRIUS PHV」、北米や韓国では「PRIUS PRIME」、フランスでは「PRIUS Hybride Rechargeable」、フランスを除いた欧州の大半では「PRIUS Plug-in Hybrid」（但し、欧州圏のすべてのエンブレム表記は「PHV」）となる。また、車両型式はZVW52型となる。
リチウムイオン電池（駆動用バッテリー）の容量を先代の21.5Ahから25Ahに増やしシステムの効率化を行ったことで、JC08モード・充電電力使用時走行距離（EV走行距離）を先代の26.4kmから、68.2kmへと2倍以上向上させている。また、駆動用モーターだけでなく、発電用モーター（ジェネレーター）を駆動用としても使用する「デュアルモータードライブシステム」を採用し、加速性能が向上した。併せて、駆動用バッテリー専用ヒーターや世界初となるガスインジェクション機能付ヒートポンプオートエアコンを採用したことで、EVモード走行時にエンジンがかかりにくい状態の維持に貢献した。
パワートレインは、4代目プリウスで大幅改良を実施した直列4気筒1.8L「2ZR-FXE」型（98PS/72kW）と、駆動用モーター「1NM」型（72PS/53kW）に加え、先述の発電用モーター（ジェネレーター）兼用の「1SM」型（31PS/23kW）を搭載している。
「TNGA」に基づき一新したプラットフォームは、4代目プリウスと基本的に共通。リヤサスペンションはトーションビーム式から、ダブルウィッシュボーン式（スタビライザー付）に変更している。
充電方法は急速充電やAC200V/16Aの普通充電に加え、家庭の配線をそのまま利用しての充電が可能なようにAC100V/6Aの普通充電にも対応したほか、量産車では世界初となるソーラー充電システムも採用（メーカーオプション設定、本システムはパナソニックが開発した「HIT」車載タイプが用いられている）。太陽光の自然エネルギーを駐車中に駆動用バッテリーに供給し、平均約2.9km/日・最大約6.1km/日分の走行分の電力量を充電可能で、走行時に補機バッテリーの消費を補い燃費向上に貢献する。外部給電機能に関してはエンジンをかけずに給電する「EV給電モード」を追加し、エンジンを作動する「HV給電モード」では最大1,500Wの出力でガソリン満タン状態から2日程度の電力供給を可能にした。
エクステリアデザインは先代と異なり4代目プリウスから大きく差別化され、ひと目で「プリウスPHV」だと印象づけるデザインを追求している。フロントグリルは透明アクリル樹脂を採用した大型タイプを、ヘッドランプは先行車のテールランプや対向車のヘッドランプで車両を認識し、照射範囲を左右16個のLEDで細やかに制御するアダプティブハイビームシステムを備えた4灯式LEDタイプをそれぞれ採用。リアデザインは、空力性能の向上を目的にバックドアガラスに二つの膨らみを持つ「ダブルバブルウィンドゥ」を採用。また、ハイマウントストップランプとリアコンビネーションランプを一本の赤いラインでつないだデザインとなっており、バックドアにはトヨタブランド車で初となるCFRP（炭素繊維強化樹脂）を採用した。前後デザインの変更により、4代目プリウスより全長が105mm延長されている。また、先代モデルと比較すると、全長は185mm、全幅は15mm拡大。また、全高は20mm低くなった。ホイールベースは先代と変わらず2,700mmのため、前後のオーバーハングが大きく延長されたディメンションとなっている。
また、トヨタ初の11.6インチT-Connect SDナビゲーションシステムとDCMを「S」を除く全車に標準装備し、コネクティッドサービス「T-Connect DCMパッケージ」が初度登録から3年間無料で利用可能なほか、PHV専用スマートフォン向けアプリ「Pocket PHV」を利用できる。4代目プリウスに採用されている衝突回避支援パッケージ「Toyota Safety Sense P」はプリウスPHVにも採用されており、全車標準装備される（ただし、「S」はオプションで「Toyota Safety Sense P」の非装備設定が可能である）。
年表（プリウスPHV）
2016年3月23日
2016年ニューヨーク国際オートショーにおいて、フルモデルチェンジを予定している「プリウスPHV」を発表。
2代目は、米国では「プリウス プライム」の車名で、日本、欧州においては新型「プリウスPHV」として、2016年秋から導入を予定していることを、合わせて発表した。
2016年8月3日
新型プリウスPHVの国内での発売時期を、当初予定していた今秋から、今冬に延期することを発表。
2017年2月15日
フルモデルチェンジ。
キャッチフレーズは「ハイブリッドの次は、なんだ？」で、CMキャラクターには石原さとみを起用。
グレード構成は、オーディオレス（6スピーカー付、カバーレス）仕様の普及グレード「S」、ブラインドスポットモニター（BSM）・インテリジェントクリアランスソナー（巻き込み警報機能付）・シンプルインテリジェントパーキングアシスト・T-ConnectSDナビゲーションシステムなどを追加し、充電インレットに急速充電機能を追加した上級グレード「A」、雨滴感応式オートワイパー・カラーヘッドアップディスプレイ・「ナノイー」・アクセサリーコンセントなどを追加した最上級グレード「Aプレミアム」の3グレードが基本。「S」には「A」に装備されているLEDフロントフォグランプ・先読みエコドライブ（先読み減速支援）・T-ConnectSDナビゲーションシステムなどを追加した「ナビパッケージ」、「A」にはシートを「Aプレミアム」と同じ仕様（本革シート表皮・運転席8ウェイパワー&助手席4フェイフロントシート・運転席電動ランバーサポート・合成皮革巻き（ステッチ付）リア大型センターアームレスト）とした「レザーパッケージ」がそれぞれ設定される。
衝突回避支援パッケージ「Toyota Safety Sense P」を全車に標準装備。プリクラッシュセーフティ（歩行者[昼]検知機能付衝突回避支援タイプ/ミリ波レーダー＋単眼カメラ方式）、レーンディパーチャーアラート（ステアリング制御機能付）、アダプティブハイビームシステム（AHS）、レーダークルーズコントロール（全車速追従機能付）といった機能で構成される。
ボディカラーは、先代から継続設定される「スーパーホワイトII」、「ホワイトパールクリスタルシャイン」（メーカーオプション）、「シルバーメタリック」、「アティチュードブラックマイカ」の4色に、新設定の「グレーメタリック」、「エモーショナルレッド」（メーカーオプション）、「スティールブロンドメタリック」、「サーモテクトライムグリーン」（メーカーオプション）、新規開発色の「スピリテッドアクアメタリック」を加えた全9色を設定している。
2017年9月19日
「GR」を追加。
「GR」は、スポーツコンバージョン車「G's」に替わるスポーツカーシリーズ。プリウスPHVには「S」および「S“ナビパッケージ”」をベース車両とした「S“GR SPORT”」、「S“ナビパッケージ・GR SPORT”」として販売される。
エクステリアは、専用デザインのフロントバンパー、アッパーグリル＋大開口ロアグリル（スモークメッキ）、専用リヤバンパー＋リヤバンパーロアカバー、専用エンブレム（フロント・サイド・リヤ）を採用。前後バンパーのデザイン変更により、全長は40mm延長されている。また、大型フォグランプベゼル/LEDイルミネーションビーム、フロントコーナーベゼル、リヤコーナーベゼルを採用。LEDヘッドランプはスモーク加飾を施され、LEDリヤコンビネーションランプ＆ハイマウントストップランプにはスモーククリアレンズを採用。ドアミラーカバーはブラックに、トヨタエンブレムは「アクリル＋ブラック」に、それぞれカラーリングが変更されている。また、リヤピラーガーニッシュはGR専用の「ボディ同色」が標準（ベース車と共通の「艶ありブラック」も選択可能）となる。前後バンパーのデザイン変更により、全長は40mm延長され、4,685mmとなっている。
足回りでは、専用チューニングサスペンション（フロント約13mmダウン）、専用剛性アップパーツ＆空力パーツの採用により、操縦安定性とボディ剛性を更に強化。また、専用ブレーキキャリパー（ホワイト塗装（フロント・リヤ）/GRロゴ付（フロントのみ））も採用する。タイヤは、225/40R18（ダンロップ SP SPORT 2050）を装備。18インチアルミホイールは、「S“GR SPORT”」が「ダークグレー塗装＋切削光輝＋レーザー照射レッドライン）＋専用オーナメント」を、また、「S“ナビパッケージ・GR SPORT”」は「ダークスパッタリング＋専用オーナメント」をそれぞれ装着する。
インテリアでは、専用スポーティーシート（GRエンブレム付+シルバーダブルステッチ付）を採用。シート表皮はメイン部をパーフォレーション付ブランノーブ、サイド部に合成皮革を採用している。また、専用小径本革巻き3本スポークステアリングホイール（シルバーステッチ＋GRエンブレム+スポーク部：ダークシルバー塗装）を採用。その他、専用タコメーター、専用スタートスイッチ（共にGRロゴ付）、アルミペダル（アクセル・ブレーキ）、シフトノブ（スモークブラック加飾）＋シフトパネル（ブラック加飾）、メーターフード（スエード調ファブリック＋ダブルステッチ）、フロントピラー（ブラック）、センタークラスターモール（ダークメッキ調）、センタークラスターパネル（ダークアルマイト調塗装＋ヘアライン加工）、センター＆サイドレジスターノブ（ダークメッキ調）、サイドレジスターベゼル（ダークメッキ調）、フロント大型コンソールボックス（スエード調ファブリック巻き＋ダブルステッチ）、リヤ大型センターアームレスト（スエード調ファブリック巻き＋ダブルステッチ＋ブラック加飾）、フロントドアスイッチベース（ダークアルマイト調塗装＋ヘアライン加工）、リヤドアスイッチベース（ダークアルマイト調塗装）、フロント＆リヤドアアームレスト（スエード調ファブリック+ダブルステッチ）を採用している。
ボディカラーは、「スーパーホワイトII」、「スティールブロンドメタリック」が未設定となり、全7色から選択ができる。
2017年12月25日
特別仕様車「S "Safety Plus"」、「S "ナビパッケージ・Safety Plus"」、「A "Utility Plus"」を設定。（2018年1月8日発売）
「S "Safety Plus"」、「S "ナビパッケージ・Safety Plus"」は「S」、「S "ナビパッケージ"」をベースに、「インテリジェントクリアランスソナー」、「シンプルインテリジェントパーキングアシスト」を特別装備。さらにS"Safety Plus"は、外出先でも短時間で充電可能な急速充電インレット、後退時にバックカメラによる後方映像の画面表示を可能にするナビレディセット（バックカメラ）を、「S "ナビパッケージ・Safety Plus"」は、アクセサリーコンセント（AC100V・1500W、ヴィークルパワーコネクター付）、ETC2.0ユニットを特別装備している。
「A "Utility Plus"」は、「インテリジェントクリアランスソナー」、「シンプルインテリジェントパーキングアシスト」を標準装備した「A」をベースに、アクセサリーコンセント（AC100V・1500W、ヴィークルパワーコネクター付）、ETC2.0ユニットを特別装備としている。
また、すべての特別仕様車において、ステアリングとシフトパネルにブラック加飾を施している。
2018年4月
衝突回避支援パッケージの名称を「Toyota Safety Sense P」から、「Toyota Safety Sense」に変更（公式発表なし）。
2018年12月
ボディカラーの設定を変更（公式発表なし）。
「サーモテクトライムグリーン」（メーカーオプション）を廃止し、全8色（GR SPORT系は全6色）の設定とした。
2019年5月9日
一部改良された。
乗車定員を4名から5名に変更。
また、急速充電インレットに外部給電装置（V2H）が新たにオプション設定され、別売りのV2H機器と接続することで駆動用バッテリーに蓄えられた電力を家庭用電力として利用することが可能になるほか、住宅の太陽光発電などで生じた過剰電力を駆動用バッテリーに蓄電させることも可能となり、200V用充電ケーブルを使用した場合よりも充電時間の大幅短縮が可能となった。
安全装備が拡充され、駐車場からの後退時に左右後方から接近する車両を検知して感知するリアクロストラフィックアラートを「S」を除く全車に、ナビゲーションの画面上に車両を上から見たような映像を表示するパノラミックモニターを各グレードの「ナビパッケージ」にそれぞれ標準装備された。
さらに、専用通信機DCMを全車に標準搭載され、「eケアサービス」や「LINEマイカーアカウント」などのコネクティッドサービスの利用が可能となった（ナビ非搭載グレードはT-Connect対応ナビの装着が必要）。
グレード体系が一部変更となり、従来は「S」のみだった「ナビパッケージ」を「A」・「Aプレミアム」にも拡大設定し、「S」は2017年12月に発売された特別仕様車「Safety Plus」の内容を一部変更して「セーフティパッケージ」としてカタロググレード化。一方で、「A」に設定されていた「レザーパッケージ」は廃止された。
2020年7月1日
プリウスと同時に一部改良された。
プリウス同様に安全面が強化され、「Toyota Safety Sense」の機能向上、インテリジェントクリアランスソナー[パーキングブレーキサポート(静止物)]の「S」への標準装備化、急アクセル時加速抑制「プラスサポート」が採用された。
従来は「Aプレミアム」のみだったアクセサリーコンセントを「S」や「A」にも拡大して全車標準装備化、従来は「S」のみ設定可能だったソーラー充電システムのメーカーオプション設定を「A」・「Aプレミアム」にも拡大して全車で設定可能となった。
ボディカラーは、メーカーオプションのホワイトパール系を「ホワイトパールクリスタルシャイン」から「プラチナホワイトパールマイカ」に差し替えた。
なお、今回の一部改良によりWLTCモードによる排出ガス及びハイブリッド燃料消費率に対応し、プリウス同様に「平成30年排出ガス基準75%低減レベル（☆☆☆☆☆）」認定を取得した。
2021年6月3日
プリウスと同時に一部改良された。
8インチディスプレイオーディオを全車に、「ナノイー」を「A」と「Aプレミアム」にそれぞれ標準装備された。

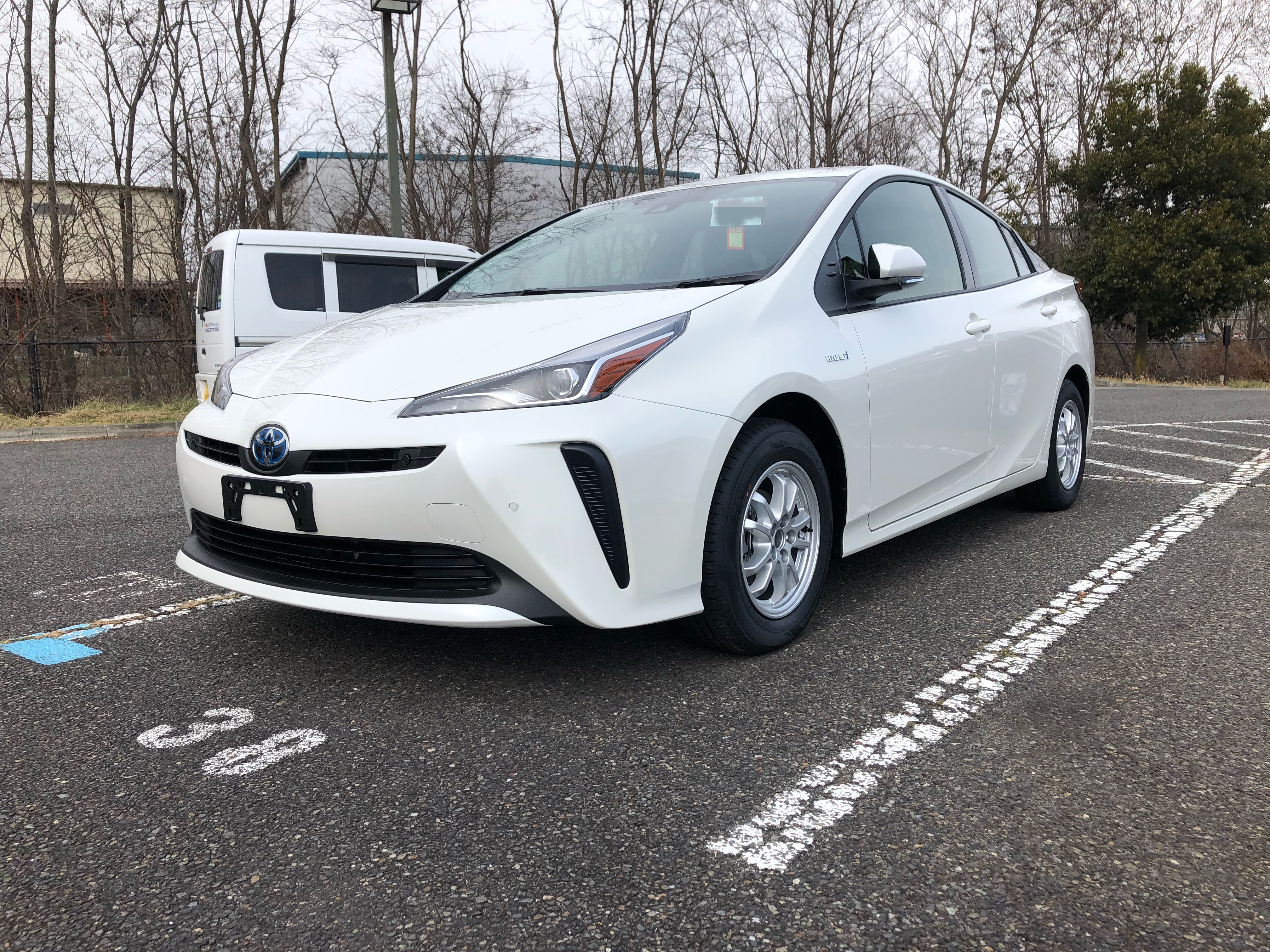
2018年12月発売型 S 前面
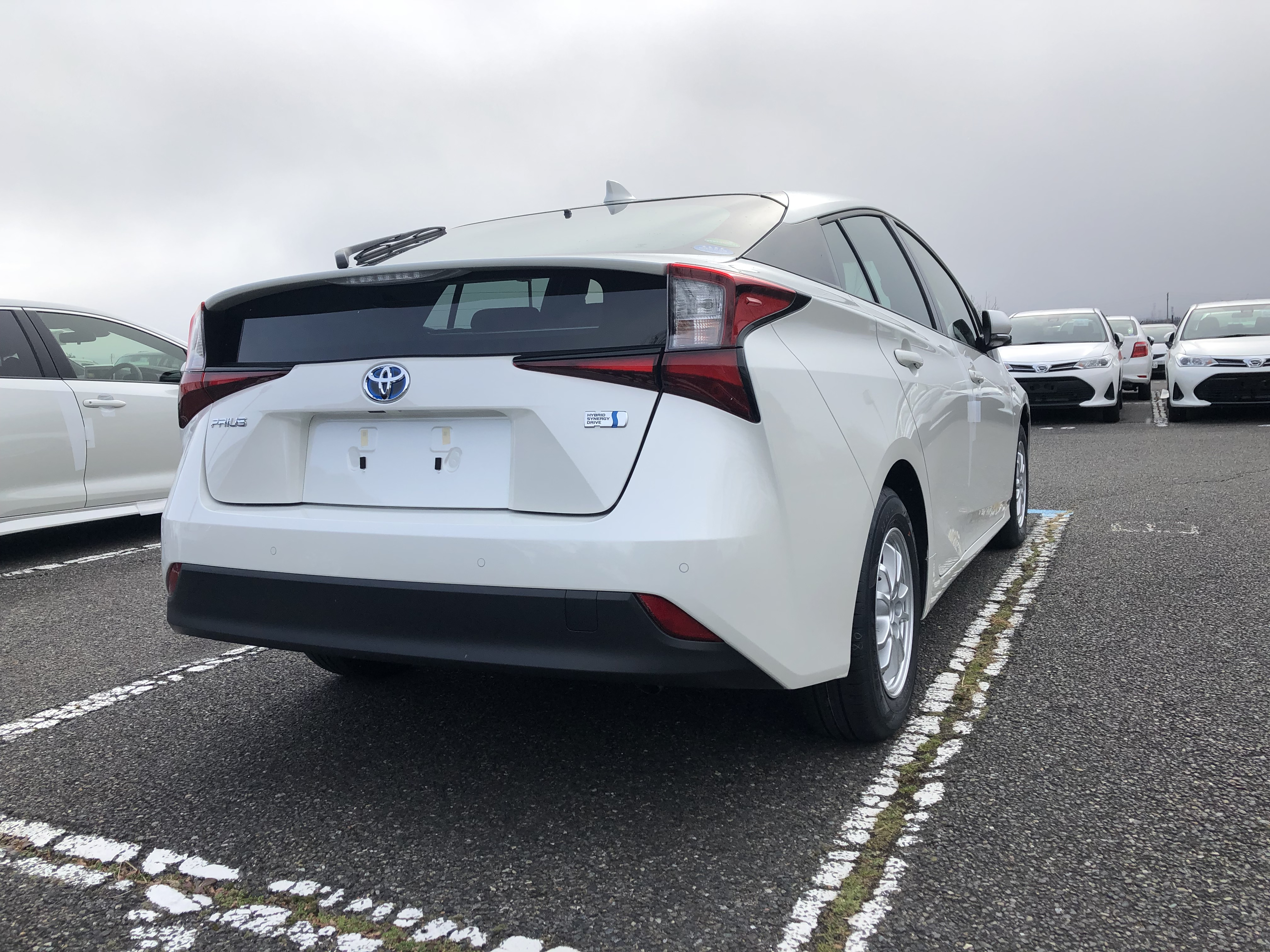
2018年12月発売型 S 後面
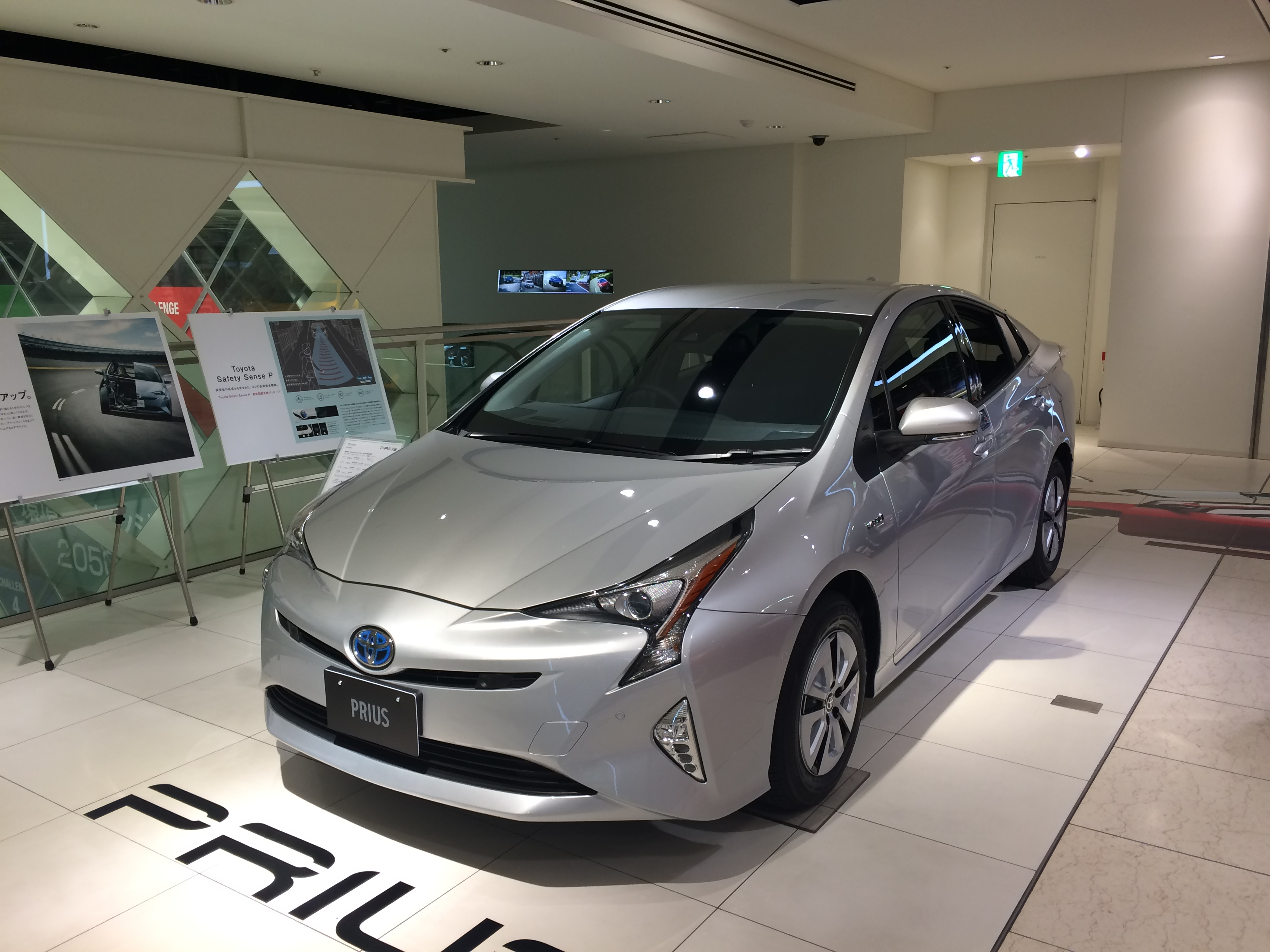
2015年12月発売型 A 前面
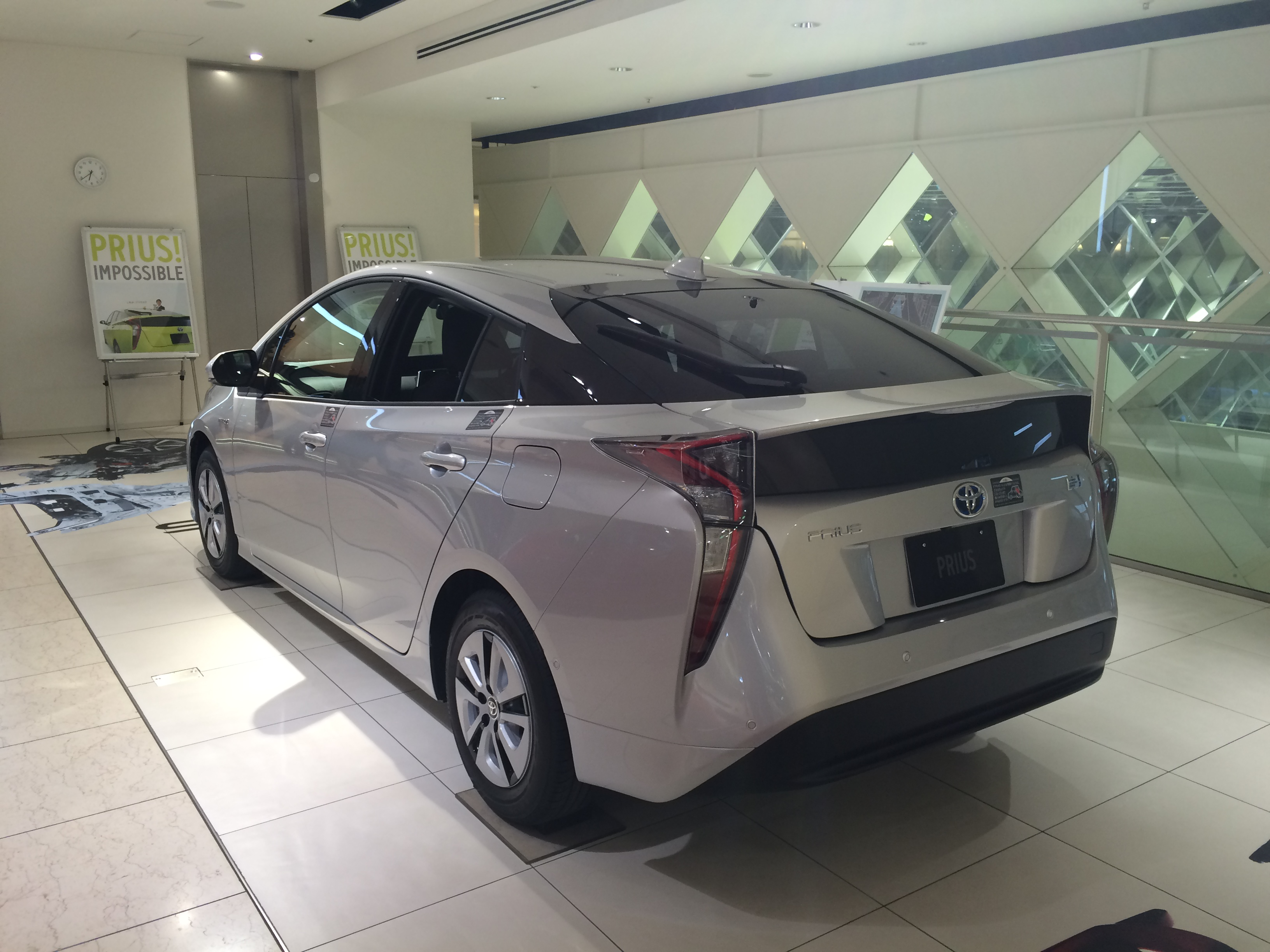
2015年12月発売型 A 後面
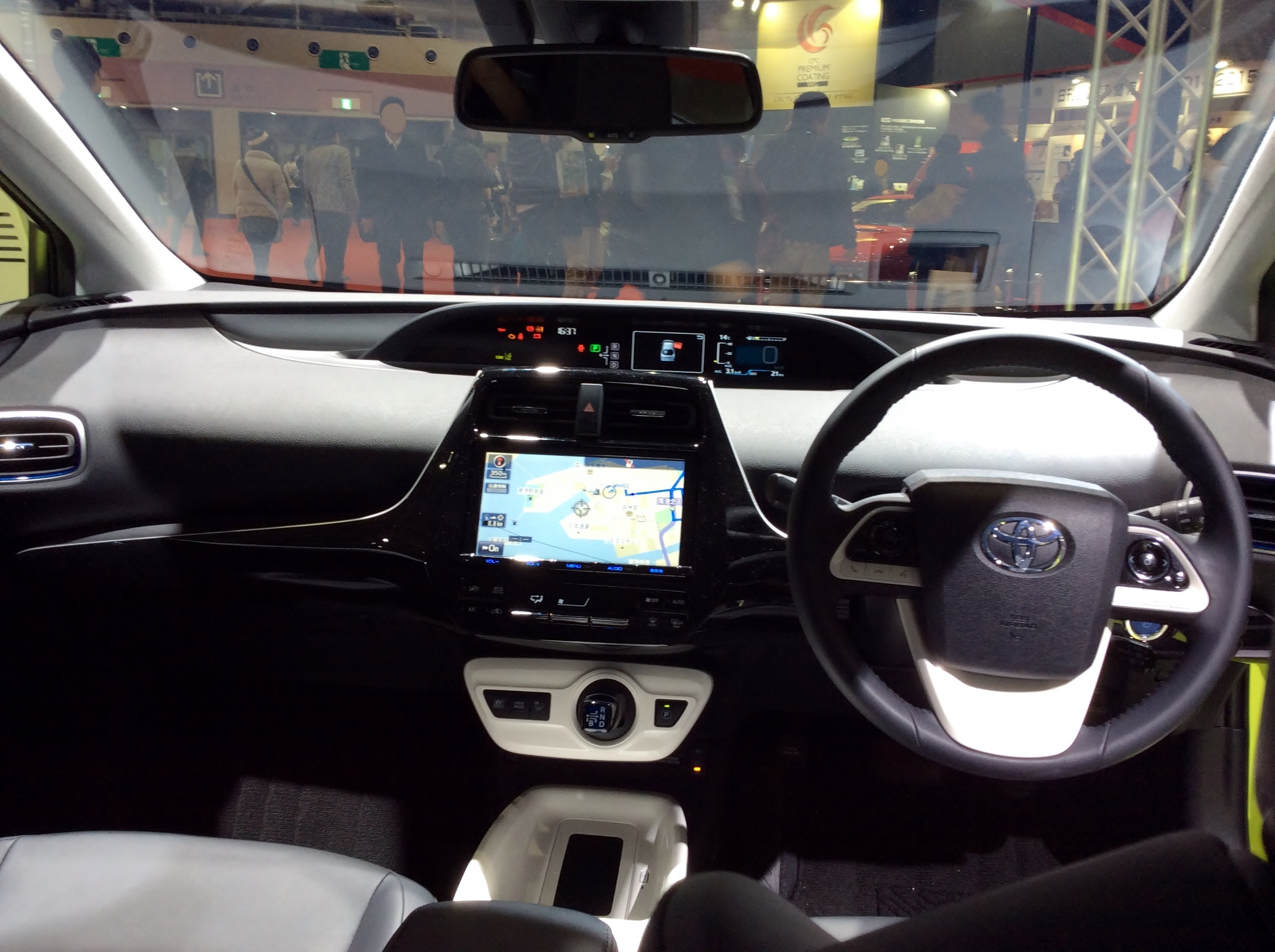
2015年12月発売型 A "ツーリングセレクション" 室内
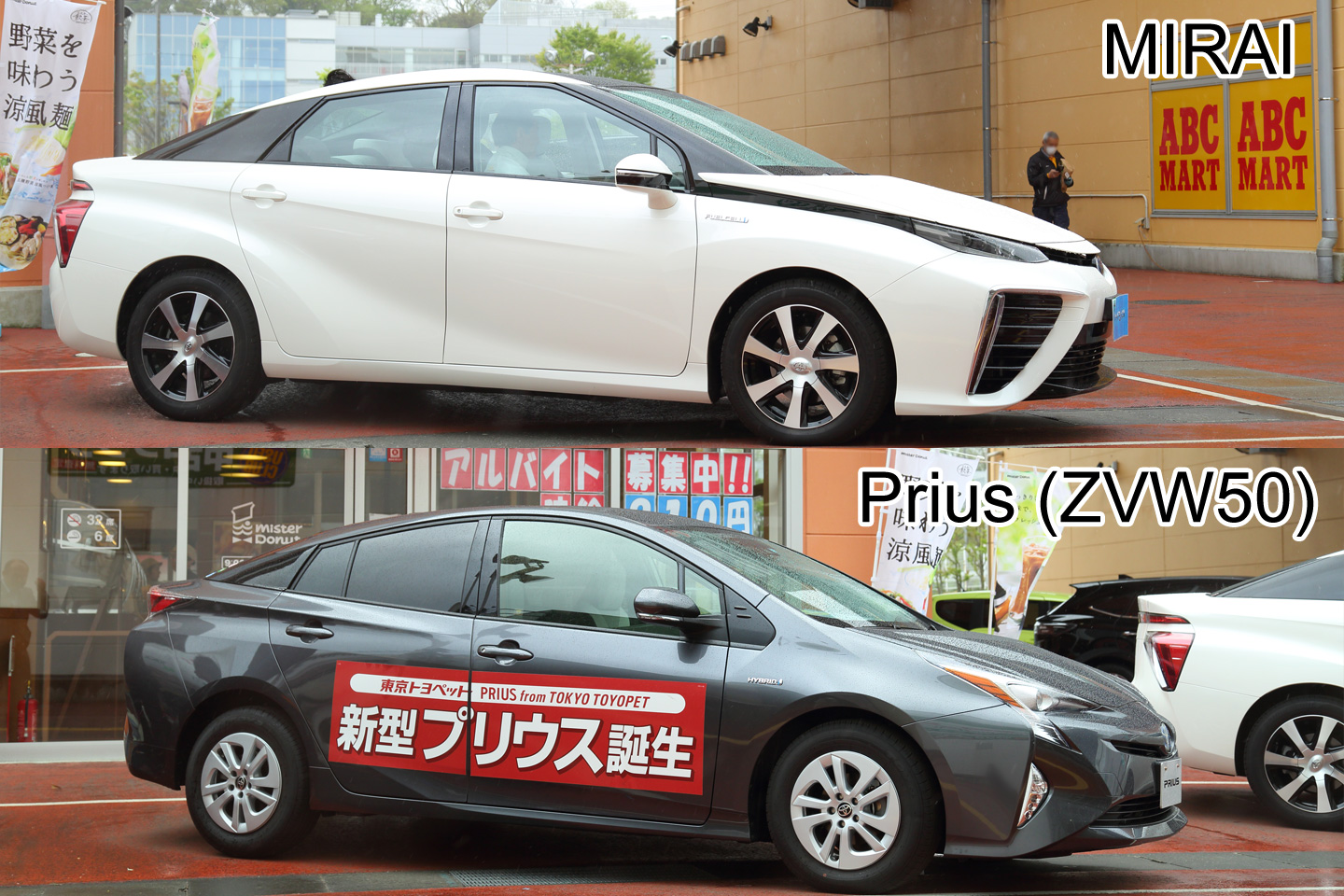
燃料電池車「MIRAI」と「プリウス」 側面
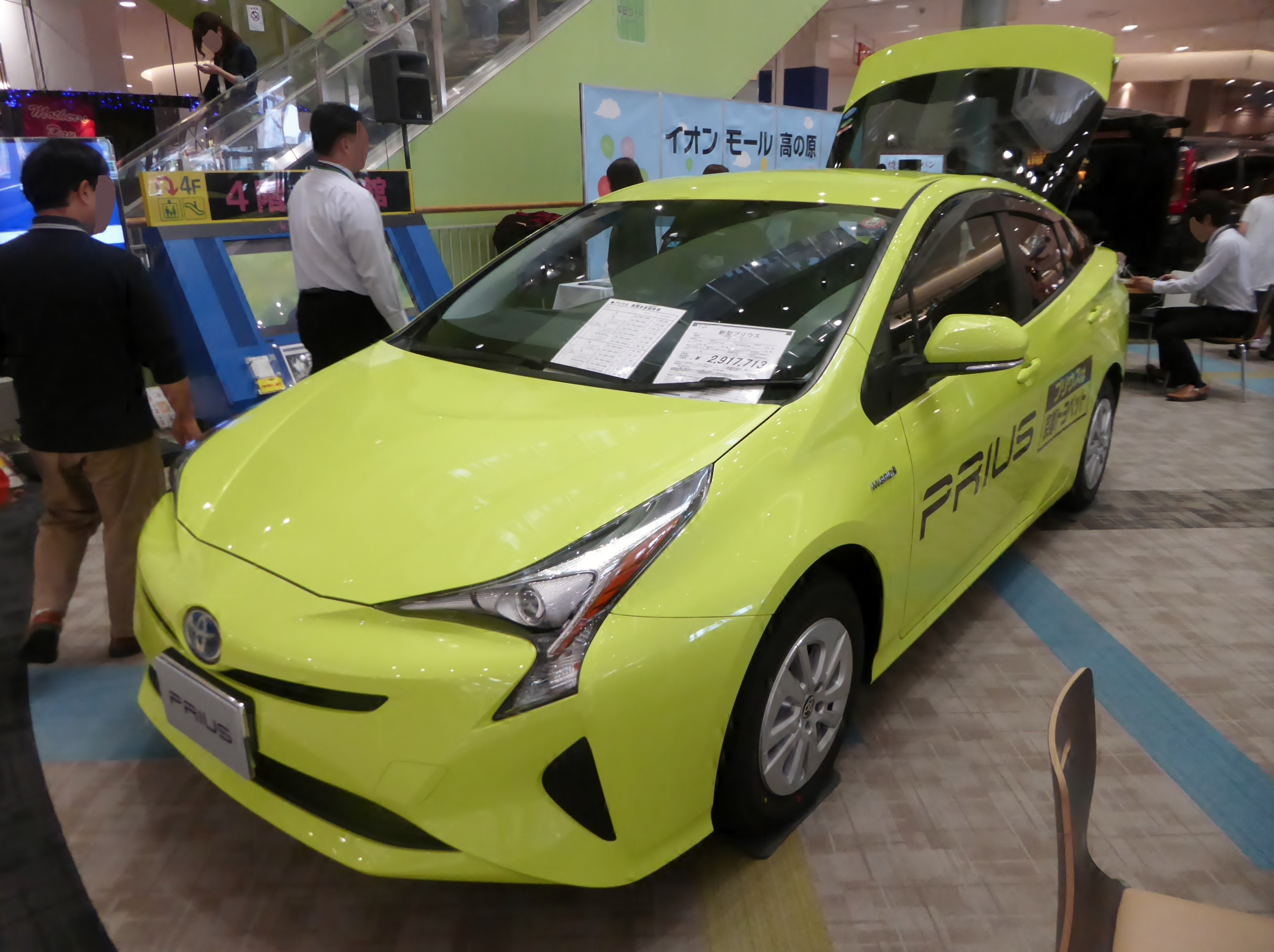
2015年12月発売型 S 前面
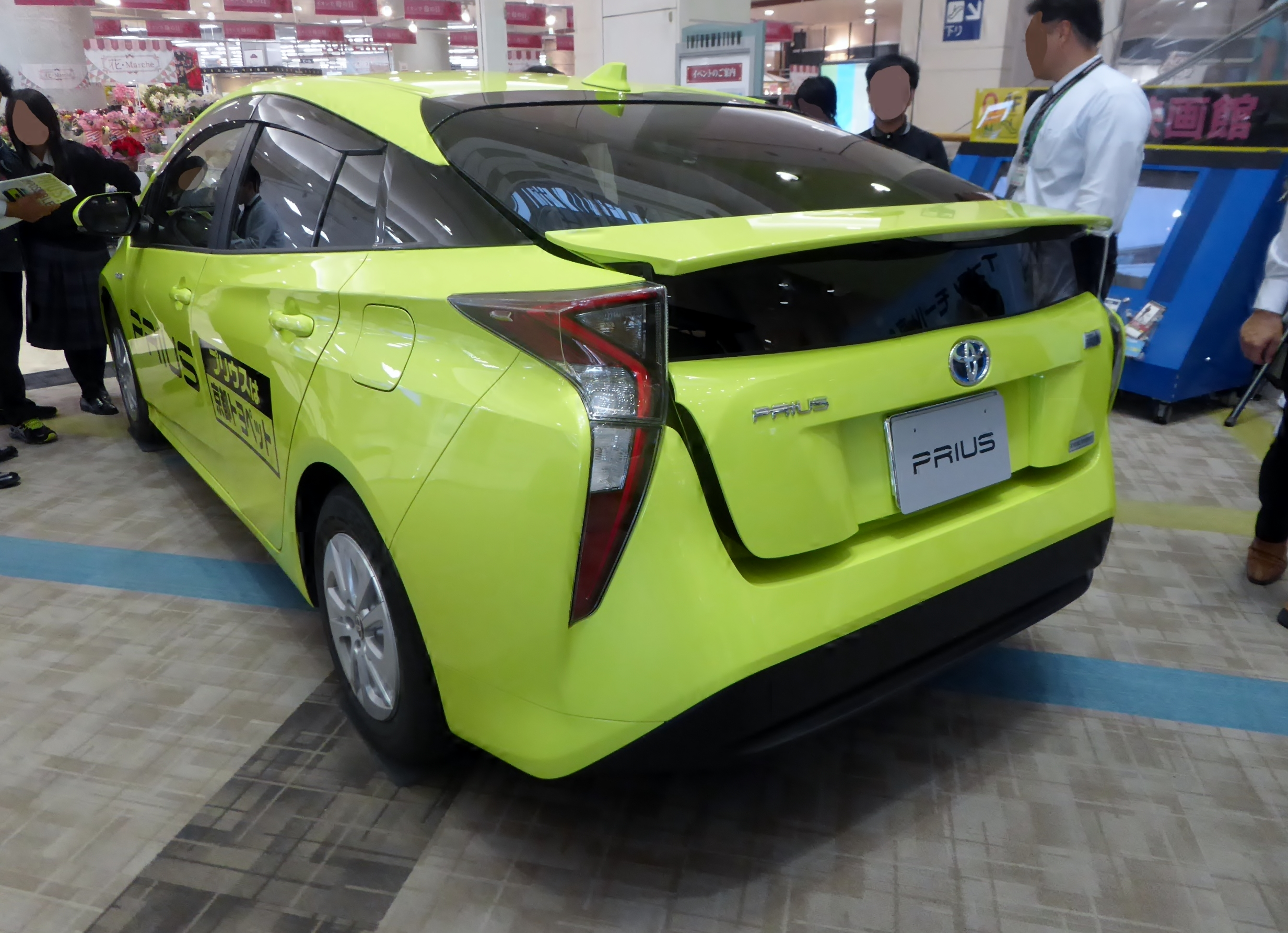
2015年12月発売型 S 後面
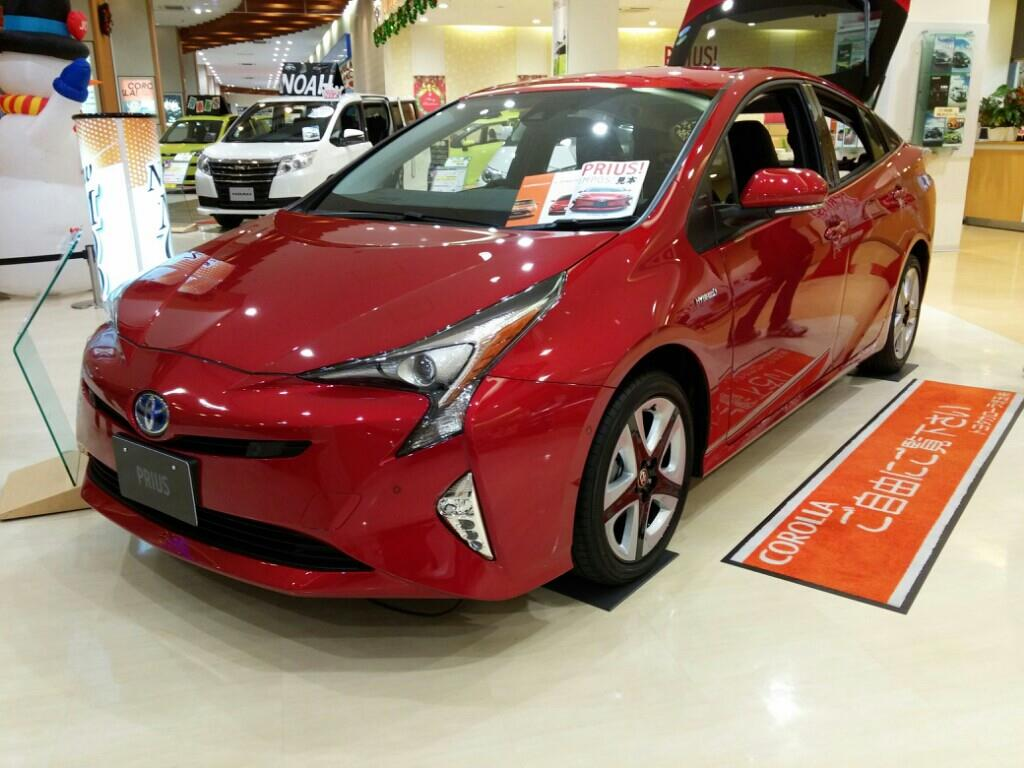
2015年12月発売型 Aプレミアム“ツーリングセレクション” 前面
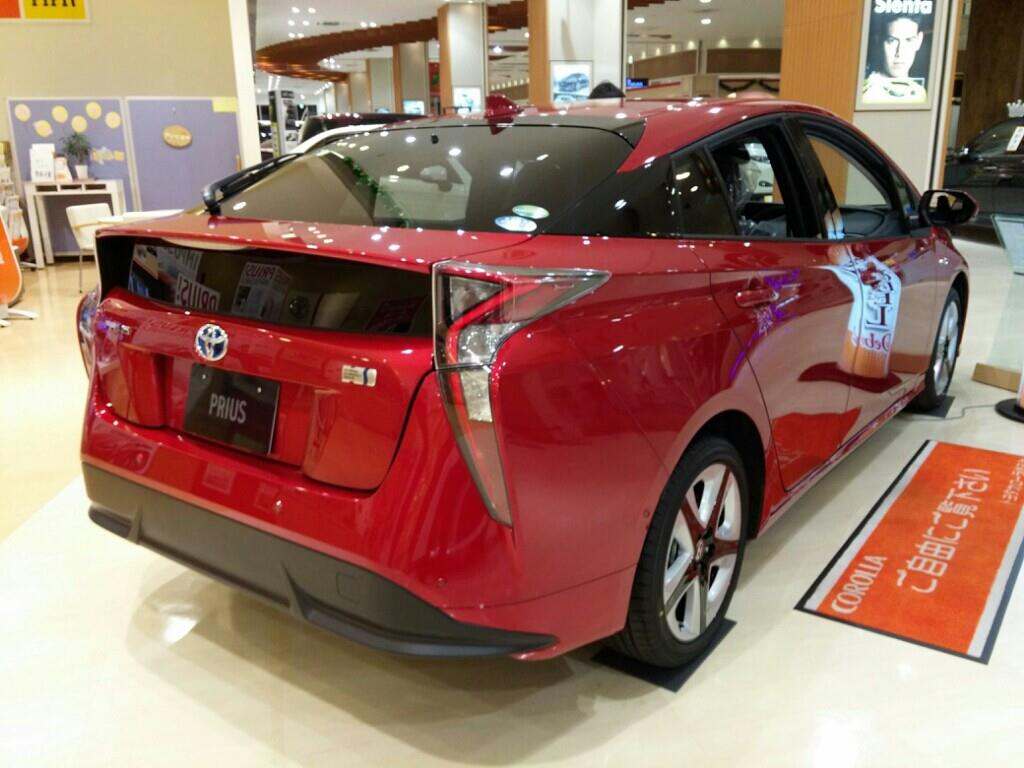
2015年12月発売型 Aプレミアム“ツーリングセレクション” 後面
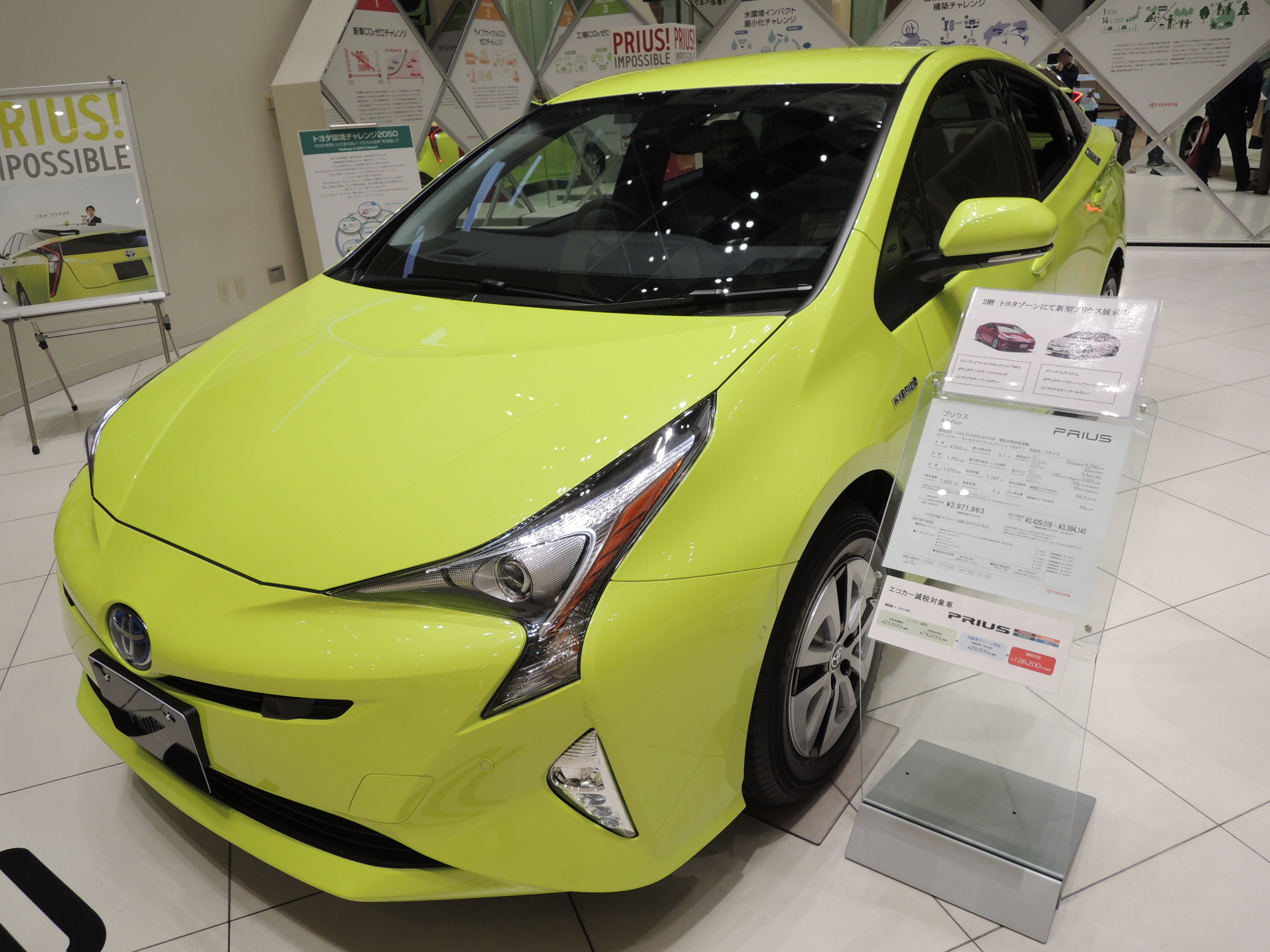
2015年12月発売型 A E-Four(4WD) 前面(サーモテクトライムグリーン)
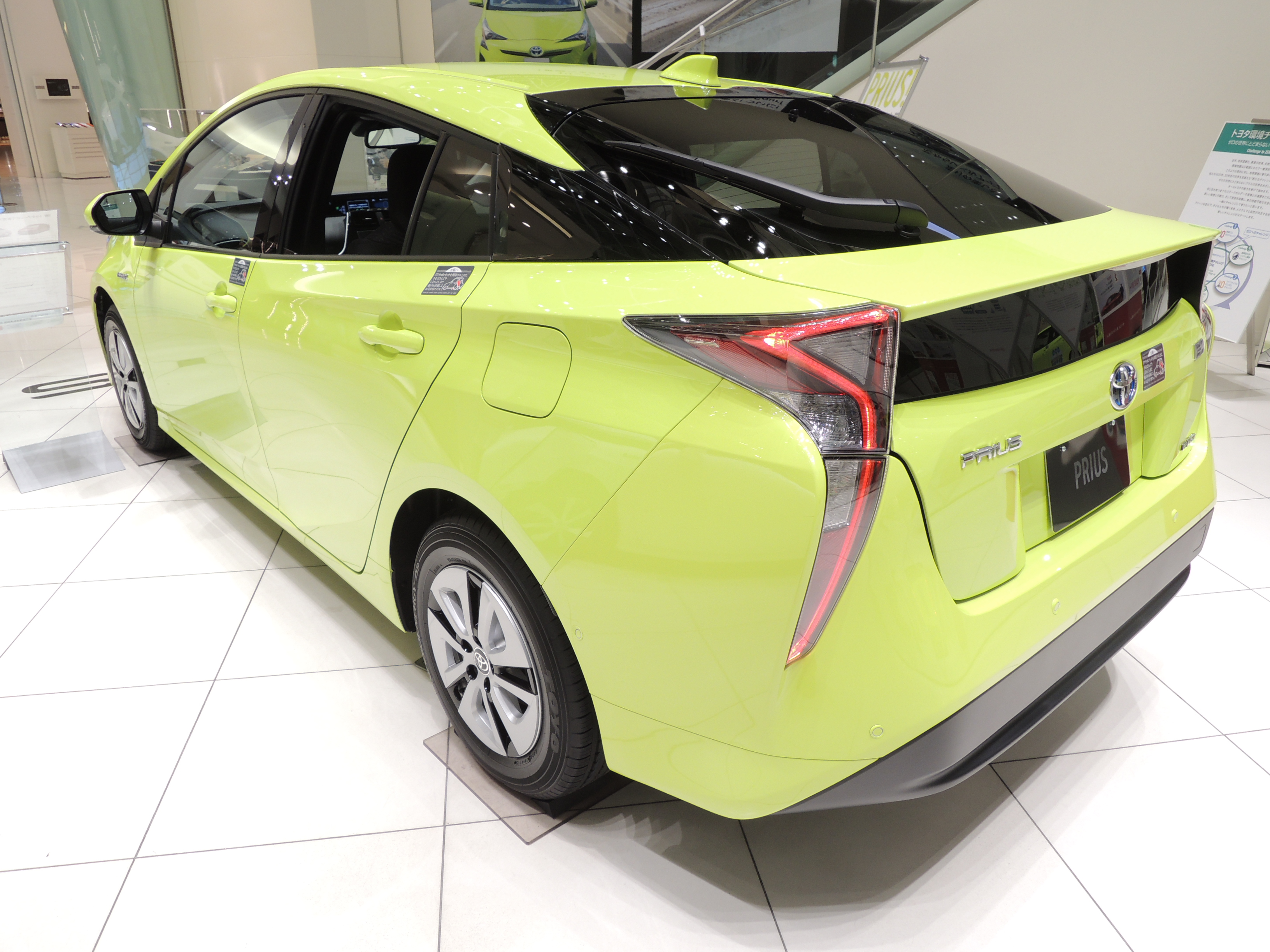
2015年12月発売型 A E-Four(4WD) 後面
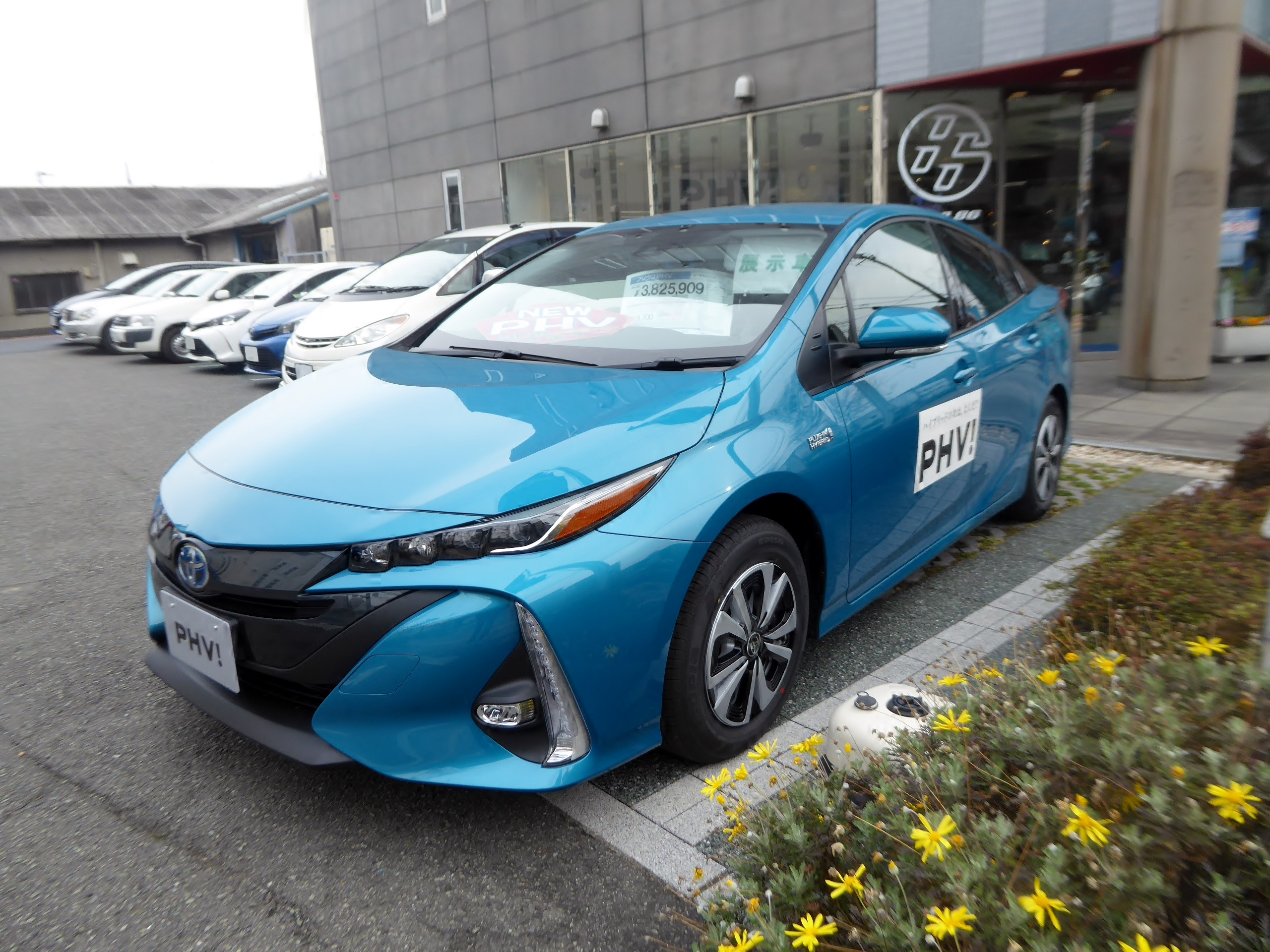
PHV A プレミアム 前面
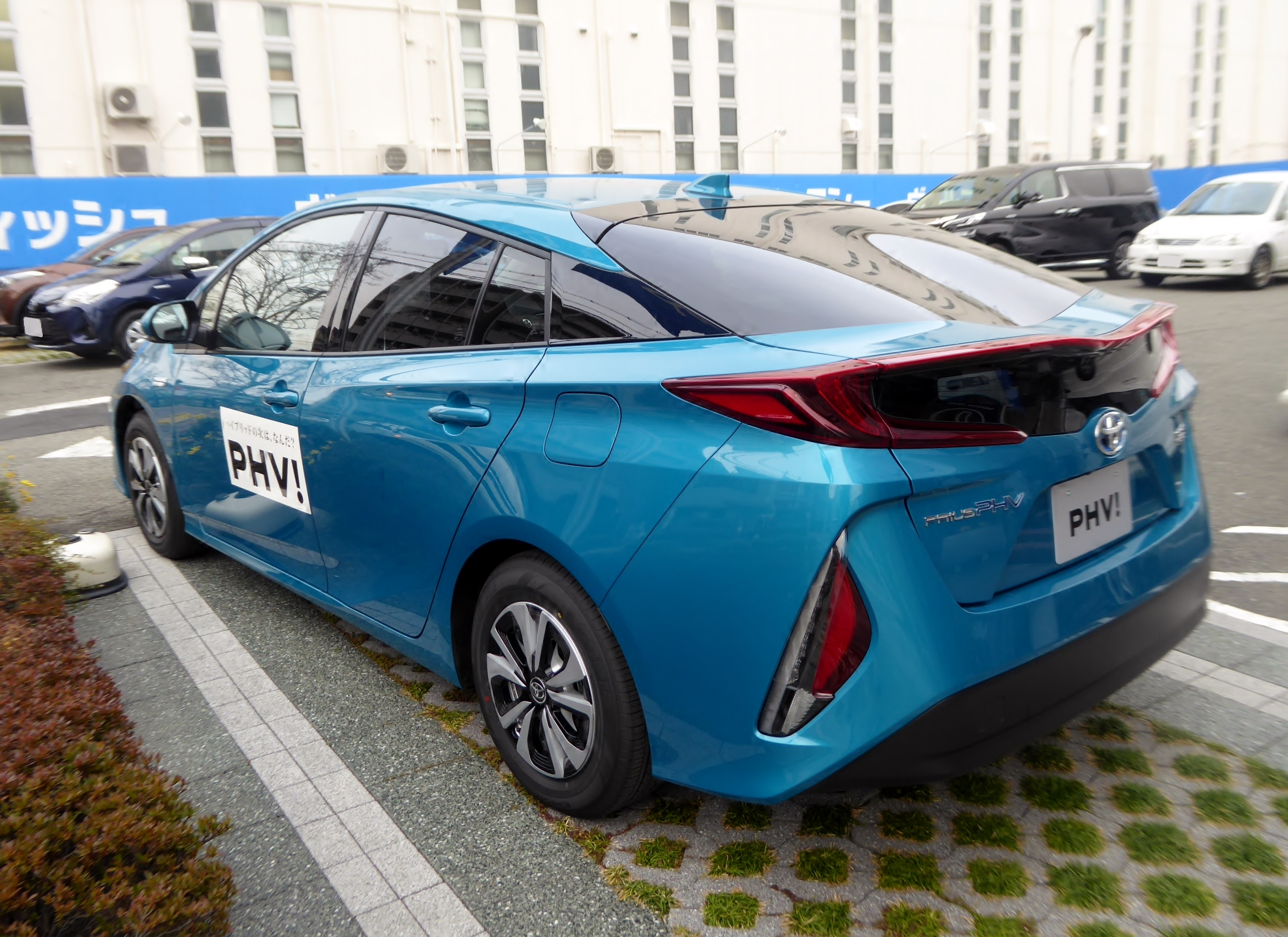
PHV A プレミアム 後面
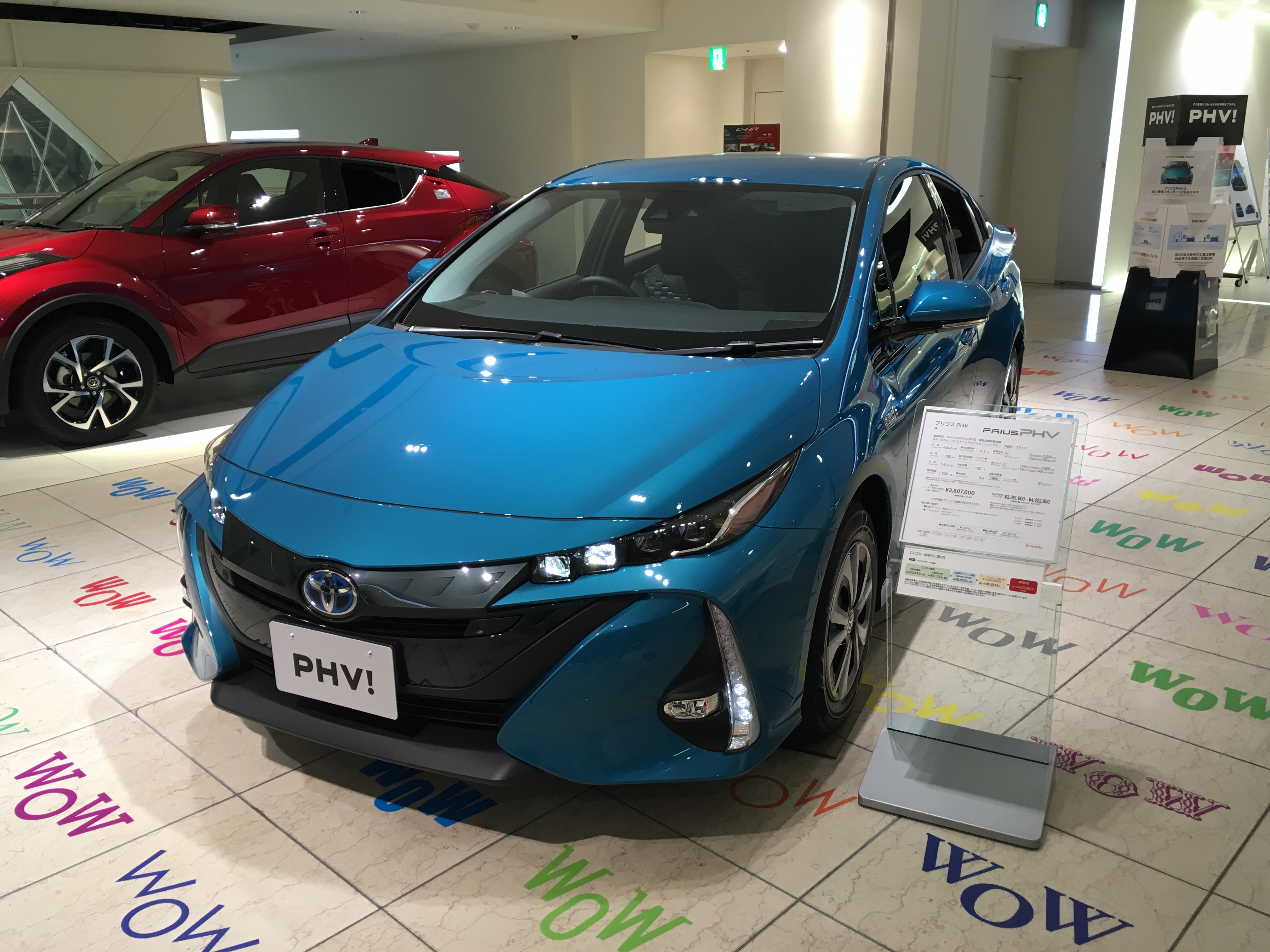
PHV A 前面
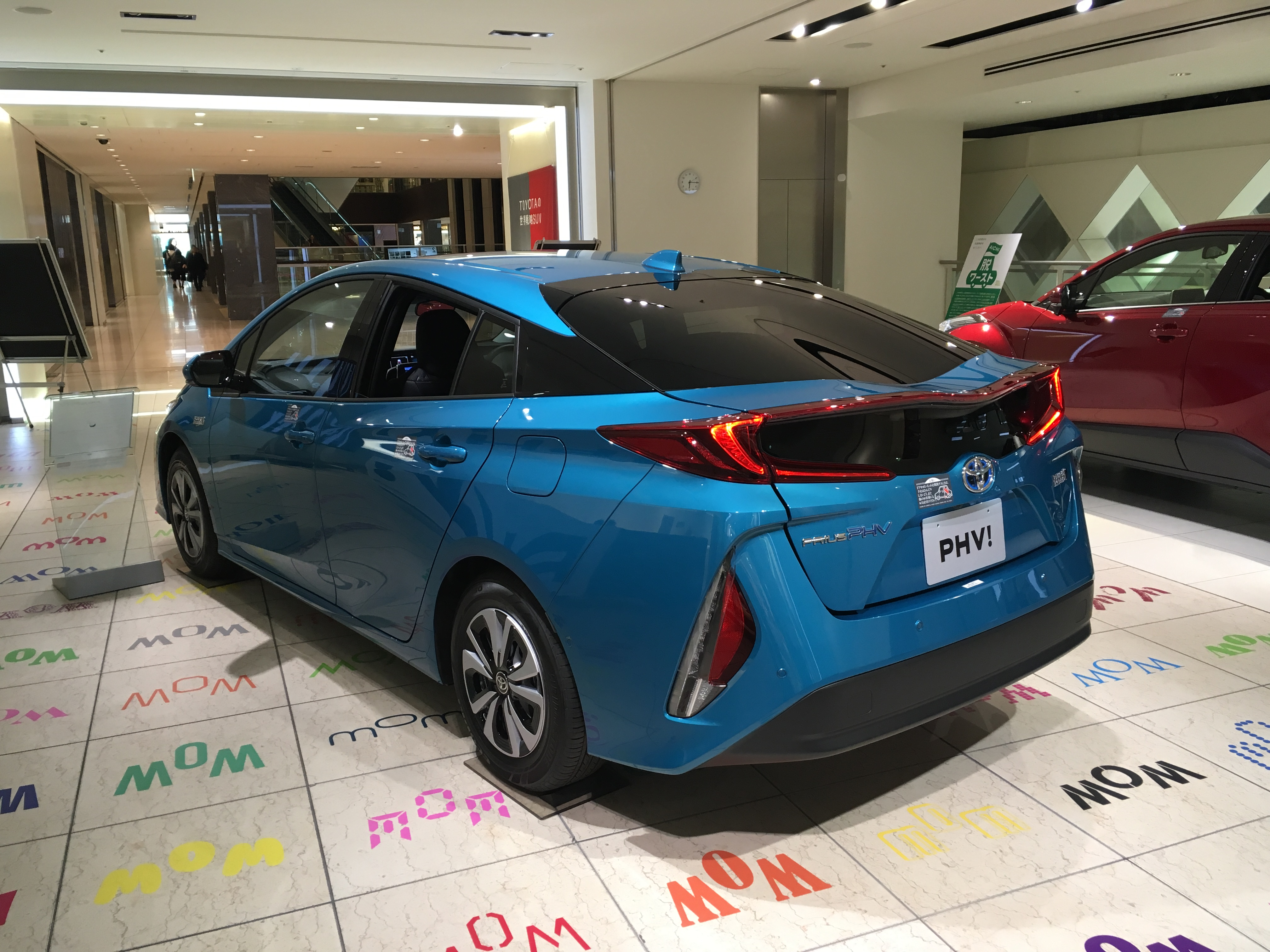
PHV A 後面
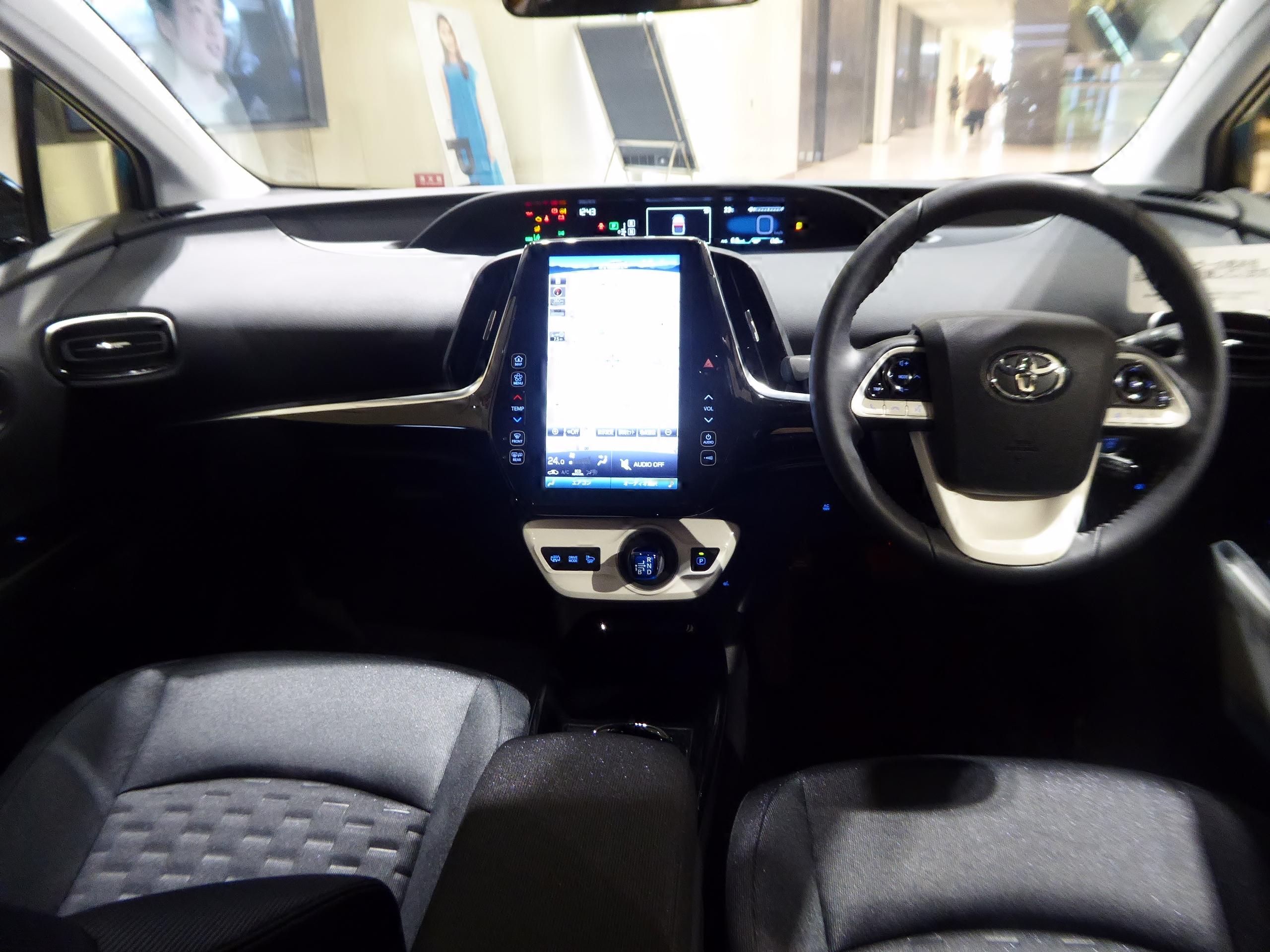
PHV A 室内
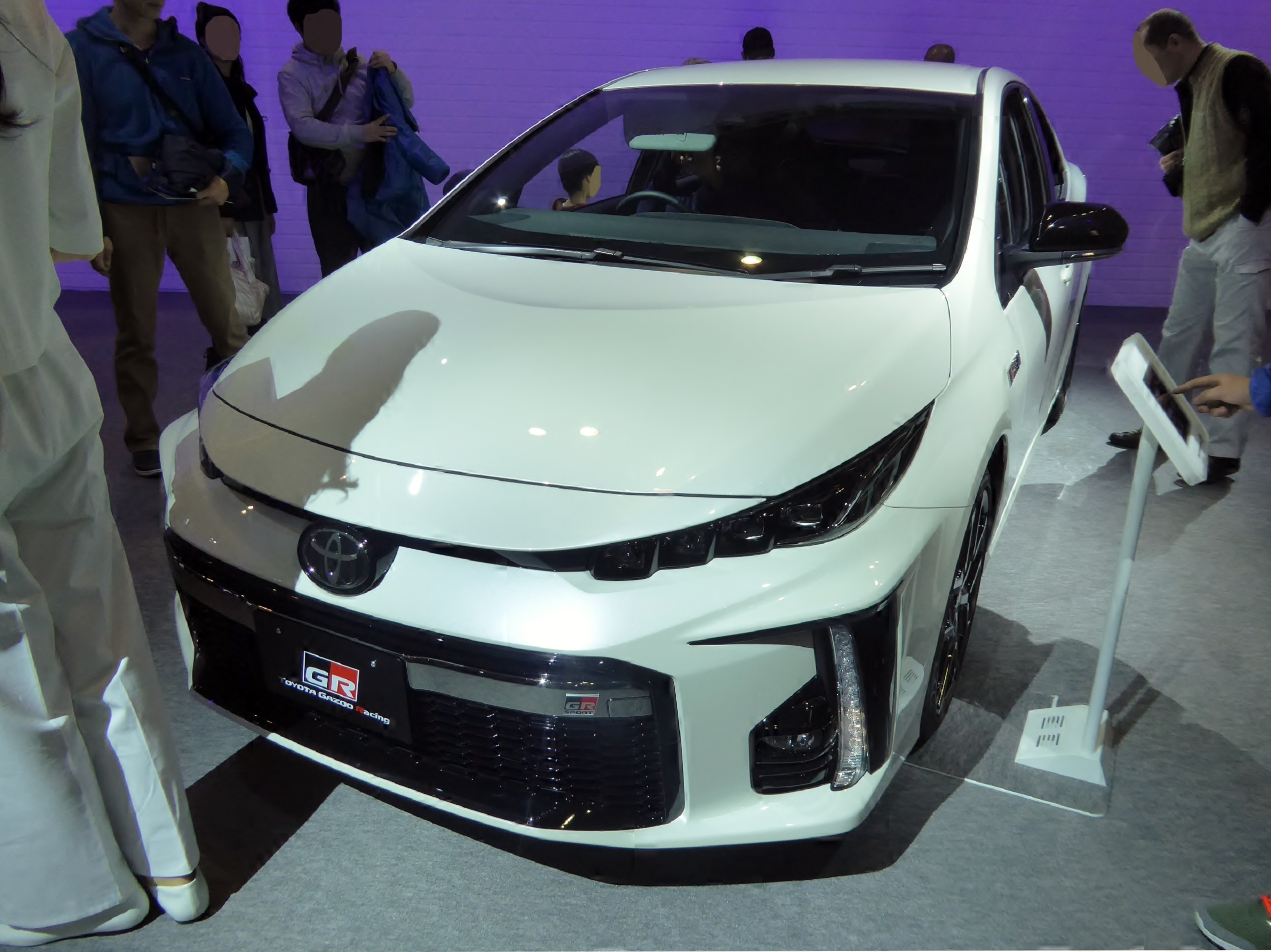
PHV S "ナビパッケージ・GR SPORT" 前面
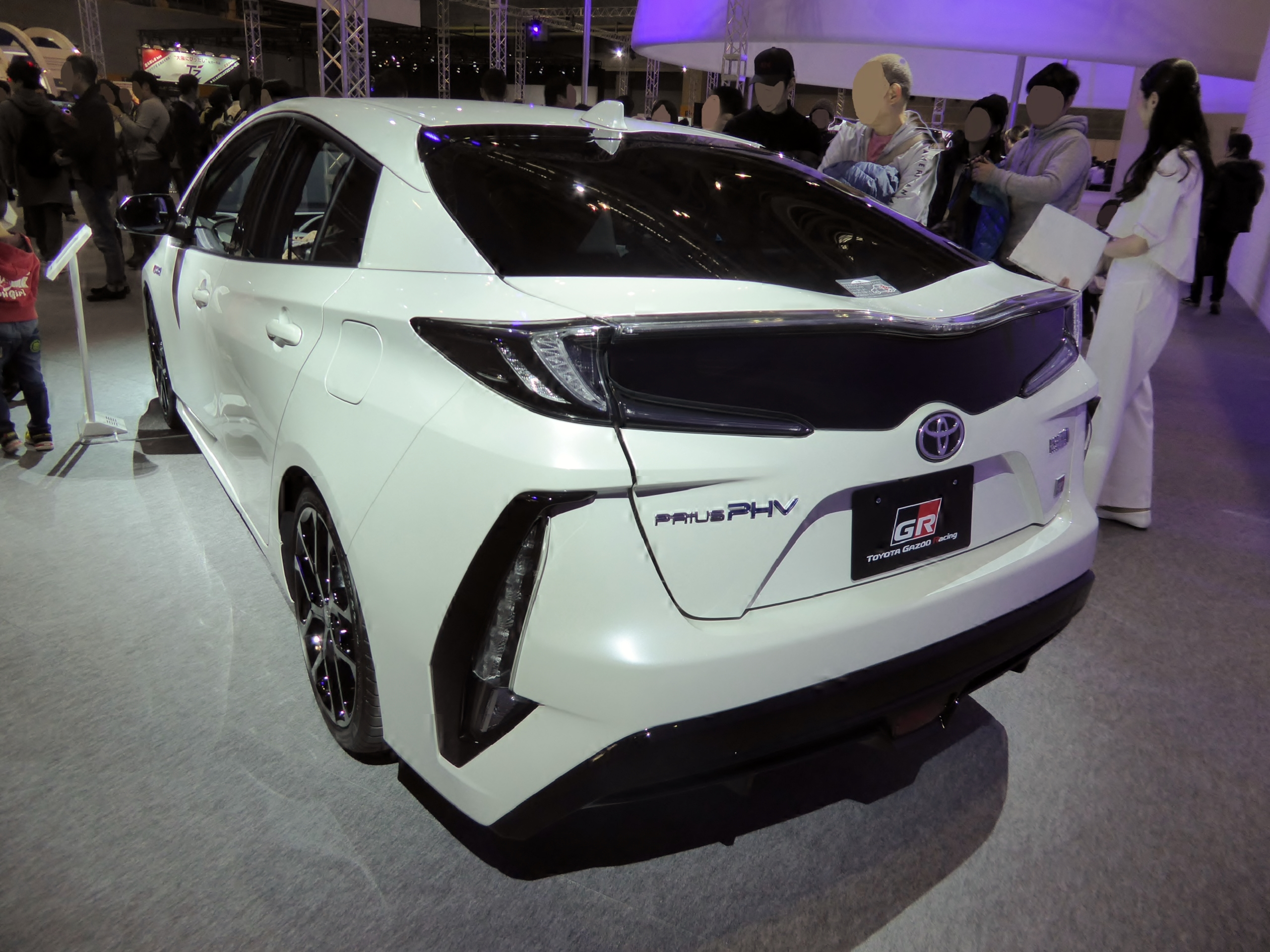
PHV S "ナビパッケージ・GR SPORT" 後面
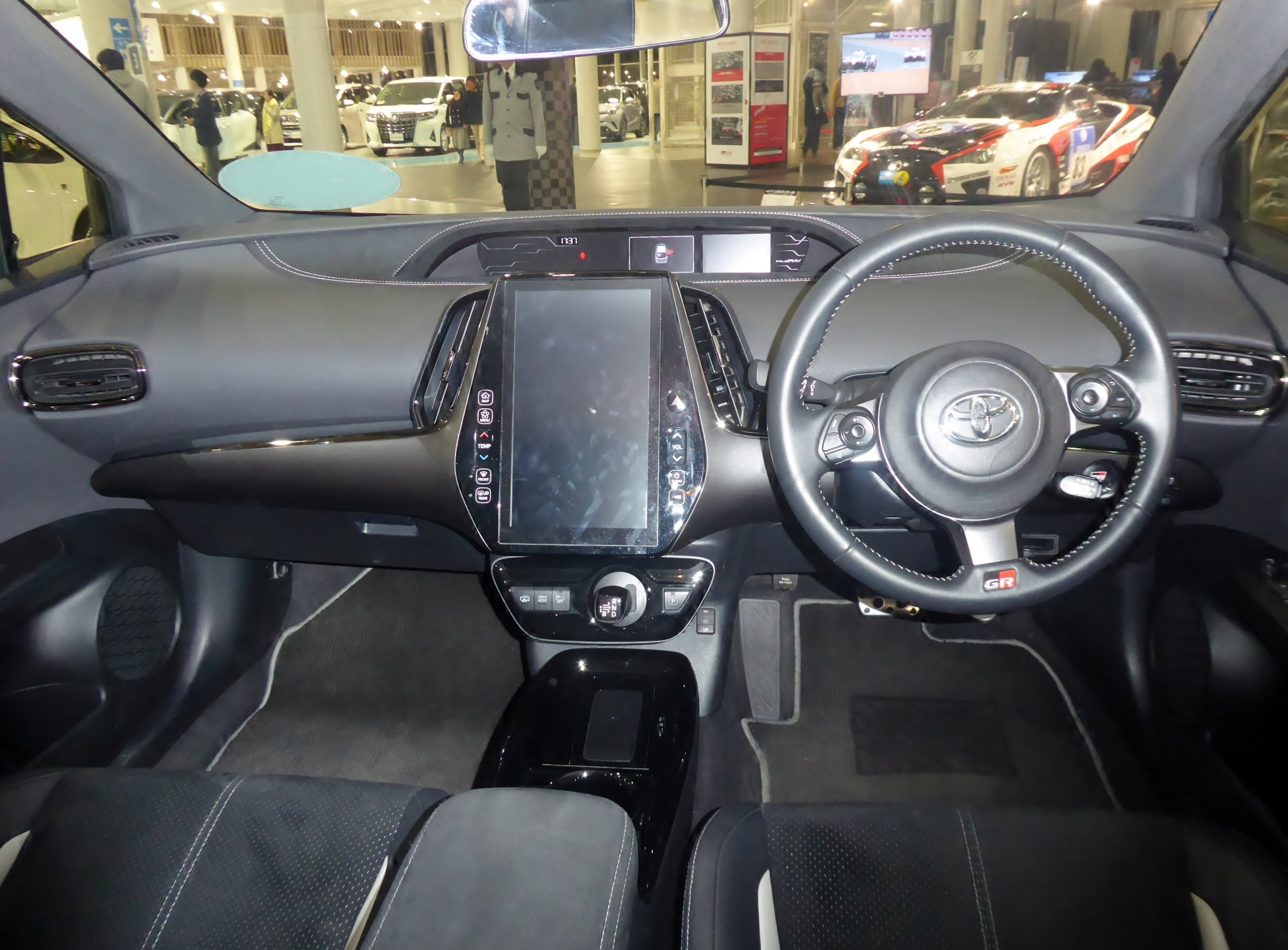
PHV S "ナビパッケージ・GR SPORT" 室内
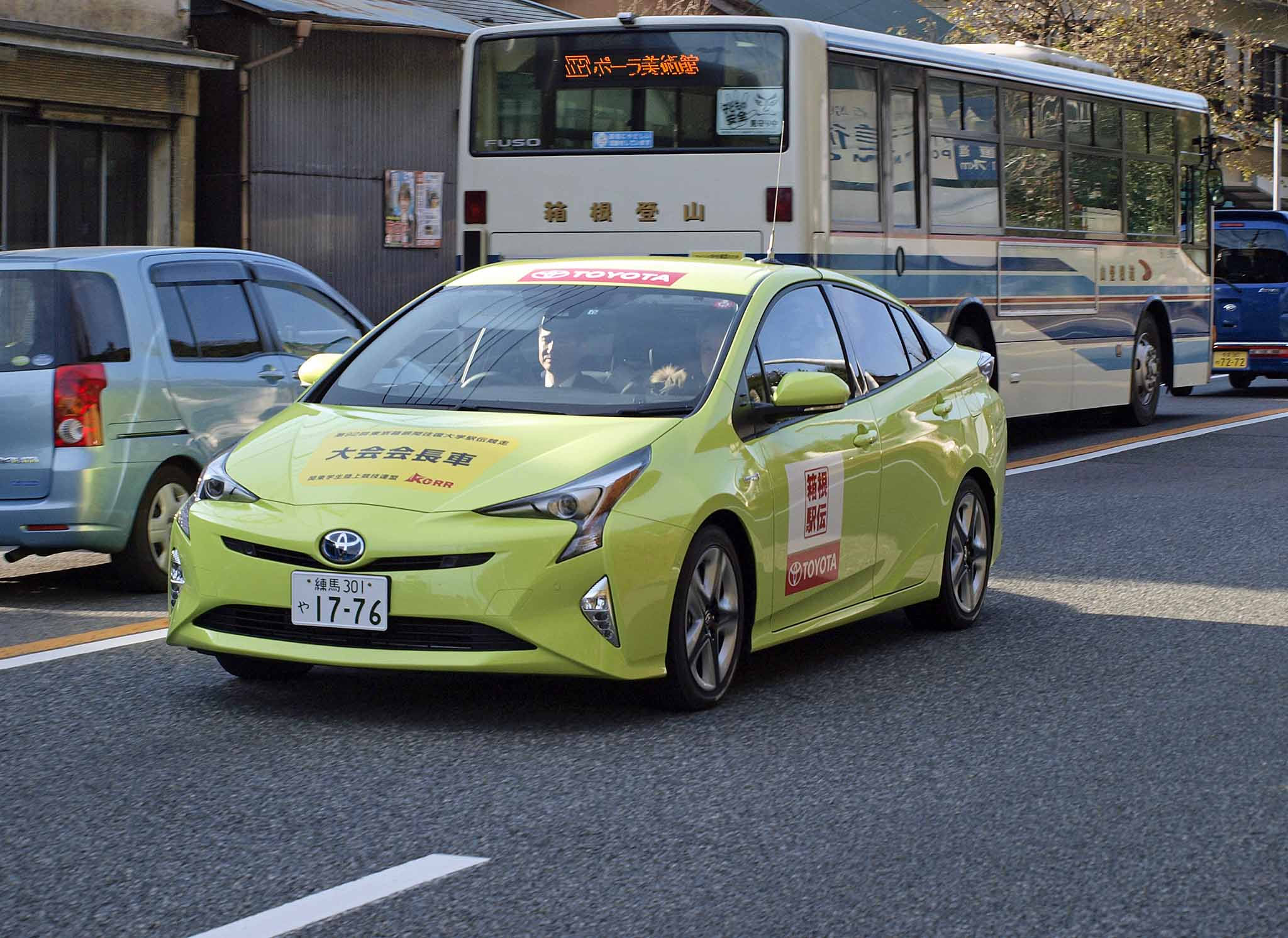
第92回箱根駅伝 大会会長車
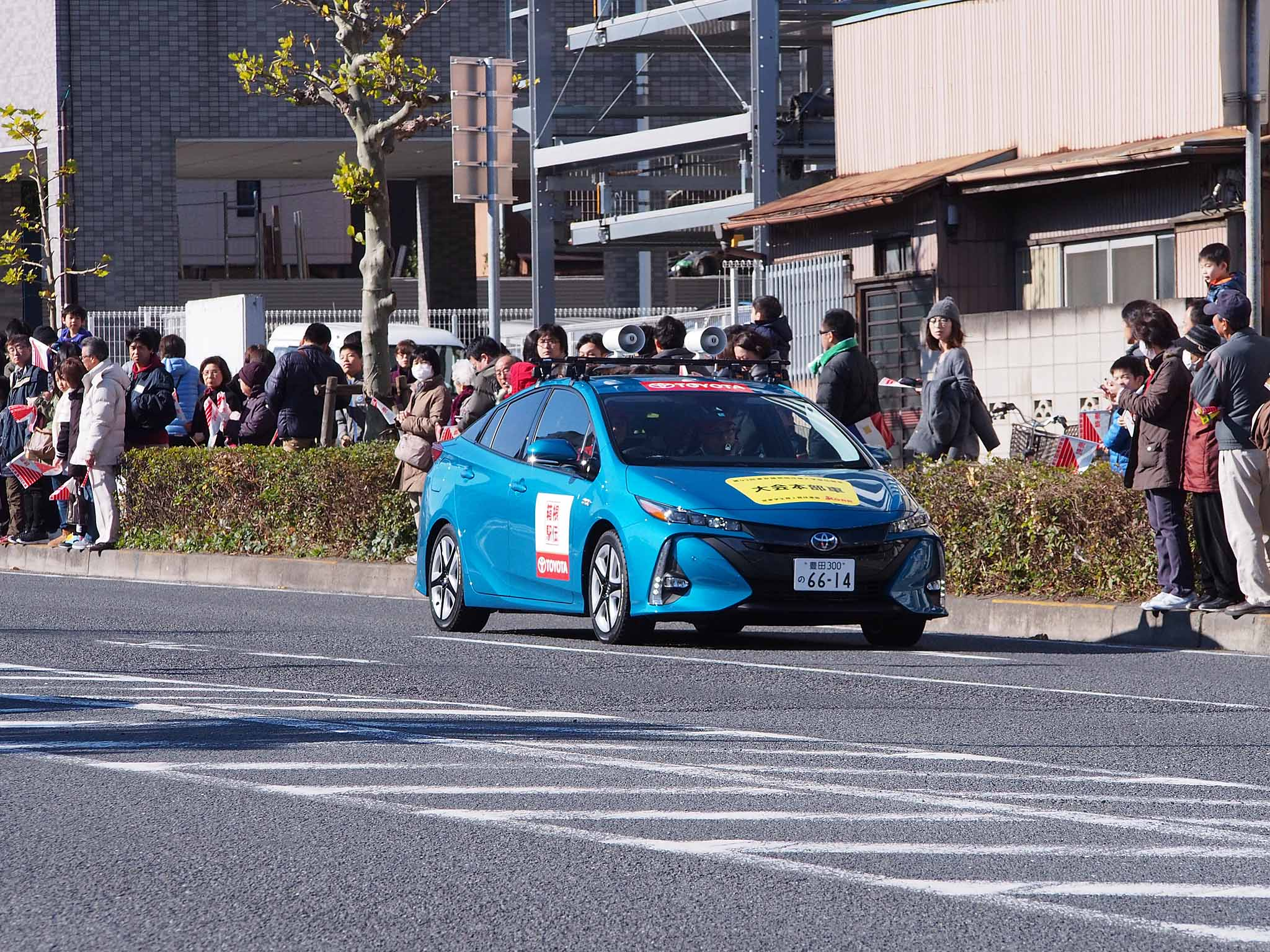
第93回箱根駅伝 大会本部車（PHV）

## 5代目 ZVW60/MXWH60 （2023年 - ）
チーフエンジニアはカローラツーリング等も手掛けた上田泰史。
5代目は「モノフォルムシルエット」を継承しつつ、第2世代のTNGAプラットフォームの採用による更なる低重心化がなされた。
外観では、フロントが16代目クラウンクロスオーバーや2代目C-HR同様のハンマーヘッドデザイン、リアデザインは歴代モデルで初めてナンバープレートがバンパーレベルへと移され、従来のナンバープレートがあった部位には薄型一文字のリアコンビネーションランプが、そしてその真下には16代目クラウンクロスオーバー同様に「P R I U S」のバラ文字の車名ロゴエンブレムが中央に配置され、2代目から4代目に渡り装着されていたハイブリッドシンボルマーク（HYBRID SYNERGY DRIVE）に替わって「HEV」エンブレムが装着された。プリウスPHVの後継となるPHEVモデルはHEVと基本デザインを共通としながら、ロアグリルが金属調シルバー加飾に、リアコンビネーションランプがグレースモークになり、「PHEV」エンブレムが装着される。
パワートレインはHEVモデルは4代目からの1.8 Lモデルに加え、2.0 Lモデルが新設定され、2種類となった。1.8 Lモデルはエンジンは4代目から2ZR-FXE型が踏襲されるが、全ての電動モジュールが刷新されたことで、燃料消費率が向上された。2.0 LモデルはエンジンにM20A-FXS型が搭載され、燃料消費率の向上に加えてシステム最高出力が大幅に向上された。PHEVモデルは2.0 LのM20A-FXS型へ換装され、駆動用バッテリーの小型化・大容量化（容量は2代目プリウスPHVの2倍以上となる51 Ah）や駆動用モーターの高出力化によりシステム最高出力が2.0 L・HEVモデルを上回る223 PS（164 kW）を実現し、EVモードでの走行距離が2代目プリウスPHVよりも大幅に向上されたことで日常の運転のほぼ全てを電気だけで走行可能な性能が確保された。また、山道など、アクセルとブレーキの切り替え頻度が高い走行時には、設定に応じてBレンジ相当の強い回生ブレーキを作用させることでペダルの踏みかえ回数の低減に寄与するリジェネレーションブースト（回生ブースト）が搭載された。
予防安全パッケージ「Toyota Safety Sense」には、ブラインドスポットモニターの後方ミリ波レーダーで後続車を検知し、接近した場合にはマルチインフォメーションディスプレイやブザーで知らせる後方車両接近告知、後方車両が非常に接近した場合、システムからドライバーに対して警察もしくはヘルプネットへの接続を提案するとともに、メーカーオプションのドライブレコーダー装着時には状況が自動録画され、上書きがされにくい専用の記録領域にデータが保存される周辺車両接近時サポート（録画機能・通報提案機能）、自車が停車中、ブラインドスポットモニターの後側方ミリ波レーダーで後方車両を検知し、追突される可能性が非常に高いとシステムが判断すると、衝突前から自車のブレーキを作動させることでその後追突された場合の自車の速度を減速するセカンダリーコリジョンブレーキ（停車中後突対応）がトヨタブランドで初採用された。
PHEVモデルでは、2代目プリウスPHVから2種類の外部給電モード（EV給電モード・HEV給電モード）が踏襲されているが、室内への虫などの侵入や雨天時の雨水の侵入を防ぐ外部給電アタッチメントが新たに標準装備され、ドアガラスを閉じたままでの外部給電が可能となった。併せて、センターコンソール後部とラゲージルーム右側に備わっているアクセサリーコンセント（AC100V・1500W、非常時給電システム付）に加えて、付属のヴィークルパワーコネクターを普通充電インレットに挿し込むことで外部給電用コンセントとして使用することが可能である。2代目プリウスPHVで採用されたソーラー充電システムは第2世代へ性能強化の上でメーカーオプション設定されており、普通充電時にパワースイッチをONにすると外部電源の電力を利用してエアコンやオーディオの操作が可能な「マイルームモード」も搭載された。
なお、2代目プリウスPHVで対応していた急速充電およびV2H（Vehicle to Home）には非対応となっている。これについてメーカー側は「今後の電気自動車の市場拡大と急速充電スタンドの普及率を想定したこと」を理由としている。

### グレード
HEVモデルは以下の4グレードが設定されるが、PHEVモデルは「G」と「Z」のみの設定となる。
X
4代目での「E」に相当する1.8Lエントリー兼ビジネス向けグレード。
17インチスチールホイール（樹脂フルキャップ[ダークグレーメタリック塗装]付）やマイク&マイクアンプ（運転席用1個）が装備され、オーディオレス仕様としているほか、E-Fourは車高アップに対応している。
なお、カタログは「X」専用の法人向けカタログが用意されており、Webカタログでも本グレードが独立して紹介されている。
U
サブスクリプションサービス「KINTO Unlimited」専用グレード。
「X」の装備内容に加え、防眩インナーミラー、バックガイドモニター、8インチディスプレイオーディオ（コネクテッドナビ対応）、ETC2.0ユニット（VICS機能付）が追加され、17インチホイールはアルミ（樹脂フルキャップ[ダークグレーメタリック+マットブラック塗装]付）となる。
また、納車後も安全性能などのソフトウェアをOTA（Over The Air）により最新版へ更新可能なソフトウェアアップデート、トヨタ初となる「アップグレードレディ設計」を採用したことで従来は新車注文時しか装着できなかったアシスト機能や快適装備を後から追加装備可能なハードウェアアップデート、アクセルやブレーキの踏み方などの基本的な挙動からステアリング操作・ウインカーを出すタイミングなどの運転時の癖なども見える化してより安全に運転できるようにアドバイスする「コネクティッドドライブトレーナー」やユーザーごとに異なる消耗品の劣化状態を推測して入庫のタイミングを通知する「コネクティッドカーケア」で構成されたコネクティッド機能が備わっており、月額料に全て含まれている。
G
2.0Lの普及グレード。
「U」の装備内容に加え、リアスタビライザー、フロントパフォーマンスロッド、グリルシャッター、ブラインドスポットモニター[BSM]+安心降車アシスト[SEA]+後方車両接近告知+周辺車両接近時サポート（通報提案機能）+後方車両への接近警報+セカンダリーコリジョンブレーキ（停車中後突対応）、リアセンターアームレスト（カップホルダー2個付）などが装備され、パーキングサポートブレーキが前後方静止物に加えて後方接近車両と後方歩行者が追加され、シート表皮が上級ファブリックにグレードアップ、樹脂フェンダーアーチのピアノブラック塗装、タイヤ&アルミホイールが19インチにサイズアップされ、アルミホイールは切削光輝+ダークグレーメタリック・センターオーナメント付となる。
PHEVモデルは充電装備の追加や前述した外観の変更、オートエアコンがヒートポンプシステム付となる点以外はHEVモデルと基本的な装備内容は同一となる。
Z
2.0Lの上級グレード。
「G」の装備内容に加え、パワーバックドア、LEDアクセサリーランプ、緊急時操舵支援（アクティブ操舵機能付）+フロントクロストラフィックアラート[FCTA]+レーンチェンジアシスト[LCA]、パノラミックビューモニター（床下透過表示機能付）、トヨタ チームメイト[アドバンスト パーク]（リモート機能付）+パーキングサポートブレーキ（周囲静止物）、前席シートベンチレーション、ワイヤレス充電器などが追加され、フロントワイパーが雨滴感応式オート、インナーミラーが自動防眩、シート表皮が合成皮革にそれぞれグレードアップされ、ディスプレイオーディオが12.3インチに大型化される。
PHEVモデルは19インチアルミホイールが専用造形のブラックとなり、ヘッドランプレベリングがオート、「Toyota Safety Sense」に含まれるオートマチックハイビームがアダプティブハイビームシステムに、ディスプレイオーディオ（コネクティッドナビ対応）が車載ナビ機能とFM多重VICSを備えたPlusへグレードアップされる。

### 年表
2022年11月11日
2日前の同月9日に公式SNSに投稿されたティザー画像が5代目モデルであることを公表し、同月16日に世界初公開されることがアナウンスされる。
2022年11月16日
5代目モデルを世界初公開（日本時間17日にはアメリカのロサンゼルスモーターショーでも公開）。改良点は風切り音を抑え、操縦安定性を向上させ、タイヤは19インチへと大型化。技術面ではトヨタ初の2.0 Lプラグインハイブリッドシステムを採用し、これにより 0-100 km/hで加速6.7秒（223 ps）をマークした。日常的な走行の大部分をEV走行でカバーできるようEV走行距離を従来型より約50 %向上。3・4代目同様、HEVとPHEVの2モデルが用意され、日本では今冬にHEV、2023年春頃にPHEVを順次発売を予定しており、日本での発売後、北米や欧州へも順次グローバルに展開される。
2022年12月5日
ヨーロッパで初公開。
2023年1月2日・3日
日本での国内販売開始に先行して、同日開催の第99回箱根駅伝の大会本部車に投入。これが日本のナンバープレートを装着した本モデルのお披露目となる。
2023年1月10日
日本でHEVモデルが正式にフルモデルチェンジされ、同日より発売。PHEVモデルは同年3月頃に発売予定であることが発表された。
キャッチフレーズは「NEW PEOPLE'S VEHICLE」、および「私の選択が 私たちの選択が この世界を美しく変えていく」。
ボディカラーは4代目（2021年6月一部改良モデル）からスーパーホワイトII、シルバーメタリック、プラチナホワイトパールマイカ（メーカーオプション）、アティチュードブラックマイカ、エモーショナルレッドII（メーカーオプション）の5色が踏襲され、新規開発色のアッシュとマスタード、新色のダークブルーを加えた全8色を設定した。なお、グレードごとに設定可能なカラーが異なり、スーパーホワイトIIとシルバーメタリックは「X」専用色、プラチナホワイトパールマイカ、アッシュ、アティチュードブラックマイカは「U」・「G」・「Z」専用色、エモーショナルレッドIIとダークブルーは「U」・「Z」専用色、マスタードは「G」・「Z」専用色となる。
2023年1月
アメリカで発売予定。グレードは「LE」、「XLE」、「リミテッド」からなる。
2023年3月1日
日本でPHEVモデルのフルモデルチェンジを正式に発表（3月15日発売）。
2023年6月22日
日本での「U」を対象とした「アップグレード」サービスの受付を開始。
従来はKINTO Unlimited契約時のみ装備可能となっていた装備の一部がアップグレードメニューに用意され、個別に後付けで装備可能とするもので、開始当初はトヨタ チームメイト アドバンスド パーク（リモート機能付）、ブラインドスポットモニター+安心降車アシスト+後方車両接近告知+周辺車両接近サポート（通報提案）+後方車両への接近警告+セカンダリーコリジョンブレーキ（停車中衝突対応）+パーキングサポートブレーキ（後方接近車両）、パーキングサポートブレーキ（後方歩行者通知）、Toyota Safety Sense機能追加（緊急時操舵支援+フロントクロストラフィックアラート+レーンチェンジアシスト）+ステアリングヒーター、プラスサポート（急アクセル時加速抑制）、パノラミックビューモニター（床下透過表示機能付）、ステアリングヒーターの7つが用意される。申込は専用スマホアプリを通じて受け付け、支払方法はディーラーオプションのように一括払いにするか、月額利用料に合算するかを選ぶことが可能である。
2023年12月7日
2023年次日本カー・オブ・ザ・イヤーを受賞。トヨタ車が同賞を受賞するのは2019年のRAV4以来4年ぶり。
2024年9月20日
PHEVモデルに新グレード「G」の追加を発表（10月1日発売）。
2025年7月1日
日本で一部改良並びに特別仕様車「G"Night Shade"」が発売された。
一部改良では従来メーカーオプション設定だった装備の一部が標準化され、ETC2.0を「X」を除く全グレードに、デジタルインナーミラー・ドライブレコーダー（前後）と12.3インチディスプレイオーディオ（コネクティッドナビ対応）Plusを「Z」にそれぞれ装備された。
「G"Night Shade"」は「G」のPHEV車をベースに、外観はフロントロアグリル・リアバンパーロア・センターピラーガーニッシュ・ホイールアーチモールディング・アウトサイドドアハンドルを艶ありブラックに、アルミホイール・トヨタマーク（フロント・リア）・バックドアエンブレム（PRIUS/PHEV）をブラックにそれぞれ統一。内装はシートストライプとインストルメントパネル加飾をブラックに統一した。
- Z HEV 前面
- Z HEV 後面
- Z HEV 内装
- Z PHEV（フロント）
- Z PHEV（リア）

## 評価
ハイブリッドカーの代名詞として国内外ともによく知られている。プリウスは単に燃費性能が良いというだけではなく、環境負荷の低減や先進的なEV機能などを評価して購入すべきであるという見方も強い。実際、アカデミー賞に俳優がプリウスに乗って登場したように、プリウスは環境に良いというブランドイメージを築いており、市場での評価も安定して高い。特に3代目は国内市場での評価は極めて高く、2009年4月に施行された「環境対応車普及促進税制」による自動車重量税と自動車取得税の全額免税、さらには同年6月から始まった「エコカー補助金」もあって、プリウスは軽自動車を含む総合で2009年6月度から2010年12月度までの18か月連続で首位を獲得している。4代目は先代ほどの爆発的な販売台数を示せていないことに加え、アクの強いデザインへの批判から「失敗作」のような扱いを受けることもあるが、実際には2016・2017・2019年と3回もの年間販売台数1位を記録している。コンパクトカーやトールワゴン・ミニバン、クロスオーバーSUVなどが席巻する国内市場で、Cセグメントの5ドアセダンという単一のボディ形状のみで1位を獲得し続けるプリウスの存在はかなり異質である。
同等クラスのガソリン車と比較すると燃費性能に優れるが、車両価格が高く価格差を燃費で相殺するまでには相当な走行距離を要する。しかし現状ではプリウスに車格が近い、プレミオやアリオンにプリウスと同等の車両安全装置VSDやカーテンエアバッグなどの装備を追加すると、プリウスとの価格差は無いかむしろ低廉となる上、前述の減税・補助金もあるので実際にはそれほど問題にはならない。またコンパクト以下のクラスとの車両価格差のガソリン代を回収するには、年間1万キロ走行では10年近くを要するが、レンタカーで借りる分には燃油代の節約になる。
しかし車好きからは否定的な意見も多く、英国放送協会のテレビ番組『トップ・ギア』では「退屈」と酷評された。そのため4代目では走りの楽しさが追求され、結果トッププロレーサーの谷口信輝も、走りを評価し購入するまでに至っている。
アメリカ合衆国においては、カリフォルニア州で州の厳しい規制をパスした当時唯一のガソリンエンジンの実用車としてプリウスが話題を呼び、環境問題に関心の高い富裕層が中心となって次々にプリウスを購入したことから、ハリウッド・スターなどのセレブリティも、環境問題に関心があることをアピールするためにこぞってプリウスを自家用車に選ぶ、という時期があった。アカデミー賞授賞式に、リムジンでなくプリウスで乗り付けるスターが増え、中でもレオナルド・ディカプリオは、7台ものプリウスを購入したといわれる。その後の、原油価格の高騰から人気が冷めず、最長で半年待ちとなるほど予約が殺到した。
しかしアメリカではガソリン価格の低落に伴って再び大型車や高級車が販売の中心となっており、加えて「ハイブリッドよりEVのほうがエコ」という風潮からEV専門メーカーのテスラ・モーターズが台頭してきていることからプリウスは苦戦を強いられている。さらにプリウスの販売台数の多い地域では、ニッケル水素電池目当ての「車上荒し」のターゲットともなっている。
ディーゼルエンジンとマニュアルトランスミッション指向の強いヨーロッパにおいても、環境問題への関心の高まりから、イギリスなどを中心に高い評価を得ている。2007年のフランクフルトモーターショーをはじめ、大陸ヨーロッパでも積極的なプロモーションが始められた。2000年に発売されたヨーロッパでは、2007年8月までに約10万台のトヨタ・ハイブリッドが販売された。
トヨタのハイブリッド車は、2007年5月に販売累計が100万台に達していることから、その約1割が欧州市場での販売であったことになる。イギリスのAmberjac Projects社では、プリウスに搭載されたニッケル水素電池をリチウムイオン電池に載せ換えて、燃費や航続距離を改善するという改造を行っている。
モンゴル国では、首都ウランバートルの大気汚染対策として、日本で中古車になった初代プリウスが輸入され、使用されている。
日本でのユーザー層は、子育てが終わりクラウンやマークXなどのセダンから乗り換えた50～60代の夫婦が中心であるという。

### 日本国外での受賞
- 北米カー・オブ・ザ・イヤー（2004年/平成16年） - 2001年（平成13年）にもノミネート
- ヨーロッパ・カー・オブ・ザ・イヤー（2006年/平成18年） - 37人の審査員からの最高得点を得て計406点で1位を受賞

他、多数の受賞がある。また、ヨーロッパの自動車衝突安全テストユーロNCAPでは、星5つの評価を得ている。

## レンタカー
一部のレンタカー会社（および地域）で車種をプリウスに限定したキャンペーンが行なわれることがある。この場合のレンタル料金は一般車種とほぼ同額であり、利用者にとっては自分で購入するのと異なり車両価格が高額であることを意識せずに済む上一般に燃料費も安くつき（走行距離が長ければ若干レンタル料金が高くても燃料費の差額で十分元がとれてしまう）、またレンタカー会社としても車両の回転効率を上げることで初期費用を早く回収することができるので、利用者と所有者のどちらにとっても有益であり、ハイブリッド車の普及を図る上では非常に有効な手段であると言える。
なお、トヨタレンタリースではこれまでカローラと同じP3クラスだったが、2008年10月1日以降予約分はプレミオ／アリオンと同じP4クラスに変更され、値上げとなったが、2009年5月1日以降はP3クラスに戻され、値下げとなった。同年6月から順次導入されている3代目はP4クラスの料金が適用される。2012年4月1日からは、ハイブリッド専用のクラスが3種新設され、HV1には2代目が、HV2には3代目が割り当てられている。また同時に、区間平均燃費が表示できる機能を生かして、満タン返しが不要な「HV燃費精算」も開始された。4代目は3代目に続きHV2クラスが維持されたが、2020年4月1日のクラス体系変更に伴ってスタンダードクラスへ移行（料金は従来のHV2クラスから据え置き）され、2023年4月1日の制度改定に伴ってC3クラスへ移行された。5代目については4代目と同じC3クラスが維持されるが、2.0Lモデルでの提供となる。
アメリカ合衆国の大手レンタカー会社では、2007年7月現在エイビス・レンタカー (Avis) が約1,000台のプリウスを保有するほか、ハーツ・レンタカー (Hertz) が2008年までに3,400台のプリウスを導入し、ニューヨーク市などハイブリッド車の需要が旺盛な地域に重点配備することを発表した。エイビス・レンタカーはイギリスでもプリウスを保有し、ロンドンなどに配置している。
また、2010年7月4日からはトヨタレンタリース長崎管轄の福江店（長崎県五島市）において、プリウスプラグインハイブリッドのレンタカー貸出を開始した。これは、長崎県が経済産業省のモデル事業である「長崎県EV・PHVタウン」の主要プロジェクトとして五島地域で展開する未来型ドライブ観光システム「長崎EV&ITS（エビッツ）」に協力し、同車を福江店へ2台配備したもので、一般ユーザーがレンタカーでPHVを運転できる国内唯一の店舗となった。その後、「能登スマート・ドライブ・プロジェクト」と題して、2012年7月7日、トヨタレンタリース石川がプリウスPHV（市販モデル）を能登空港店を中心に県内に配備、併せてトヨタメディアサービスのWi-Fi付充電スタンド「G-Station」を能登半島に21台設置するプロジェクトも始まった。ただし、往路か復路のいずれかに能登空港を利用することが貸出の条件となっている。さらに全国11の地域（2012年8月現在、長崎・石川を含む）でもPHVの貸出が開始されている。

## 販売店
初代はトヨタ店のみであったが、2代目からはトヨペット店が加わり、2チャンネル併売となった。また、販売台数も2代目からは格段に増え、発売後半年経っても、購入から納車まで数か月待ちという事態も起きた。3代目以降はカローラ店とネッツ店にも販売網を広げ、レクサス専売店を除くトヨタの全販売店で販売を開始した。トヨタの全販売店で販売する車種の登場は、トヨタが現体制になった1982年以降では2000年に限定生産されたオリジンの例があったのみで、限定生産車以外では初めてとなる。なお、2代目モデルもグレード体系などを見直し、ビジネスユーザー向け新グレード「EX」に一本化し2011年12月26日まで継続販売された（取扱いは従来どおりトヨタ店とトヨペット店）。低価格路線を打ち出しているホンダ・インサイトに対抗するため、「EX」の車両本体価格はインサイトの「G」と同じ189万円に設定。3代目モデルも205万円からの価格設定にしていた。
5代目モデルのうち、法人向け廉価グレードの「X」は東かがわトヨタ自動車販売では取り扱わない。

## 車名の由来
- ラテン語で「〜に先駆けて、〜に先立って」という意味[64]。
- 現在、世界93か国で販売されていて、車名はどの国においても「プリウス」(PRIUS) を名乗る[注 18]。またアクアは海外ではプリウスのブランド力を活かして「プリウスC」を名乗っている。

## その他
| RCC中国放送のラジオカー。2台目の2代目（左）と4代目（右） |  | RCC中国放送のラジオカー。2台目の2代目（左）と4代目（右） |
| RCC中国放送のラジオカー。2台目の2代目（左）と4代目（右） |  |                                                          |

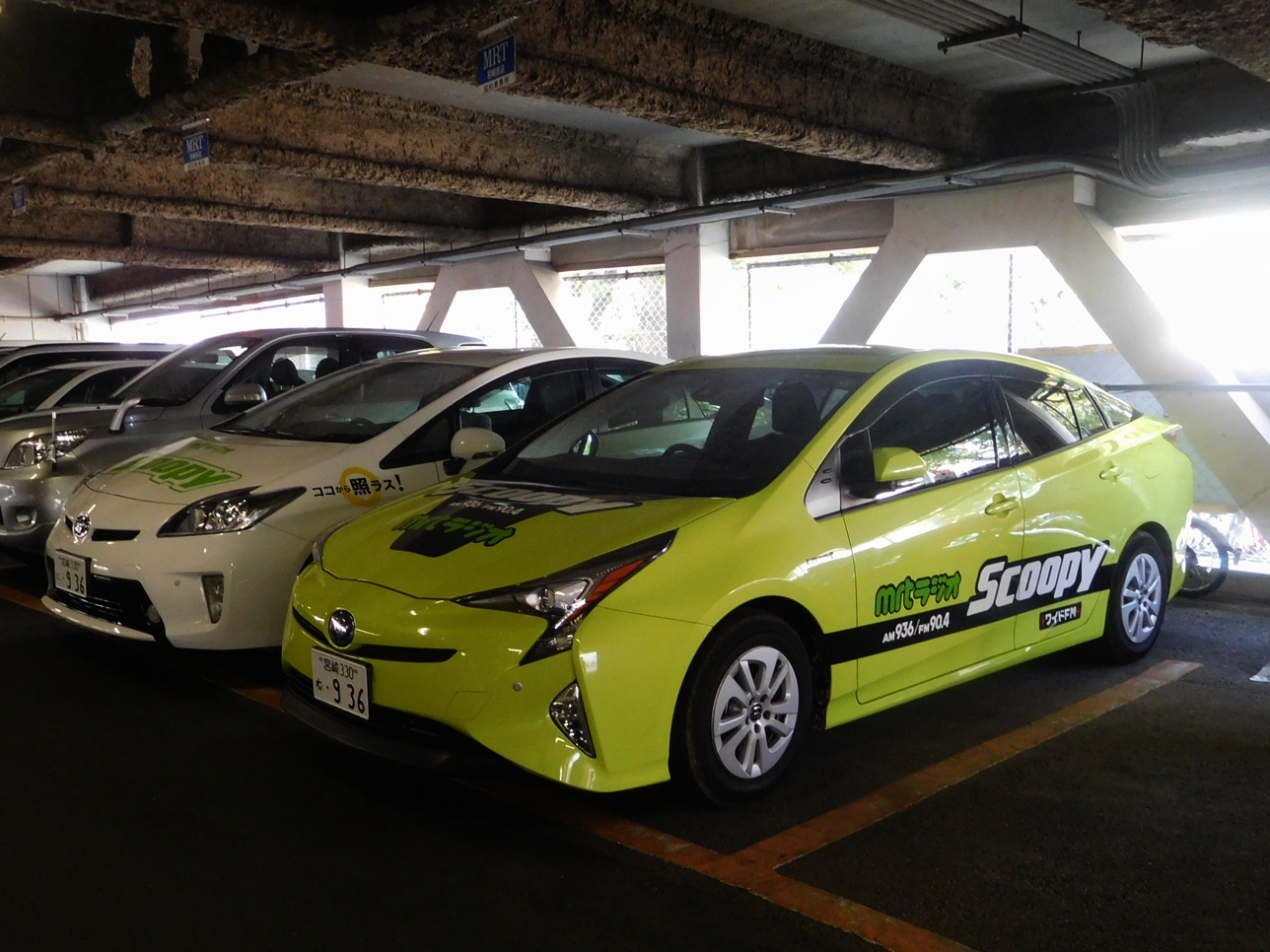
mrtラジオのラジオカー「スクーピー」。3代目（奥）と4代目（手前）

- 2002年に週刊少年マガジンで製作したスタッフチーム等の苦悩を描いた漫画「プリウス〜21世紀への翼〜」が掲載された（作画は日和一吾）。
- 一般的にスポーツグレードを持たない実用車種にはエアロパーツやサスペンションキットなどのチューニングパーツはあまり発売されないが、2代目以降のプリウスでは空気抵抗を減らして燃費をさらにあげるためのボディキットが発売されたり、TRDやトムスなど、アフターパーツメーカーからもマフラーやホイール、サスペンションキットなどの改造部品が販売されている。
- 大阪トヨペットグループでは、レーシングドライバーの片山右京と共同開発したカスタマイズカーである「ENERGY MASTER[65]」を発売。「究極の環境性能を誇るエコカー」をテーマに、環境問題にも執心であるプロデューサーの片山の意見を取り入れて足回りの軽量化のため、専用の超軽量アルミホイールを開発した（ちなみに、17インチサイズで1本5Kgの軽量化に成功している）。タイヤには横浜ゴムのエコタイヤである「DNA Earth-1」が採用され、さらに空気抵抗を低減し燃費をさらに向上させるエアロパーツセット（オプション品）も用意されている。
- 3代目モデル（ZVW30型）の発表を2週間前に控えた2009年5月2日よりTBSラジオにて、「TOYOTA PRIUS Presents 高樹千佳子のハイブリッドな週末」というタイアップ番組を放送開始。パーソナリティには、車や音楽好きでも知られるタレントの高樹千佳子を起用し、高樹がプリウスを実際にドライブしながらゲストとのトークや開発スタッフとのプリウス開発秘話、そして高樹によるプリウスの試乗インプレッションを交えた新感覚の番組で、車内外の走行音やウインカーの作動音などもそのまま収録されている。
- 一般的に新型車が発表された際は自動車関連のニュースや一部の経済ニュースでは報道されるものの、一般紙や通常のニュース番組で報道されることはほとんどない。だがプリウスに関しては、報道発表会の模様や試乗インプレッションが一般紙やニュース番組で特集を組んで報道されている。
- ナゴヤドームのトヨタグループの電動回転広告板には2009年 - 2011年の間、「魅せろよ プリウス」という広告が掲示されていた。
- 2010年、当時北米及び世界販売最大のライバルであったゼネラルモーターズのダニエル・アカーソンCEOは「さえない車」「おたくの車 (Geek-Mobile)、私だったら絶対に乗らない」とこき下ろした[66]。一方で初代プリウス開発責任者の内山田は、これを意識してか2016年にアメリカの演説で「私はプリウスおたく（Geek）であることを誇りに思う」、「私はひとりのタフなナードである」と発言している[67]。
- 3代目で派生車種が誕生したことで英語表記での複数形が必要になったことから、米国トヨタ自動車販売ではホームページ上の投票で応募を受け付けた結果、2011年2月に複数形を「Prii（プリアイ）」とすることを発表している[注 19][68][69]。
- ドライビングシミュレーターゲームである、「グランツーリスモ5」(初代、二代目、三代目モデル）、「Forza Motorsport 4」（三代目の北米仕様）にプリウスが登場している。Forza Horizonにも登場しているが、こちらは一般車として走行している。

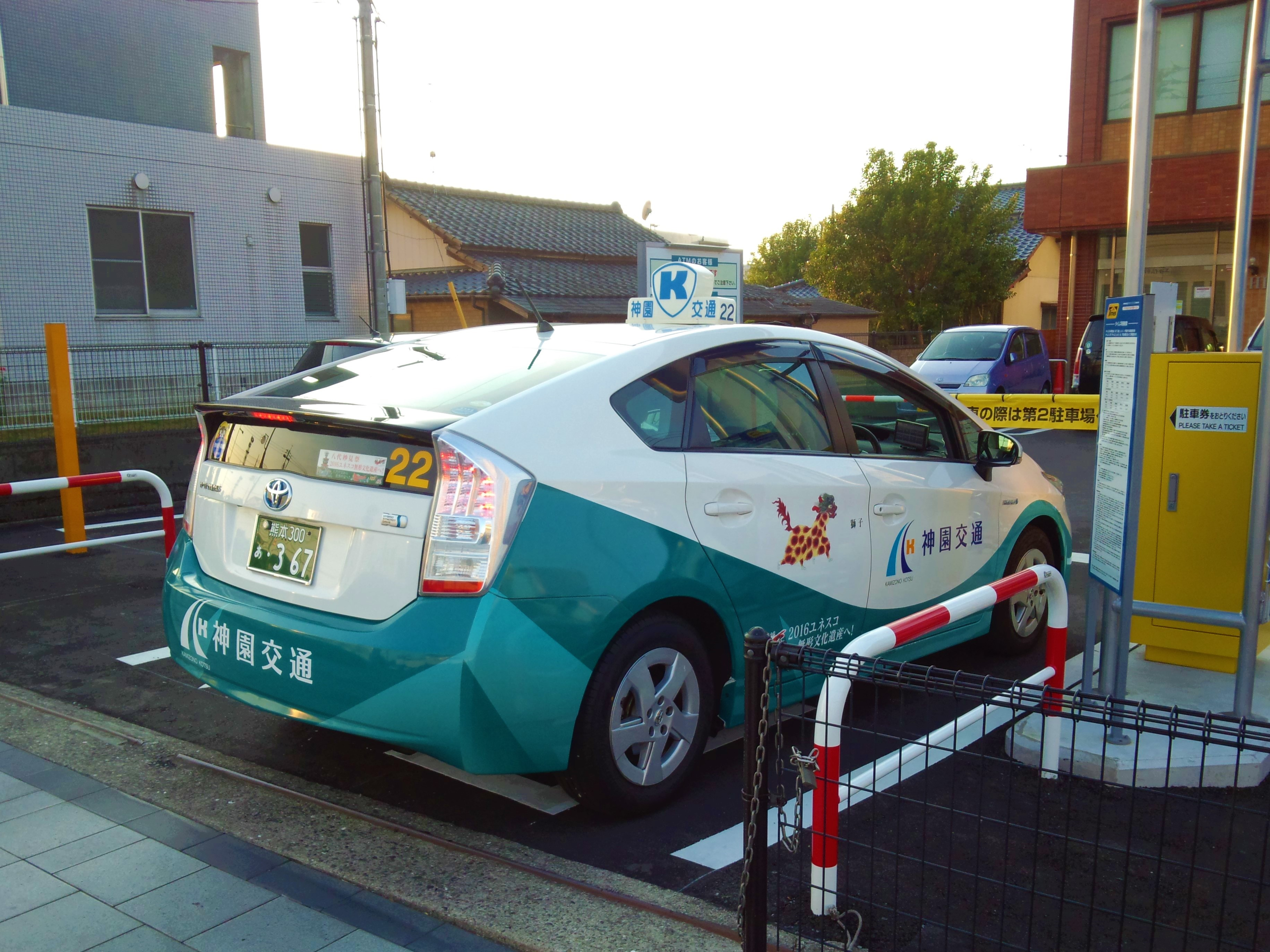
タクシーとして使用される3代目（神園交通）

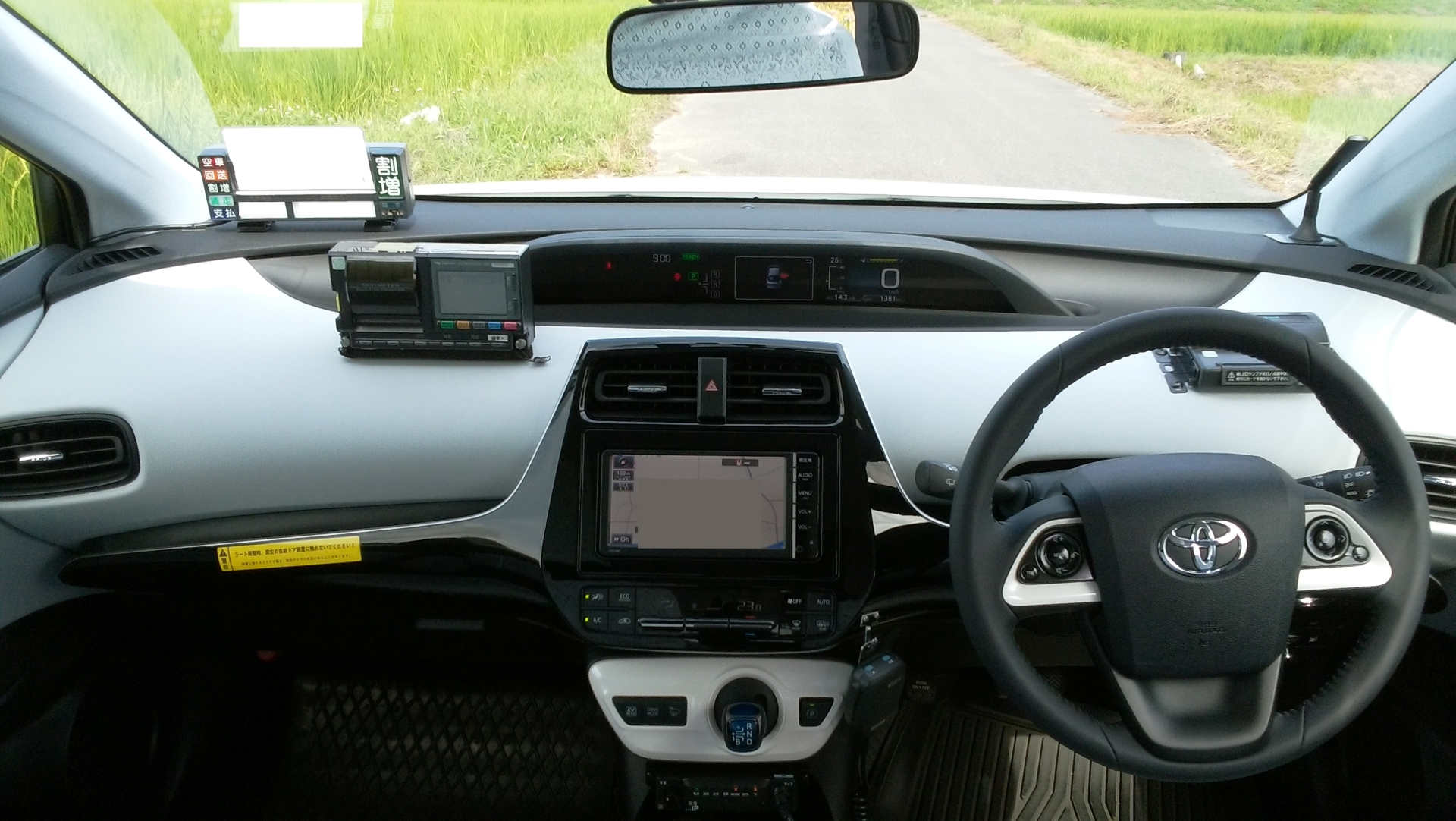
タクシー仕様の4代目プリウスのインパネ周り

- 2010年代前半には派生車種を含めタクシーでの採用が増えていた。2代目から大手のタクシー会社がテスト運用していた[注 20]が、タクシー仕様でない一般車両にもかかわらず燃費が良好で耐久性も予想以上であった（都市部において、前輪駆動車をタクシーに用いた場合オートマチックトランスミッションが早期に故障すること、またそれに伴う修理コストと時間が嵩むことが問題とされていたが、プリウスはこの前例が当てはまらなかった稀有なケースである）ことから採用が増えていた。長距離営業でも専用LPGガススタンドでなく通常のガソリンスタンドで燃料補給できるため、走行距離が伸びる地方での採用が増えていた。トヨタはこれを受け、日本国内向けのタクシー専用車もハイブリッド専用とすることにし、LPG専燃だったクラウンコンフォート、LPG車が存在したコンフォート（XS10系）に代えて2017年（平成29年）、ジャパンタクシーを発売したことにより、タクシー用として採用されるハイブリッド車の主流はそちらへ移行していった。
  - なお、2代目まではシステムモニターを兼ねた液晶画面が外せないことから、メーター等の業務機器を外付け設置したりインパネに穴をあけて設置する場合が多かった。3代目以降ではナビ用DINスペースが設けられたことからそのスペースに2DINナビを入れたうえで従前通り業務機器を外付け設置もしくは穴あけ設置するケースのみならず、そのスペースにメーターとラジオを入れナビの方を外付けするケースも見受けられるようになった（主に無線とナビが一体になった機器を採用する事業者がこの手法で設置している）。
- トヨタの地元である東海ラジオ等で使用され、宮崎放送やRCC中国放送[注 21]等では、新旧プリウスがラジオカーとして採用されている。
- 2010年代以降自動車教習所などでプリウスがエコカーのために高速教習に使われることも多くなってきた。しかし、プリウスはハイブリッドカー専用に開発されたATのみの設定であり、なおかつ日本の小型自動車規格の車体の寸法（全長4,700mm以下・全幅1,700mm以下）を満たさないことから、コンフォート教習車が主に役割を担ってきた教習車のハイブリッド化に当たってはプリウスをベースとすることができず、既存の2代目カローラアクシオの同型車となる『トヨタ教習車』が発売された。
- 1999年以降、それまで子供向けに工場見学の記念品として配布されていたトヨタ・2000GTのモデルカーに代わり、記念品モデルカーとなっている。このモデルカーはプリウスのモデルチェンジに対応して2003年まで初代、2010年までが2代目、2014年現在は3代目プリウスがモデルとなっている。歴代のモデルカーはトヨタ会館に展示されている。なお、原料はバンパーの廃材であるとのこと。
- 東京箱根間往復大学駅伝競走においては2011年と2014年にZVW35型プラグインハイブリッドが、2016年と2017年にZVW50型が、2018年と2019年にZVW50型プラグインハイブリッドが、2023年にはZVW60型が大会車両に用いられている。

## モータースポーツ
SUPER GT
SUPER GTのGT300クラスでトヨタのセミワークスとして参戦しているaprが用いていた、カローラアクシオの後継マシンとして2012年にJAF-GT（現GTA-GT300）規定の下に登場した。以降2021年現在まで、10年間に渡りプリウスによる参戦が続いている。グループGT3と戦う車両としては世界的にも珍しい5ドアのGTカーであるが、動力分割方式のハイブリッドシステムを燃費にもパワーにも活かせる点と、エコカーゆえにドラッグが少ない点が強みとされる。
2012年から2015年までは、ZVW30型プリウスをベースに3.4リッターV8自然吸気のRV8Kエンジンをミッドシップに搭載し、助手席にハイブリッドシステムが搭載されていた。二次電池はリチウムイオン電池、タイヤは2014年まではヨコハマ、2015年からブリヂストンを採用している。ハイブリッドシステムはトヨタとの協力により、市販車へのフィードバックも考慮するためレース専用品ではなく、アクア用のモーター、プリウスα用のバッテリー、カムリ用のECUなど、市販車と同じパーツを使用して構成されている。そのため同じハイブリッドカーでも、レース専用に開発したハイブリッドでGT300に参戦していたホンダのCR-Zと比較して、システムの重量が倍近く重くなっている。そのため、アンダーパワーだが軽量ボディを活かしてコーナリングやタイヤへの負担の軽さで勝負する他のJAF-GT勢に比べると、ストレートスピードで勝負するFIA-GT勢に近い戦い方になる。なお、リチウムイオンバッテリーの海外への持ち出しが法律上許されていなかったため、海外戦ではハイブリッドシステムを下ろした状態で参戦していた。
2013年4月29日の第2戦（富士スピードウェイ）で、SUPER GT史上初のハイブリッドカーでの優勝車両となった。2015年にも2勝を挙げ年間総合3位に入った。
2016年からはZVW50型をベースにしたプリウスが2台登場、30号車はリチウムイオン電池+ヨコハマタイヤ、31号車はキャパシタ+ブリヂストンタイヤと異なる仕様で参戦。キャパシタはリチウムイオン電池と異なり海外持ち出しが可能なため、海外戦でも戦闘力を維持する事が可能となった。2016年には31号車が1勝を挙げ年間ランキング2位の好成績を収めている。
2018年からは、30号車もリチウムイオン電池からキャパシタに変更。31号車が3度の表彰台を獲得。最終戦ではLEON RACINGとのチャンピオンを決めるサイドバイサイドのバトルに敗れ、惜しくも年間3位に終わっている。
2019年はベース車両をプリウスPHV GR SPORTに切り替え、エンジン搭載位置も規則変更に従ってフロント（FR）に変更された。またエンジンも形式自体は同じV8自然吸気だが、レース専用設計のRV8Kから市販車ベースのレクサス・RC F GT3の2UR-G（5.4リッター）に切り替えられている。ただし30号車は試験的見地から、ハイブリッドを非搭載にしてエンジンのみで戦う。トヨタのハイブリッドレーシングカーは最初期以外はミッドシップ車であり、aprもミッドシップ車以外を自社開発した経験が無かったため、フロントエンジン＋ハイブリッドというパッケージング特有のセットアップに悩まされた。また第6戦まではエンジンを新規定に適合させることができなかったため、特認車両としての扱いでリストリクターを大幅に絞られていたこともあり、デビュー年はチーム史上初めて2台ともノーポイントという苦境を味わった。その後は熟成を遂げて、2021年序盤はBopに苦しんでいたが性能調整が入った第6戦オートポリスで31号車が念願の初優勝を挙げた。2022年は30号車がGR86にマシンチェンジしたことで1台のみの参戦となり、また翌年よりベースマシンがLC500hに変更されることから参戦するのはこの年が最後となる。
2020年からJAF-GT車両として他チームから参戦しているGRスープラはaprが設計開発に深く関わっており、FRのプリウスPHVのシャシーコンポーネントが流用されている。またエンジンも共通のものを採用している。
その他
- 米国トヨタ販売は、GT300のプリウスにインスピレーションを受けたサーキット仕様を2016年SEMAショーで公開しているが、これの販売及び参戦はなされていない[76]。

- 2002年にスウェーデン〜ヨルダンまでの8000kmを走破するラリーレイドの『ミッドナイトサン・トゥ・レッドシー』にZVW20型プリウスが参戦。FIA公認の競技としては初のハイブリッドカーとされる。トップ・ギアの元編集者がステアリングを握り、無事完走を果たしている[77]。

- 2008年から地域ごとのトヨタディーラー対抗による『プリウスカップ』が開催されている。これはエコラン及び整備技術を争うものである。初の全国大会は2011年に開催された。

- 富士スピードウェイで年2回開催される、燃費走行を重視したルールの『エコカーカップ』では採用率が最も高い車種となっている[78]。

- 韓国、スーパーレースにて2024年より5代目PHEVモデルを使ったワンメイクレースを3年間開催する。韓国国内では初のPHEV車両を使ったレースで、専用の改造を施したプリウスPHEVを使う。[79]